# Défense de la forêt française contre les incendies
 (février 2025).

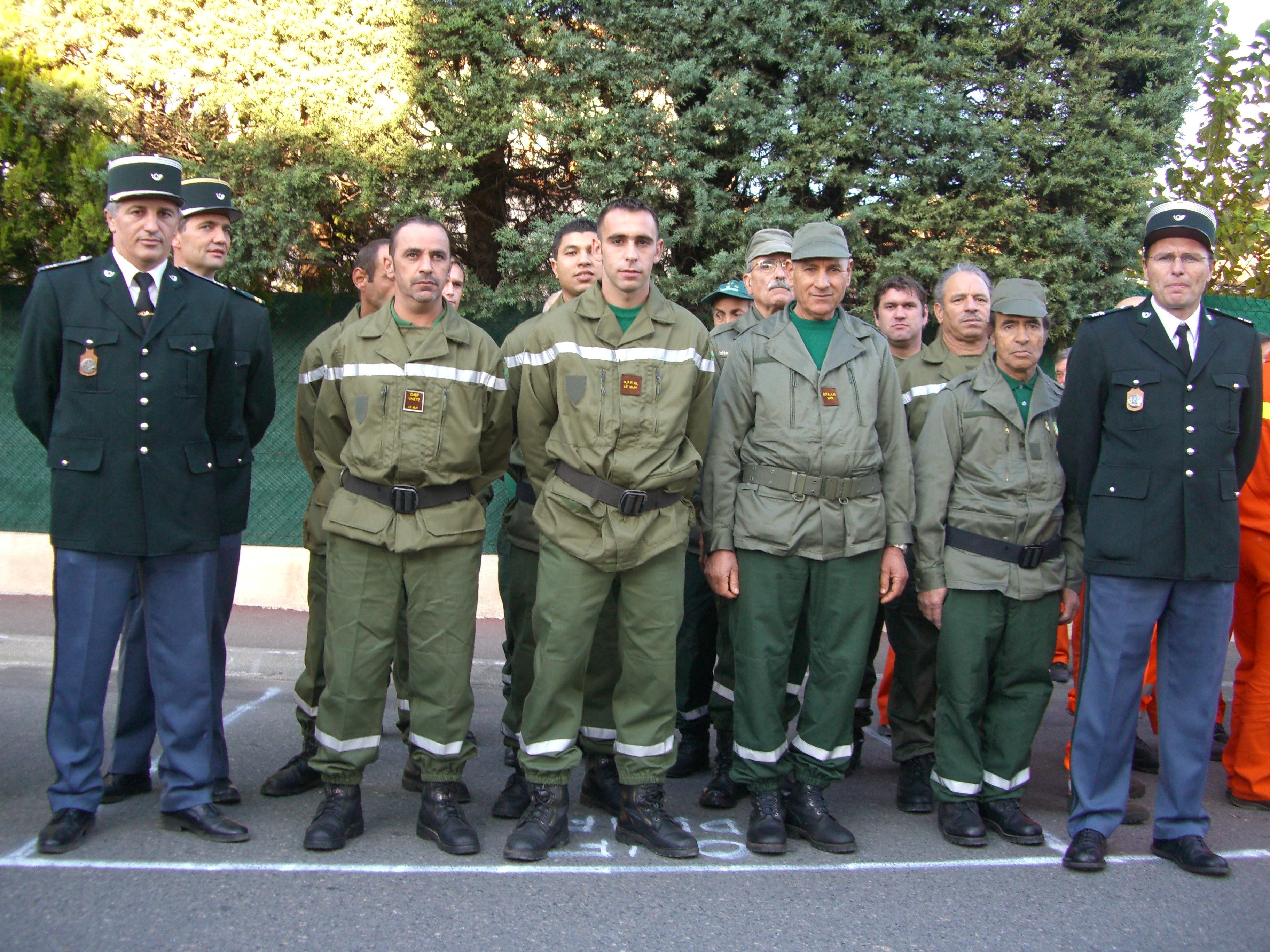
Agent de protection de la forêt méditerranéenne (APFM) et ouvriers forestiers rapatriés d'Afrique du Nord (OFRAN) encadrés par deux officiers de l'office national des forêts lors d'une cérémonie en 2006.

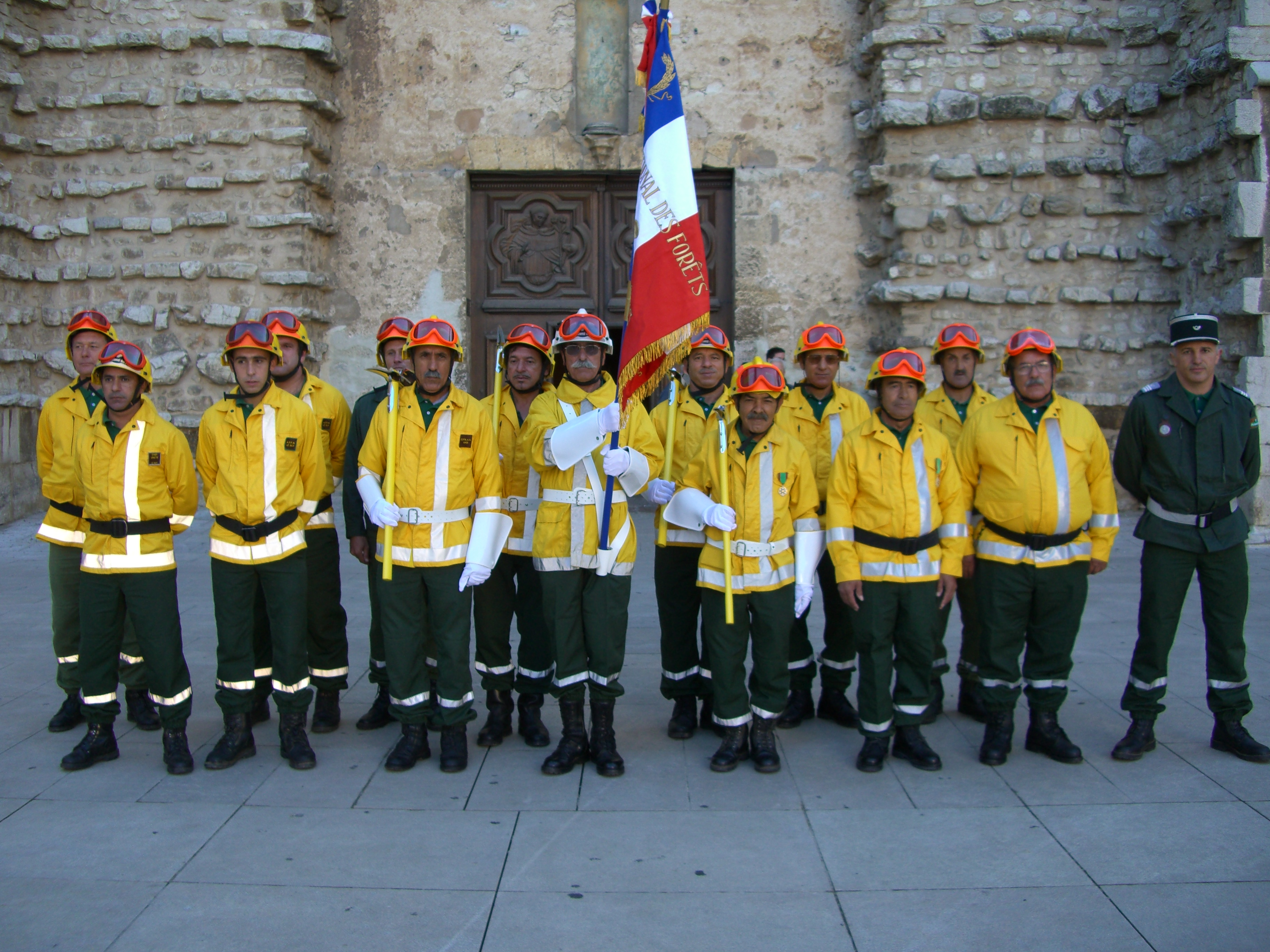
Cérémonie de commémoration de l'armée d'Afrique à Saint-Maximin avec garde d'honneur OFRAN - APFM en 2005.

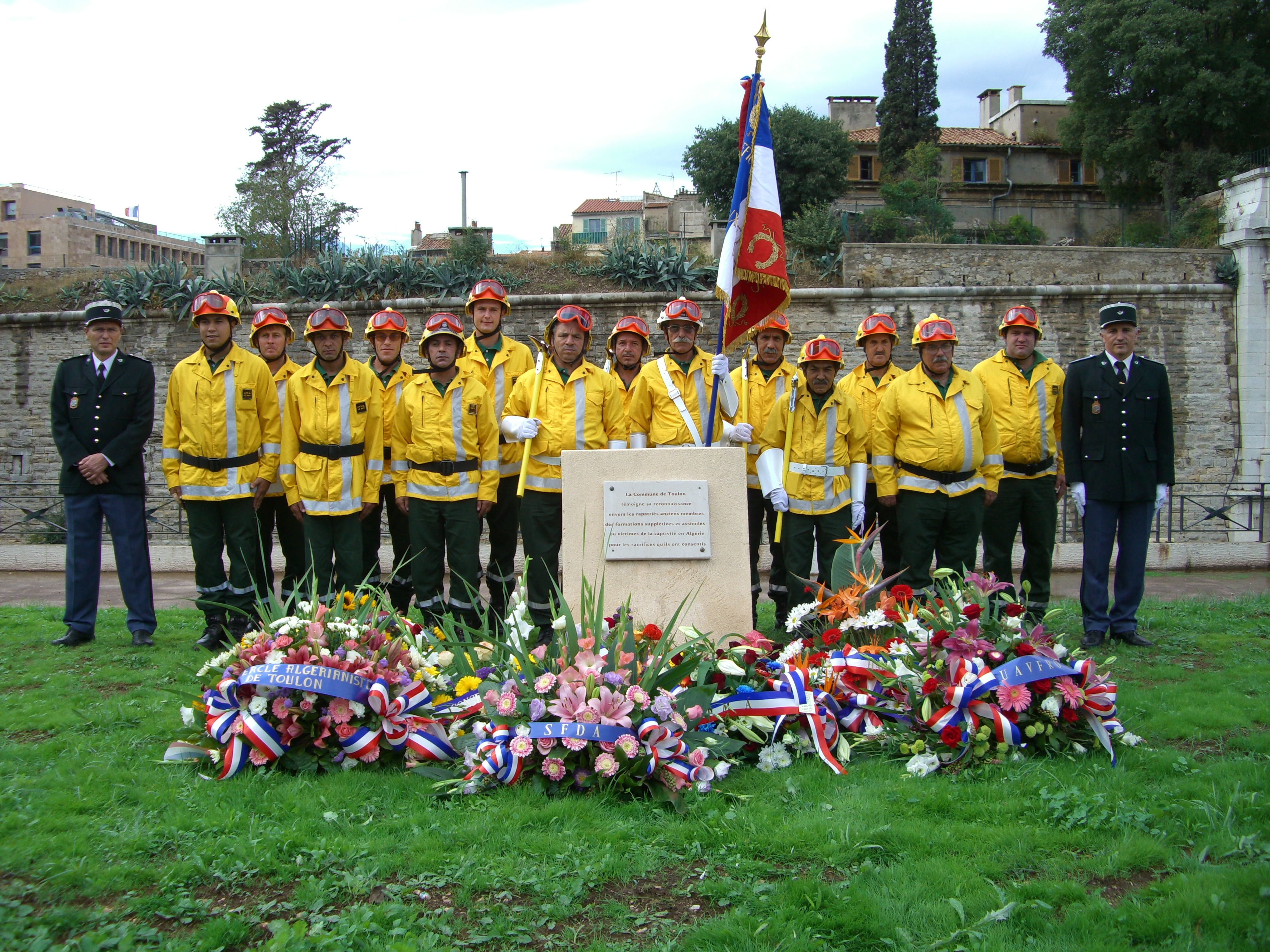
Cérémonie de commémoration des Harkis à Toulon avec garde d'honneur OFRAN au drapeau en 2006.

La défense de la forêt contre les incendies (DFCI) est une politique gouvernementale française de prévention des feux de végétation chargée notamment de l’équipement, l’aménagement et l’entretien de l’espace forestier.

## Les services
La politique de l'État français en matière de DFCI est déclinée par plusieurs services :
- la délégation à la protection de la forêt méditerranéenne (DPFM) qui a pour mission de proposer et de mettre en œuvre la politique zonale de l’État en matière de prévention des incendies de forêts et d’assurer l’harmonisation de l'application départementale de cette politique interministérielle.
- Les directions départementales des territoires (et de la mer pour les départements à façade maritime - DDT ou DDTM) des départements à climat méditerranéen qui sont chargées de mettre en œuvre les politiques publiques d’aménagement et de développement durable des territoires et de la mer. Leurs services forestiers déclinent via le Plan départemental de protection des forêts contre l'incendie la politique de DFCI mise en œuvre dans le département.
- La mission zonale DFCI de l'office national des forêts, basée à Aix-en-Provence, qui assure la coordination des différentes actions de DFCI de l’ONF, en liaison étroite avec les autres acteurs de la prévention.

## Présentation
La lutte contre les incendies de forêts exige une pénétration facile des massifs par les véhicules de patrouille de prévention et de lutte incendie chargés de remplir une mission de service public, il est donc nécessaire d’assurer un réseau de pistes spécialisées (les « pistes DFCI ») pour accéder à l'intérieur des massifs forestiers, des coupures de combustibles pour permettre la lutte dans des conditions de sécurité acceptable, ainsi que de mettre à disposition des points d'eau pour les véhicules de lutte.
Le code forestier prévoit l’établissement de servitudes de passages et d’aménagement sur les pistes DFCI qui permettent, outre la pérennisation et la sécurisation des pistes, la gestion et l’entretien des équipements DFCI (barrières, citernes, poteaux incendie…).
En l'absence de réservation de la politique de DFCI pour et par les services de l'État (et vraisemblablement du manque d'argent), n'importe quelle collectivité peut s'emparer de ces missions sous réserve de co-financer pour partie. On assiste donc à une multiplication des acteurs, bien souvent sans beaucoup de concertation et avec création de structures semi-publiques (SIVOM, SIVU et autres syndicats) qui ont pour but la captation de subventions européennes, nationales, régionales, départementales, intercommunales ou municipales et leur utilisation pour tous projets à vocation plus ou moins DFCI comme la mise en valeur agricole ou cynégétique.

### Montée en puissance estivale
En période estivale, 300 personnels et 170 véhicules sont affectés à la lutte contre les incendies, y compris à leur prévention. Leur rôle en amont est de diminuer la végétation combustible, d'entretenir les pistes d'accès des secours et de créer des discontinuités dans le couvert végétable afin de réduire la propagation des incendies.

## La délégation à la protection de la forêt méditerranéenne (DPFM)
La DPFM est un service de l’État à compétence zonale élargie (comprenant les départements des régions Corse, Languedoc-Roussillon et Provence-Alpes-Côte d’Azur, ainsi que l’Ardèche et la Drôme, départements méditerranéens de la région Rhône-Alpes).
La DPFM met en œuvre la politique de l’État en matière de prévention des incendies de forêts en zone méditerranéenne et assure l’harmonisation de l'application départementale de cette politique interministérielle.
Créé à la suite des incendies dramatiques de l’été 1986, le conservatoire de la forêt méditerranéenne (CFM) se présentait comme un chapitre du budget du ministère chargé de l’agriculture dont les crédits étaient ventilés chaque année par arrêtés ministériels entre les titres et la vingtaine de chapitres d’affectation définitive. Son but était de financer, conjointement avec les collectivités territoriales, des travaux d’aménagement destinés à prévenir les incendies dans les quinze départements où s’étend la forêt méditerranéenne. Des ressources propres lui avaient été affectées : une taxe nouvelle sur les briquets et allumettes et le produit d’une hausse de la fiscalité sur les tabacs, le rendement attendu en étant évalué en 1987 à cent millions de francs, montant auquel les crédits du chapitre ont été fixés pour les premiers exercices.
Malgré les enjeux en cause, l'État n'a pas maintenu son effort financier initial ni assuré les conditions d’un bon emploi des crédits. Dès lors, une partie des équipements créés est devenue inutilisable. Cette imprévoyance est d’autant plus critiquable qu’elle affecte un secteur géographique ou l’évolution mal maîtrisée de l’occupation du territoire multiplie les risques de sinistres.
Les crédits du conservatoire de la forêt méditerranéenne sont désormais inclus dans le budget opérationnel de programme déconcentré « Forêt », et représentent en 2020 environ dix millions d'euros.

## Les directions départementales des territoires (DDT ou DDTM)

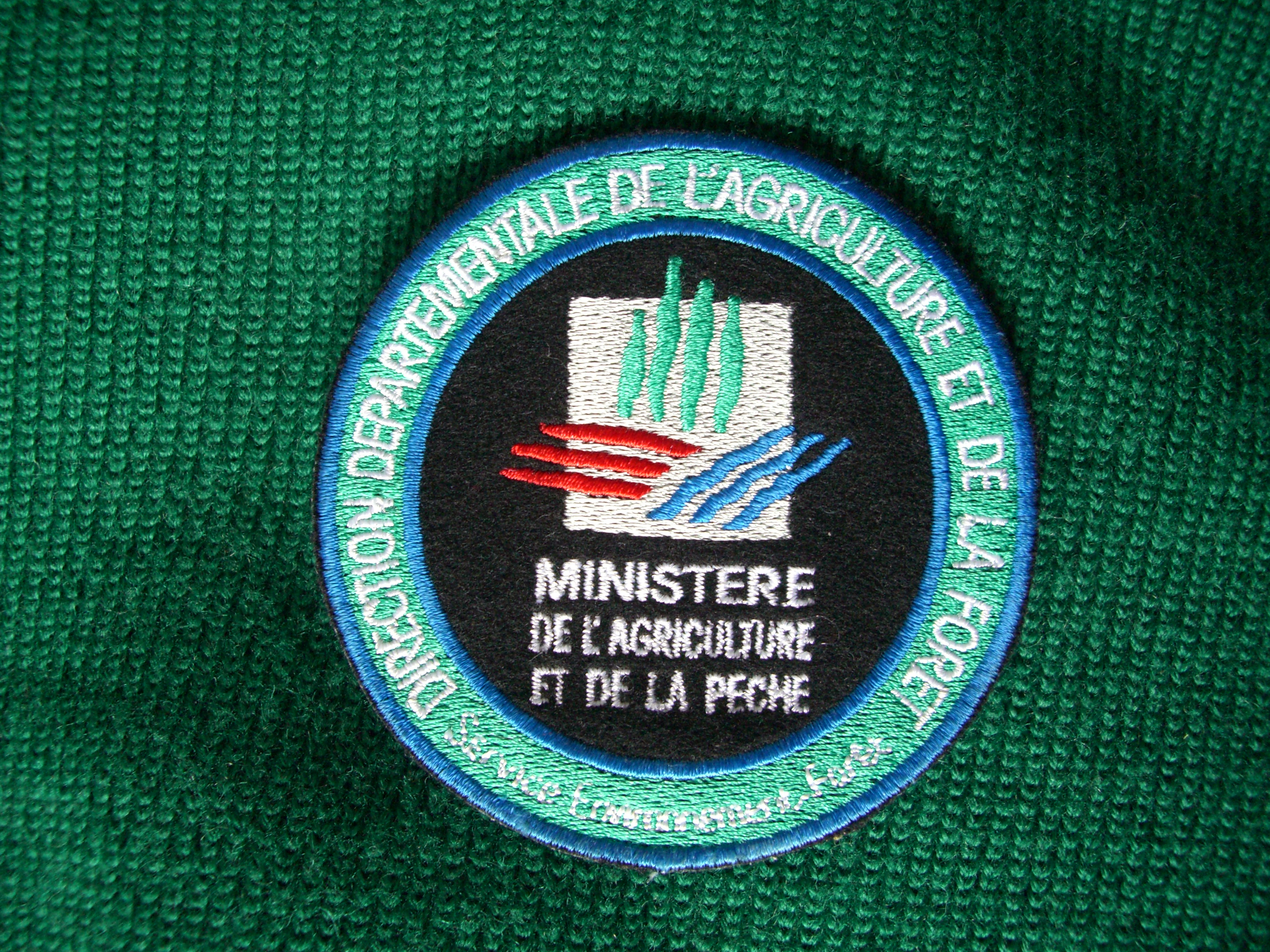
Écusson d'épaule brodé cousu à 6 cm en dessous de la couture d'épaule gauche et porté par les employés des Services environnement - forêt des DDAF à partir de 1999.

Conformément à un décret de 2002, le plan de prévention des risques Incendie de forêt (PPRIF) est élaboré par le service forestier de l'État (ou service environnement - forêt selon la DDT) et est composé des trois pièces suivantes :
- le rapport de présentation contenant un bilan descriptif et une analyse des incendies, un diagnostic de situation par massif forestier, comportant l'évaluation de la stratégie, la description et une évaluation du dispositif et une description et une analyse des méthodes employées pour la défense de la forêt contre les incendies ;
- le document d’orientation contenant les objectifs prioritaires à atteindre en matière de diminution des causes principales de feux et d’amélioration des systèmes de prévention, de surveillance et de lutte ;
- les documents graphiques qui délimitent, par massif forestier, les territoires exposés à un risque d’incendie, indiquent les aménagements et équipements préventifs, identifient les zones soumises à l'aléa feu de végétation et localisent les territoires sur lesquels des plans de prévention des risques naturels (et notamment incendies de forêts, PPRif) doivent être prioritairement élaborés.

Ces services des DDT mettent en application les politiques de DFCI telles que le débroussaillement légal obligatoire, l'emploi du feu, la fermeture des massifs en cas de risque incendie, et bien sûr, la coordination de l’ensemble des acteurs concernés par la création d'ouvrages de Défense de la forêts contre les incendies en les finançant pour partie grâce aux fonds du Conservatoire de la forêt méditerranéenne.

## La mission zonale DFCI de l'office national des forêts

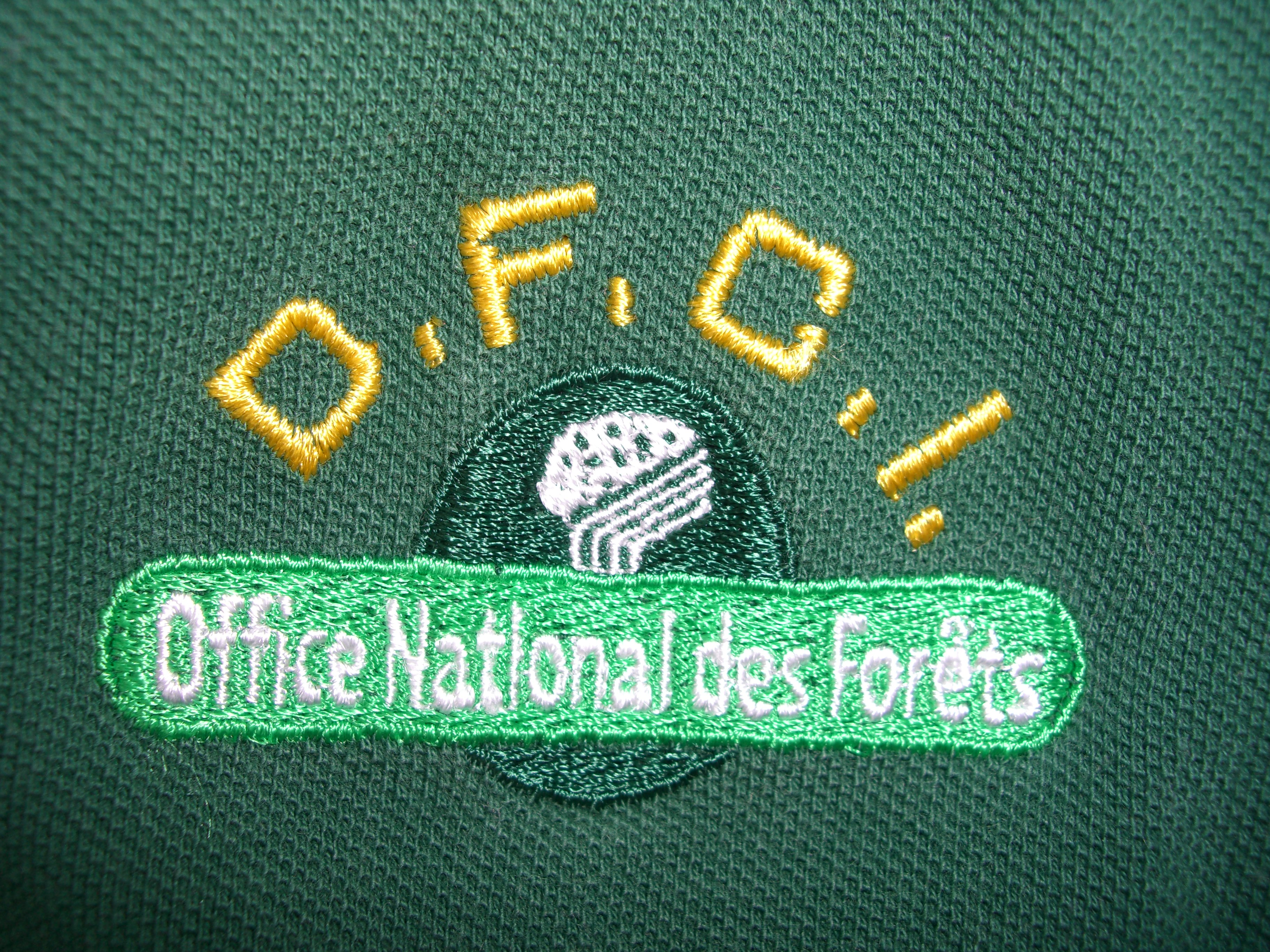
Écusson d'épaule brodé à 6 cm en dessous de la couture d'épaule gauche et porté par les employés de l'O.N.F sur le polo DFCI à partir des années 2000.

L’ONF est un des acteurs de la prévention des risques d’incendie : son action s'intègre dans le cadre de la politique de l'État pour la défense de la forêt contre les incendies, sous la forme d’une mission d’intérêt général confiée par l’État pour la région méditerranéenne (au sens climatique).
Dans le cadre de la mission d'intérêt général confiée à l'ONF par l'État, les agents de la mission zonale DFCI, basée à Aix-en-Provence, assurent la coordination des différentes actions de DFCI mises en œuvre par les pôles départementaux.
Pour ces missions, ils s'appuient sur des équipes d'ouvriers forestiers spécialisés réparties dans les départements à climat méditerranéen soumis au risque d'incendie de végétation.

### Les ouvriers forestiers rapatriés d'Afrique du Nord (OFRAN)

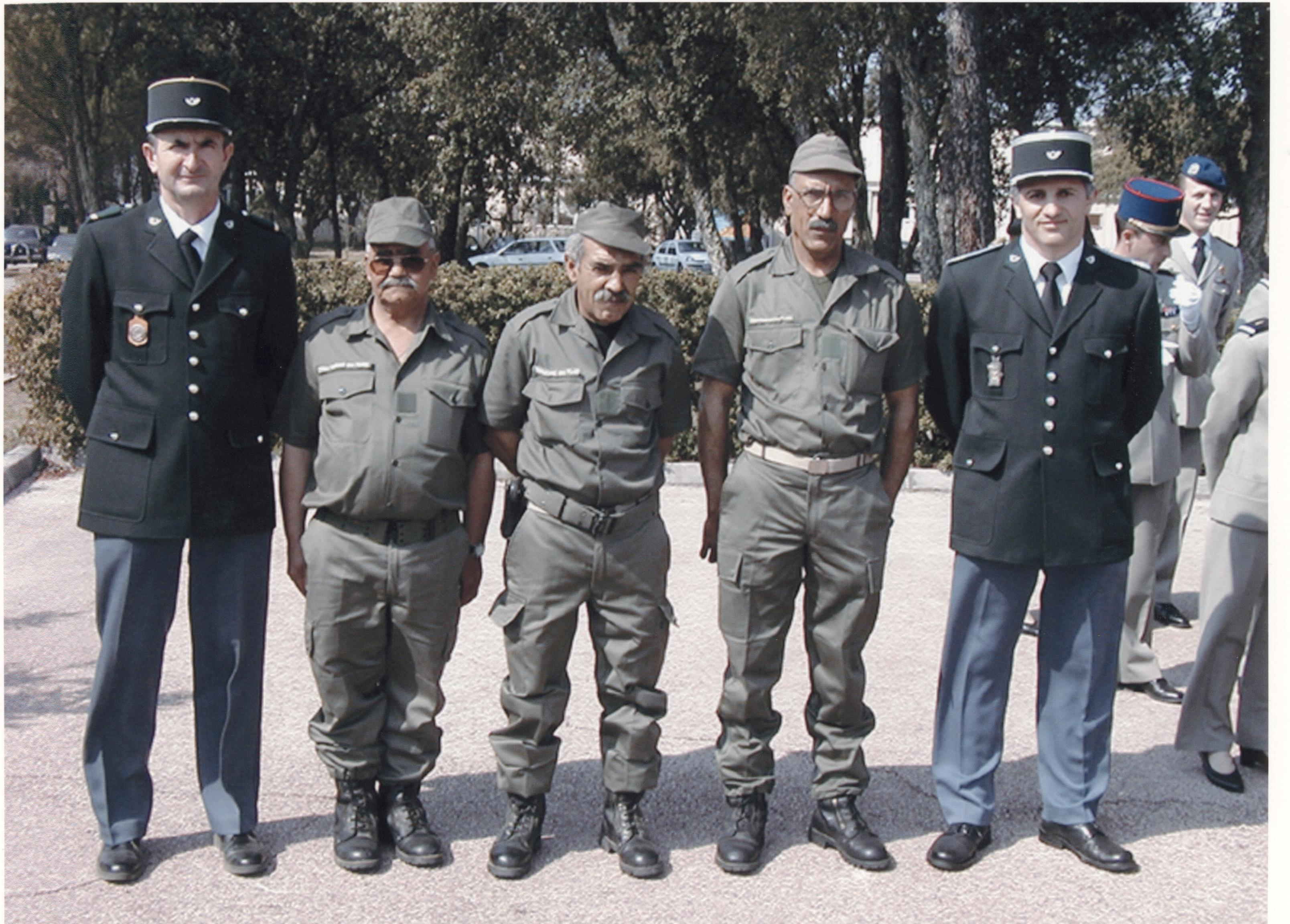
Technicien et ingénieur de l'office national des forêts encadrant des ouvriers forestiers rapatriés d'Afrique du Nord (OFRAN) lors d'une cérémonie en 2003.

À la fin de la guerre d'Algérie, les harkis, moghaznis et soldats indigènes de l'armée d'Afrique qui avaient fait partie de l'armée française commencèrent à être massacrés par le FLN en violation des accords d'Évian. Finalement, 91 000 harkis et membres de leurs familles purent s’établir en France de 1962 à 1968.
Entre 1962 et 1970, quelque 42 500 personnes sont passées par des camps de transit avant d'être transférées dans d'autres structures censées éviter un déracinement brutal aux familles et les protéger contre d’éventuelles représailles du FLN : on distingue ensuite deux types de camps, les hameaux forestiers, perdus en pleine campagne et les cités urbaines à la périphérie des villes.
Les « hameaux de forestage » ou « hameaux forestiers » étaient des structures mises en place en France, pour loger, former et employer des familles d’anciens harkis après la fin de la guerre. Les anciens harkis y étaient employés à des travaux de reboisement et d’aménagement des forêts domaniales.
C'est l'administration des eaux et forêts qui est chargée d'accueillir, d'organiser et de gérer les chantiers forestiers de harkis, puis, à partir de 1966, c'est l'office national des forêts qui reçoit la mission d'encadrer ces chantiers. Les chantiers comportent en général vingt-cinq hommes encadrés par un garde forestier. Sur le plan administratif, les ex-harkis forestiers sont des personnels ouvriers de l'État employés sur les chantiers de protection de la forêt méditerranéenne du Ministère de l'Agriculture.
Après les grèves de 1975, les anciens harkis qui travaillent sur les chantiers forestiers se voient proposer un nouveau statut par arrêté interministériel qui leur assure la sécurité de l’emploi, la mensualisation des salaires et la prise en compte des services accomplis dans les forces supplétives.
Dès lors, ils sont régulièrement employés pour la création et l'entretien d'ouvrages de DFCI, ainsi que pour la lutte sur les incendies de végétation où ils se font une spécialité de la sécurisation à pied des lisières du feu et de l'allumage de contrefeux.

### Les agents de protection de la forêt méditerranéenne (APFM)

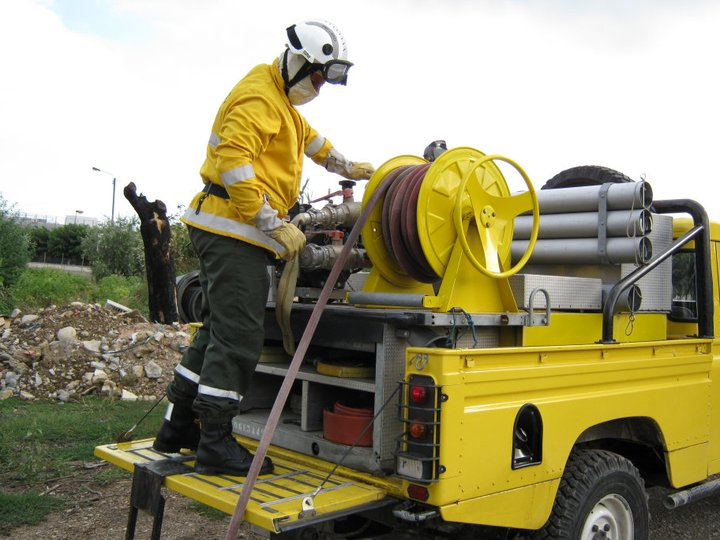
Agent de protection de la forêt méditerranéenne (APFM) de l'office national des forêts des Alpes-Maritimes en tenue de feu (veste Nomex jonquille, pantalon Kermel sapin et casque feu de forêt F2).

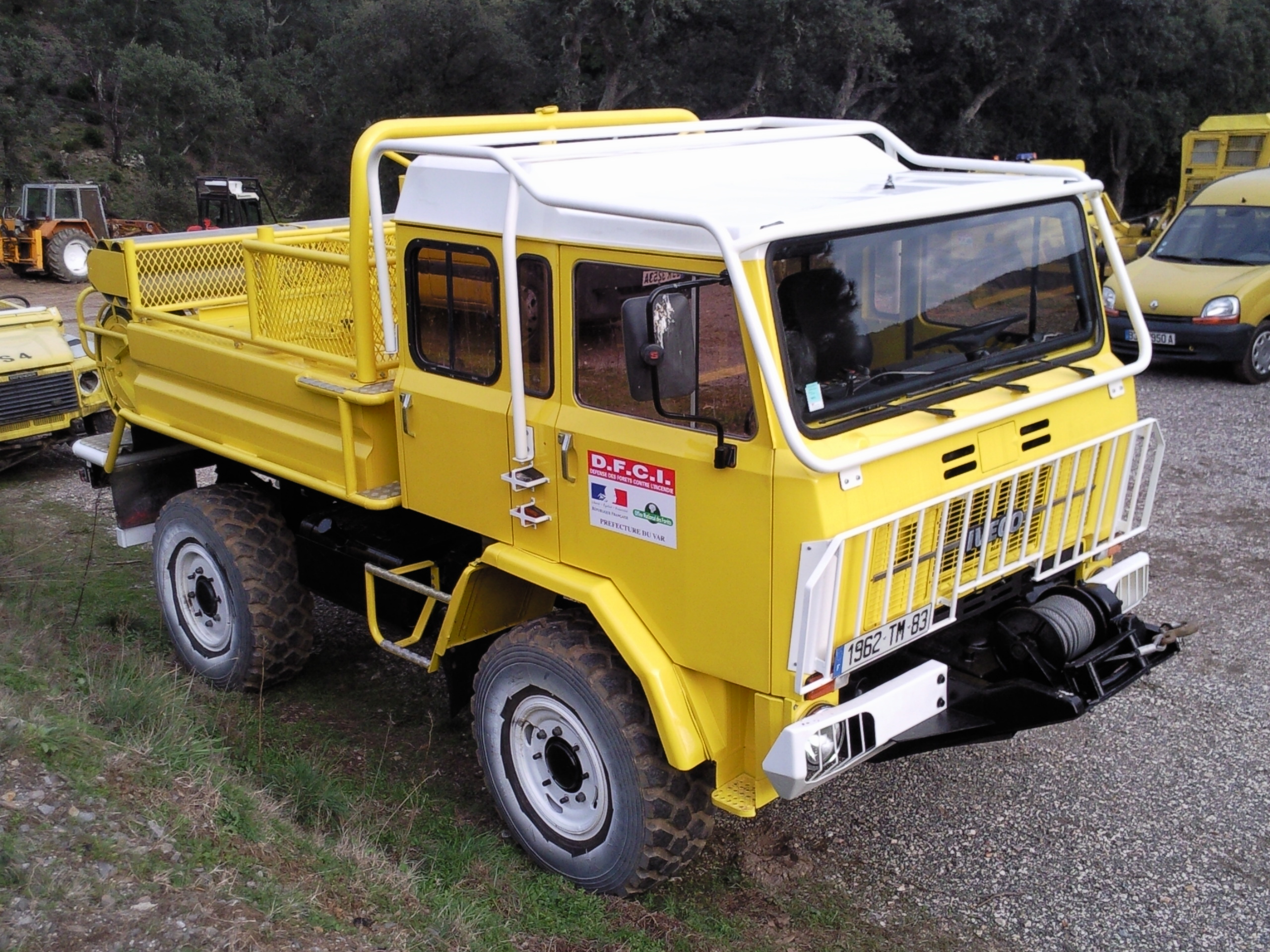
CCF deux mille litres (moyen) Iveco de la cellule de brûlages dirigés des APFM de l'office national des forêts du Var, 2011.

Le dispositif APFM (initialement Auxiliaires de protection de la forêt méditerranéenne, devenus Agents en 2019) a été mis en place par l'État en 1998 en vue de prendre le relais du dispositif OFRAN (Ouvriers forestiers rapatriés d'Afrique du Nord). L'office national des forêts est désigné comme organisme support de cette mission d'intérêt général par convention passée entre l'établissement et le ministère chargé des forêts, qui finance l'intégralité du dispositif.
Les APFM sont des salariés de droit privé ayant le statut d'ouvriers forestiers de l'ONF. Ils sont régis par les conventions d'établissement et règlements afférents au personnel ouvrier de l'ONF de la direction territoriale Méditerranée. Ils sont aujourd'hui[Quand ?] environ 190, répartis au sein de 10 départements du sud de la France.
Les actions principales des APFM sont les travaux de prévention (débroussaillement en majorité), les brûlages dirigés (préparation des chantiers et réalisation) et les patrouilles estivales de surveillance des massifs forestiers (guet armé terrestre) et l'intervention sur feu naissant en période estivale, ainsi que l'entretien des équipements DFCI le reste de l'année. Un chef d'unité (et quelquefois un adjoint) encadre les ouvriers APFM.
Certains APFM sont des mécaniciens basés au garage de la base APFM et chargés de l'entretien et des réparations sur l'ensemble du parc de véhicules et engins de l'État confiés à l'ONF. Ils participent également aux patrouilles estivales en effectuant des dépannages in situ ou en intervenant pour remplacer un véhicule défaillant par un mulet.
D'autres APFM, dits spécialisés sont basés dans les locaux de certaines agences interdépartementales ONF où leurs missions principales sont l'appui administratif concernant les dossiers de brûlages dirigés et d'obligations légales de débroussaillement, la réalisation des fiches Prométhée et la cartographie des brûlages et incendies sur système d'information géographique.
Les unités APFM disposent de broyeurs, d'épareuses, de niveleuses et autres engins de génie forestier. Un outillage manuel, (tronçonneuses et débroussailleuses à bras) complète la panoplie de l'ouvrier APFM.
Pour les brûlages dirigés, la surveillance des massifs forestiers et l'intervention sur feu naissant, les APFM disposent de camions-citernes feux de forêts légers (CCFL) disposant de kit motopompe avec quatre cents à huit cents litres d'eau, ainsi que de camions-citernes feux de forêts moyens (CCFM) disposant de réservoirs de deux mille litres.

### Les forestiers-sapeurs

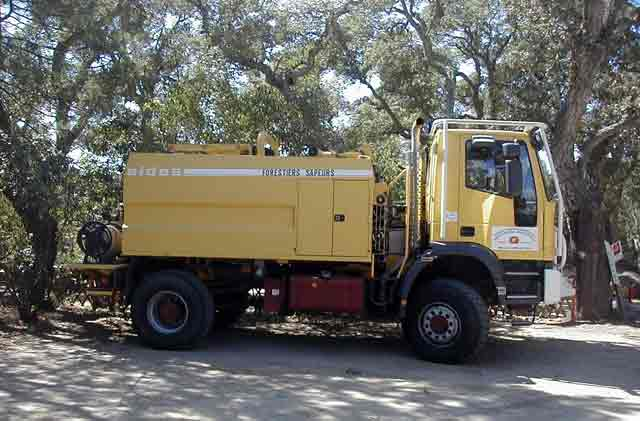
Camion-Citerne Feu de Forêt six mille litres Iveco des forestiers-sapeurs de la corse-du-Sud en 2001.

Les forestiers-sapeurs (à ne pas confondre avec les sapeurs-forestiers qui étaient des forestiers des Eaux et Forêts mobilisés dans le Génie militaire pendant la 2de guerre mondiale) sont du personnel des conseils départementaux et non plus de l'Office national des forêts qui les encadrait au début de leur création.
Il y en a environ 700 en France (180 dans les Alpes-Maritimes, 25 en Ardèche, 120 dans les Bouches-du-Rhône, 100 en Corse-du-Sud, 100 en Haute-Corse, 120 dans l’Hérault et 70 dans le Var).
Selon les départements (et les ententes locales avec les Services départementaux d'incendie et de secours), ils participent (par exemple en Corse) ou pas au dispositif de lutte contre les incendies de forêt, mais d'une manière générale sont toujours partie prenante du volet prévention (création et entretien des accès stratégiques, points d'eau, coupures de combustible, brûlages dirigés…).

## Missions, ouvrages et infrastructures de DFCI

### Contrefeux ou feux tactiques

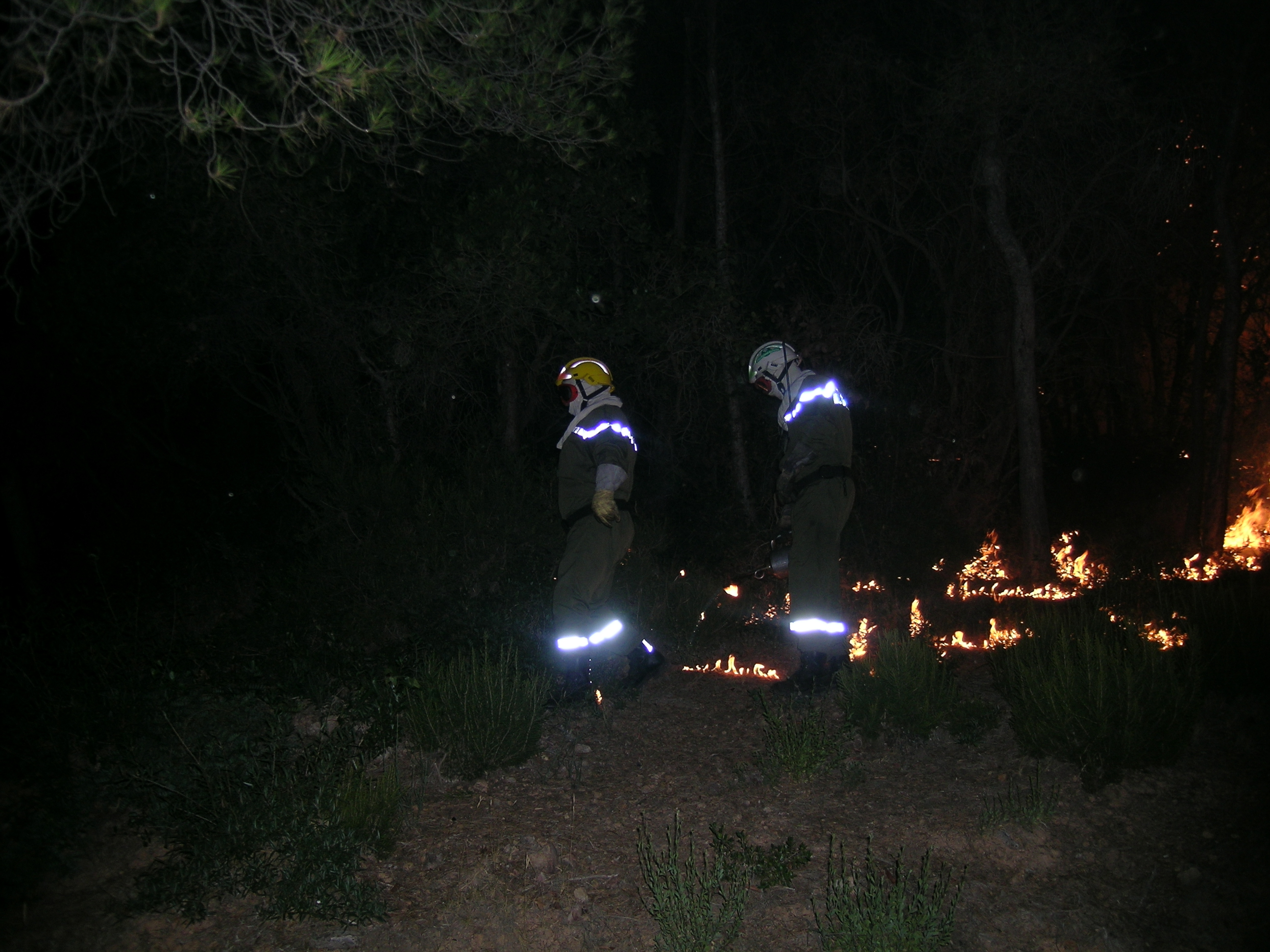
Feu tactique allumé de nuit par le pôle DFCI de l'ONF durant l'incendie de la Colle Noire en 2005.
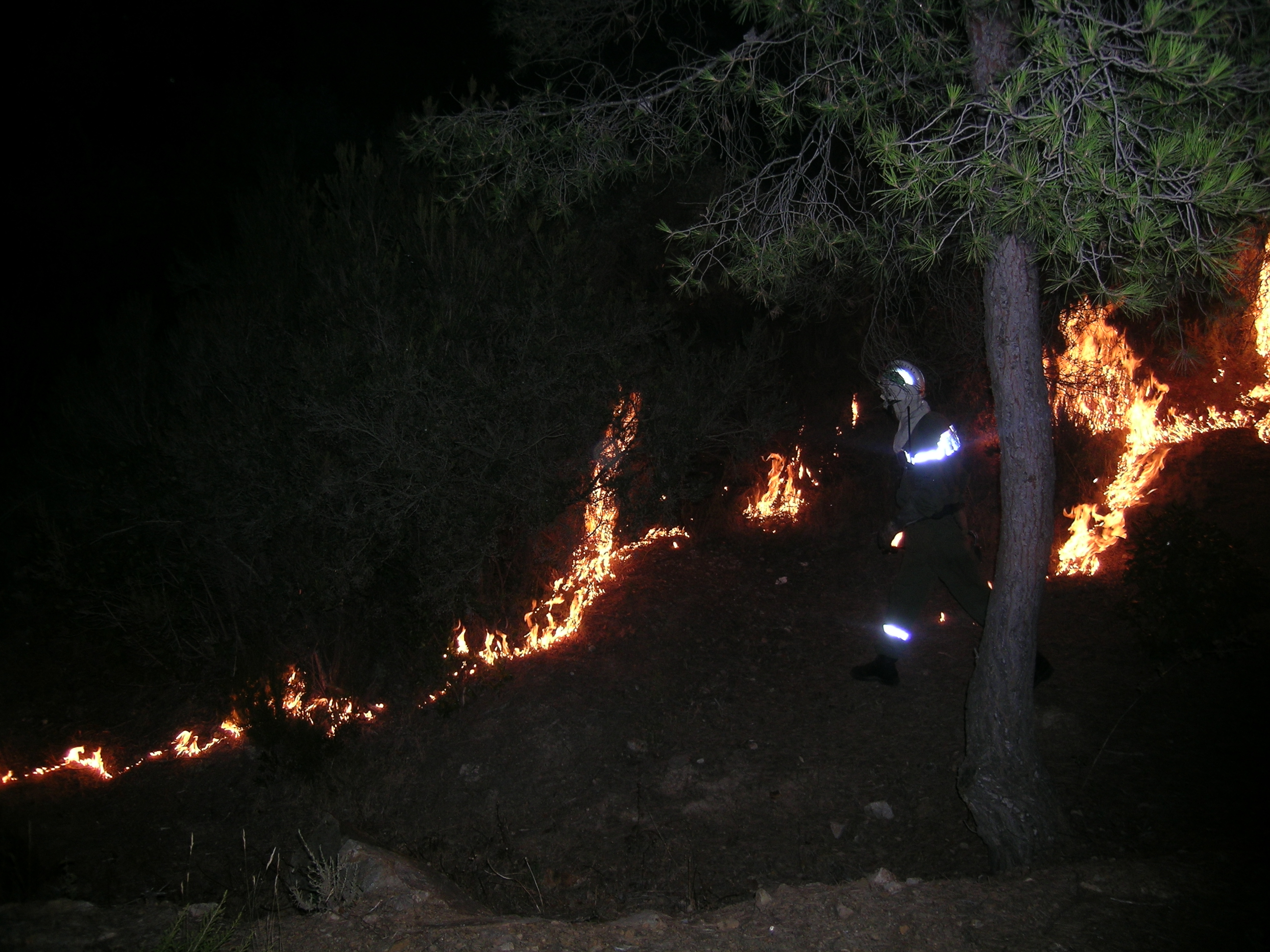
Feu tactique allumé de nuit par le pôle DFCI de l'ONF durant l'incendie de la Colle Noire en 2005.
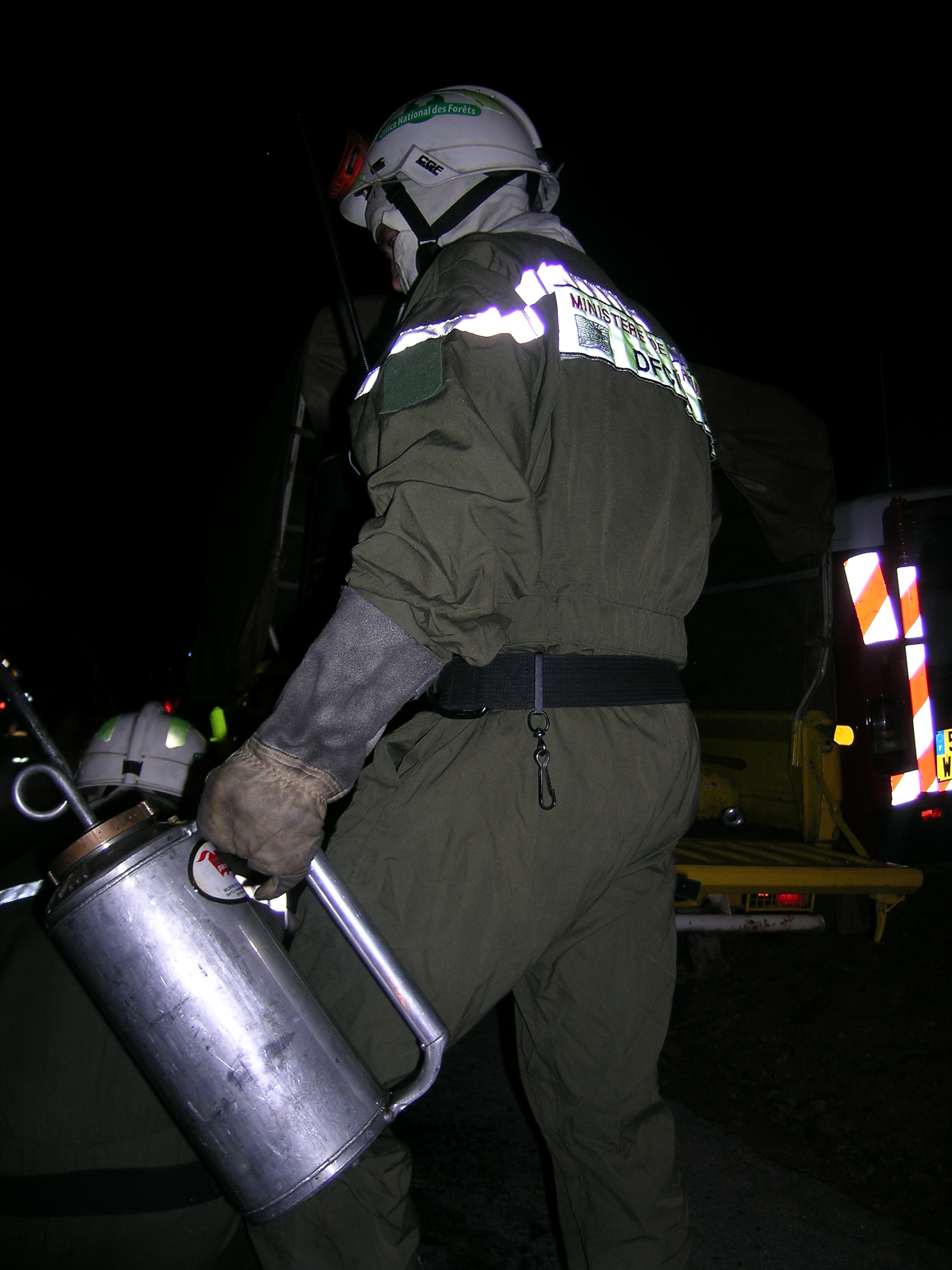
Feu tactique allumé de nuit par le pôle DFCI de l'ONF durant l'incendie de la Colle Noire en 2005.
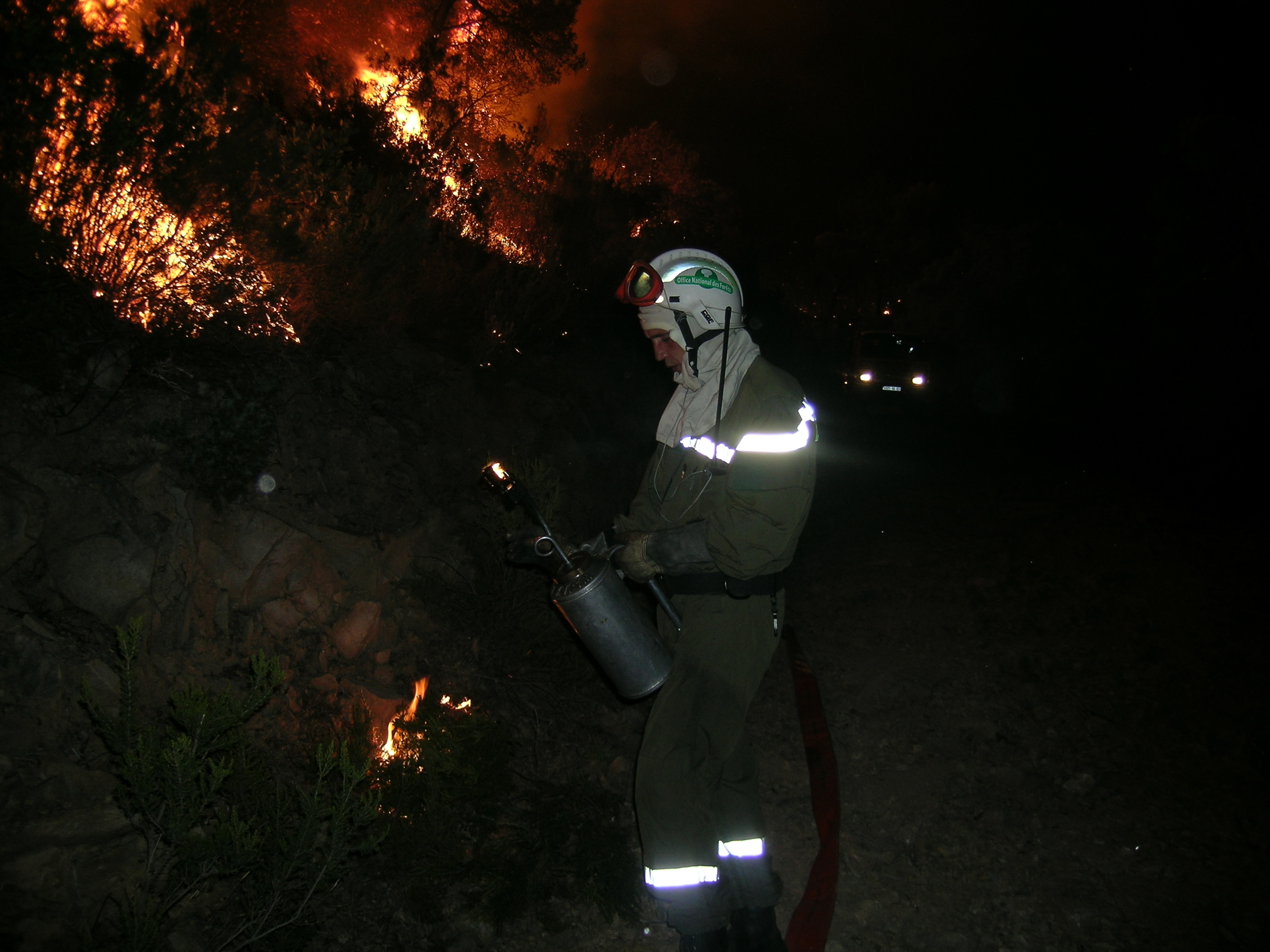
Feu tactique allumé de nuit par le pôle DFCI de l'ONF durant l'incendie de la Colle Noire en 2005.

### Enquêtes sur les causes

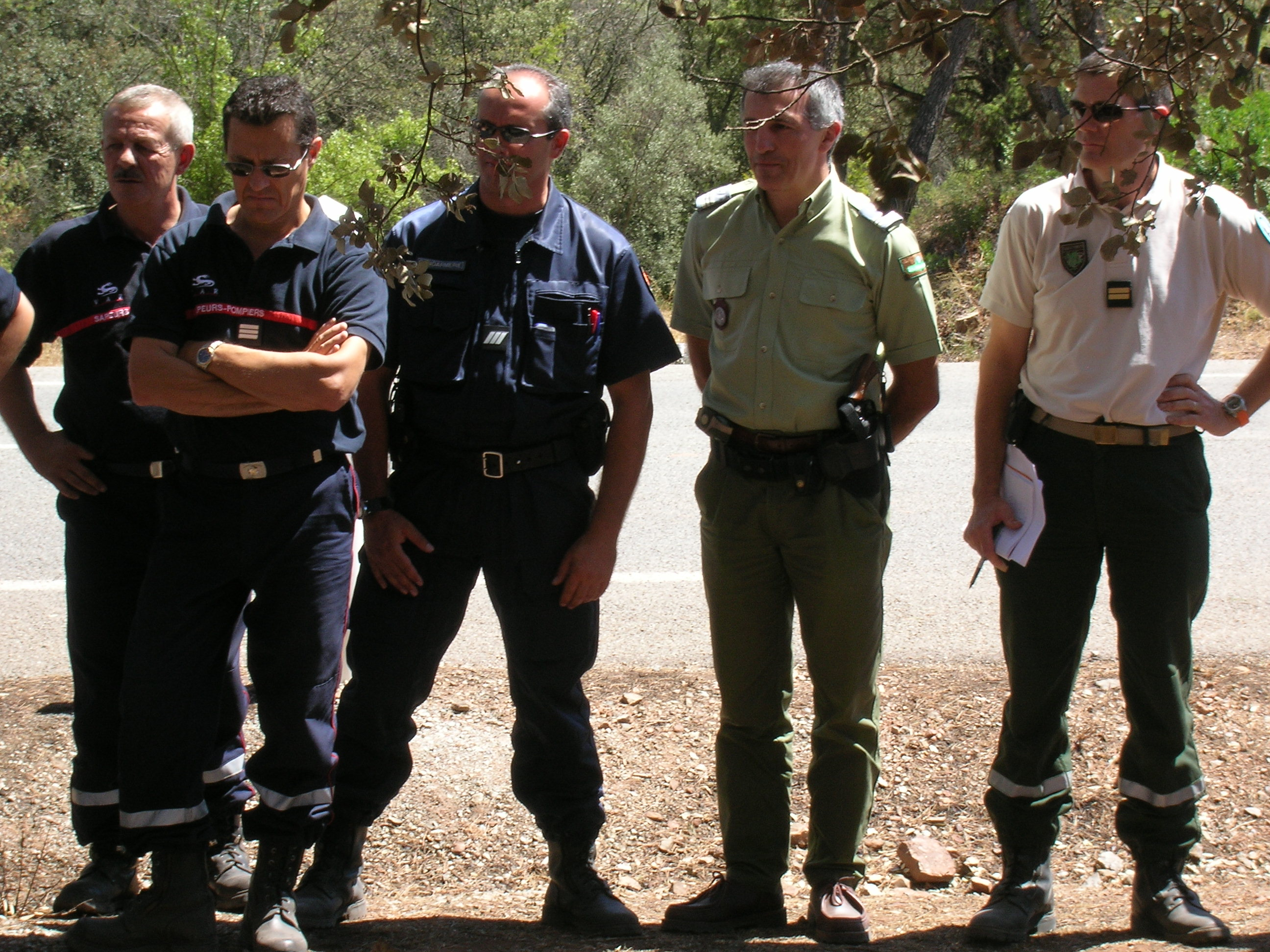
Formation en recherche des causes sur incendie (pompiers - Gendarmerie - ONF - DDAF) à Draguignan en 2006.
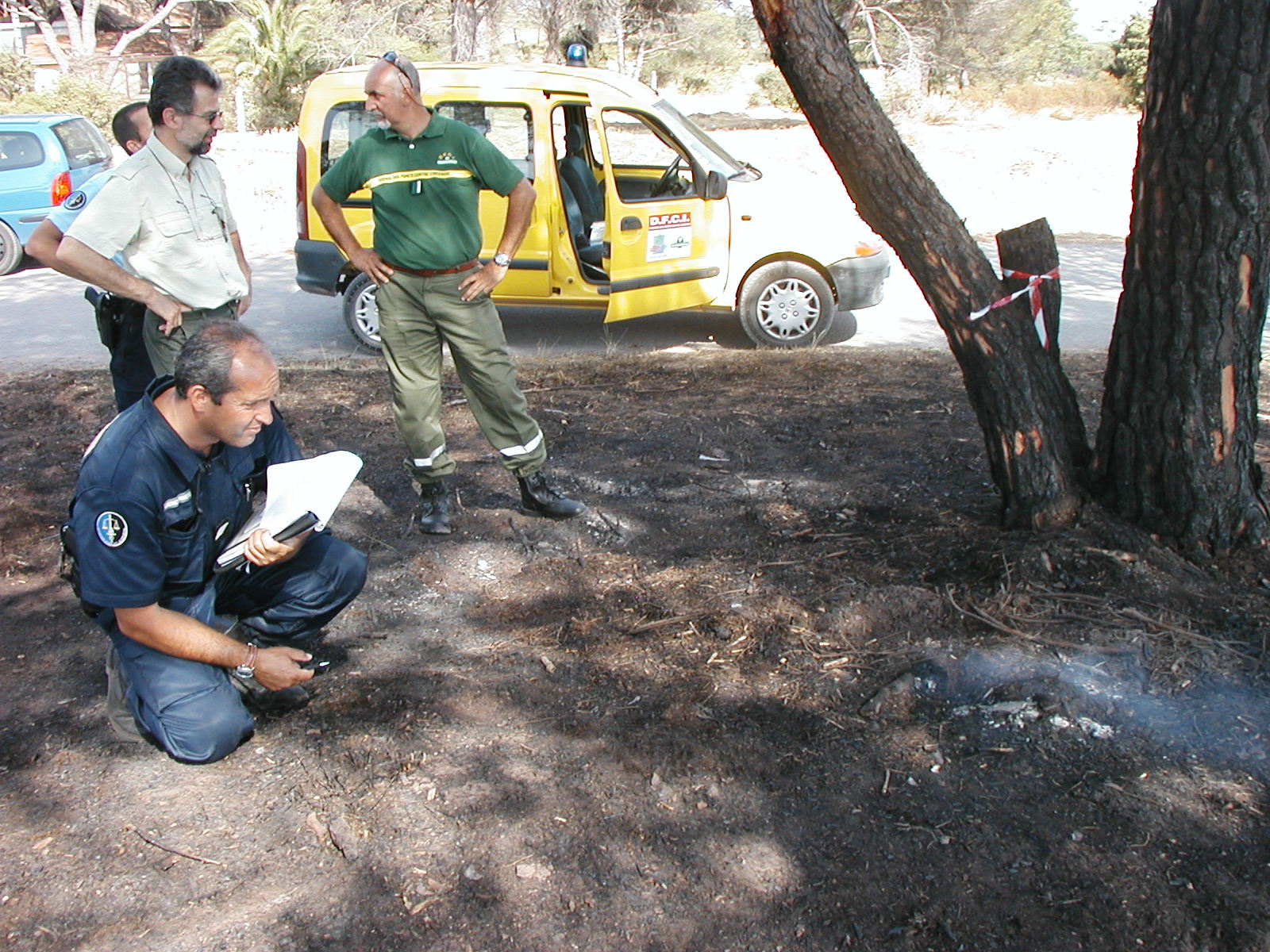
Équipe pluridisciplinaire d'investigation sur l'origine des incendies de forêts (Gendarmerie - ONF) à Puget-sur-Argens en 2006.
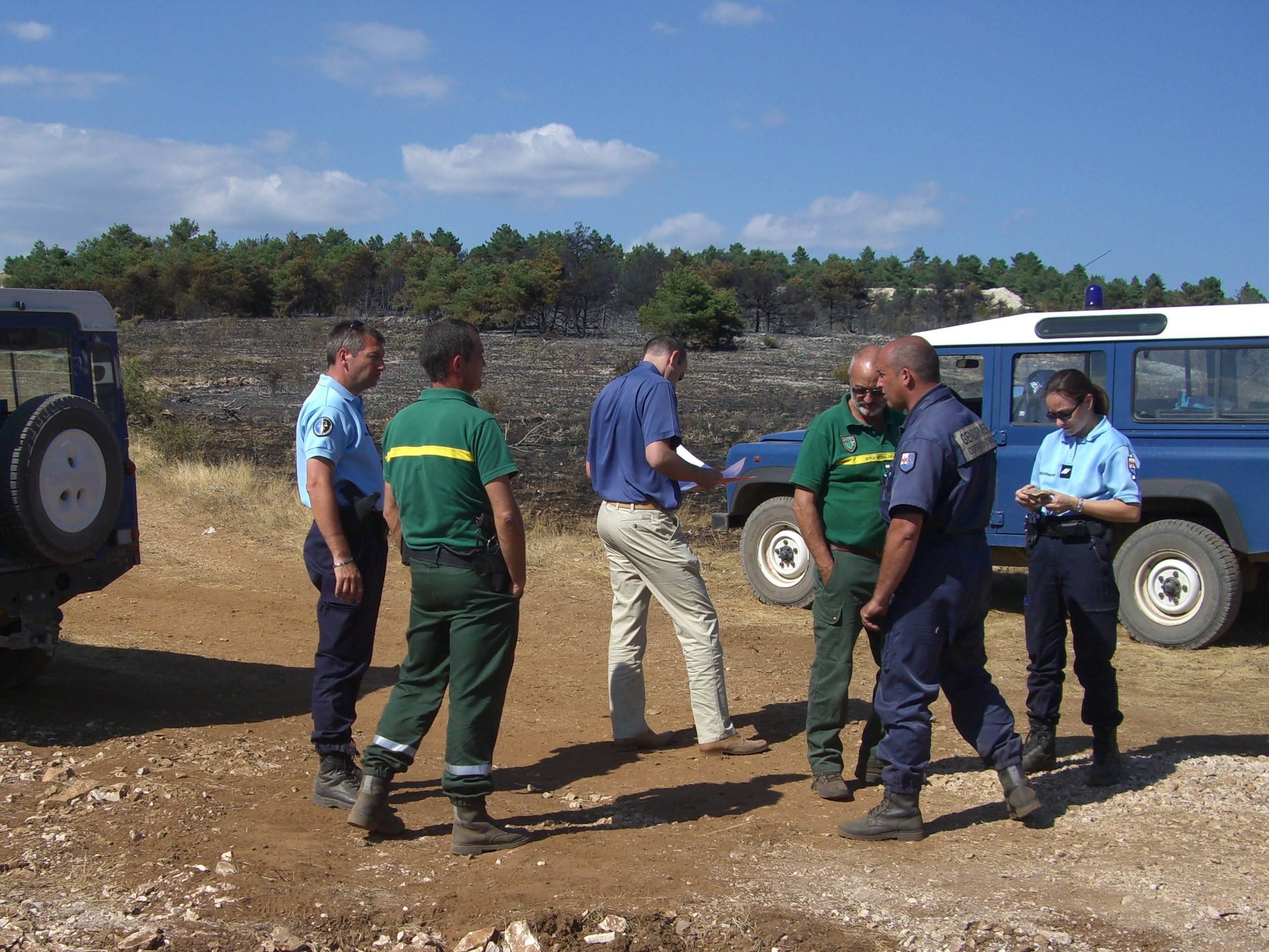
Équipe pluridisciplinaire d'investigation sur l'origine des incendies de forêts (Procureur - Gendarmerie - ONF) à Vérignon en 2007.
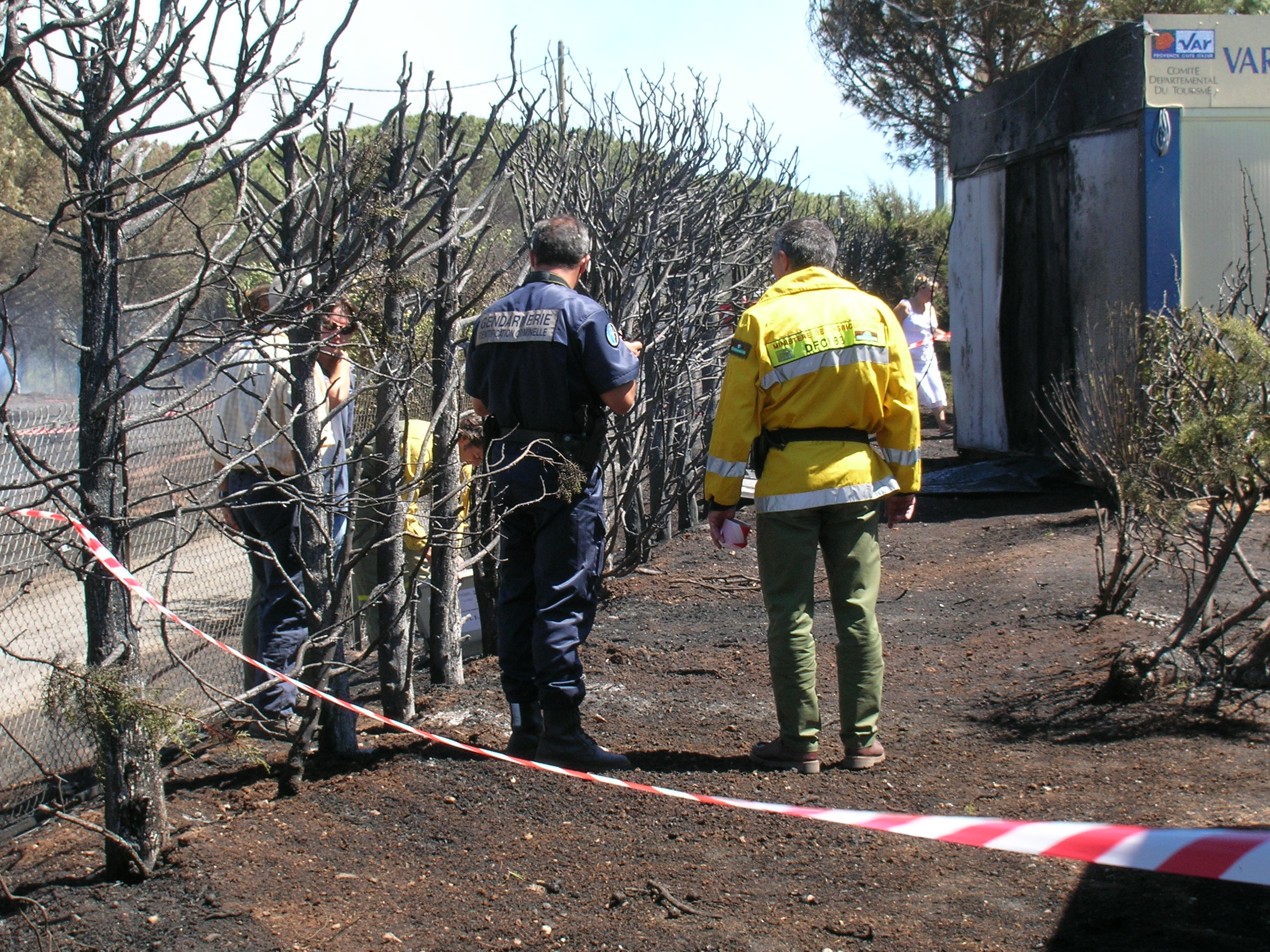
Équipe pluridisciplinaire d'investigation sur l'origine des incendies de forêts (Gendarmerie - ONF) au Muy en 2006.
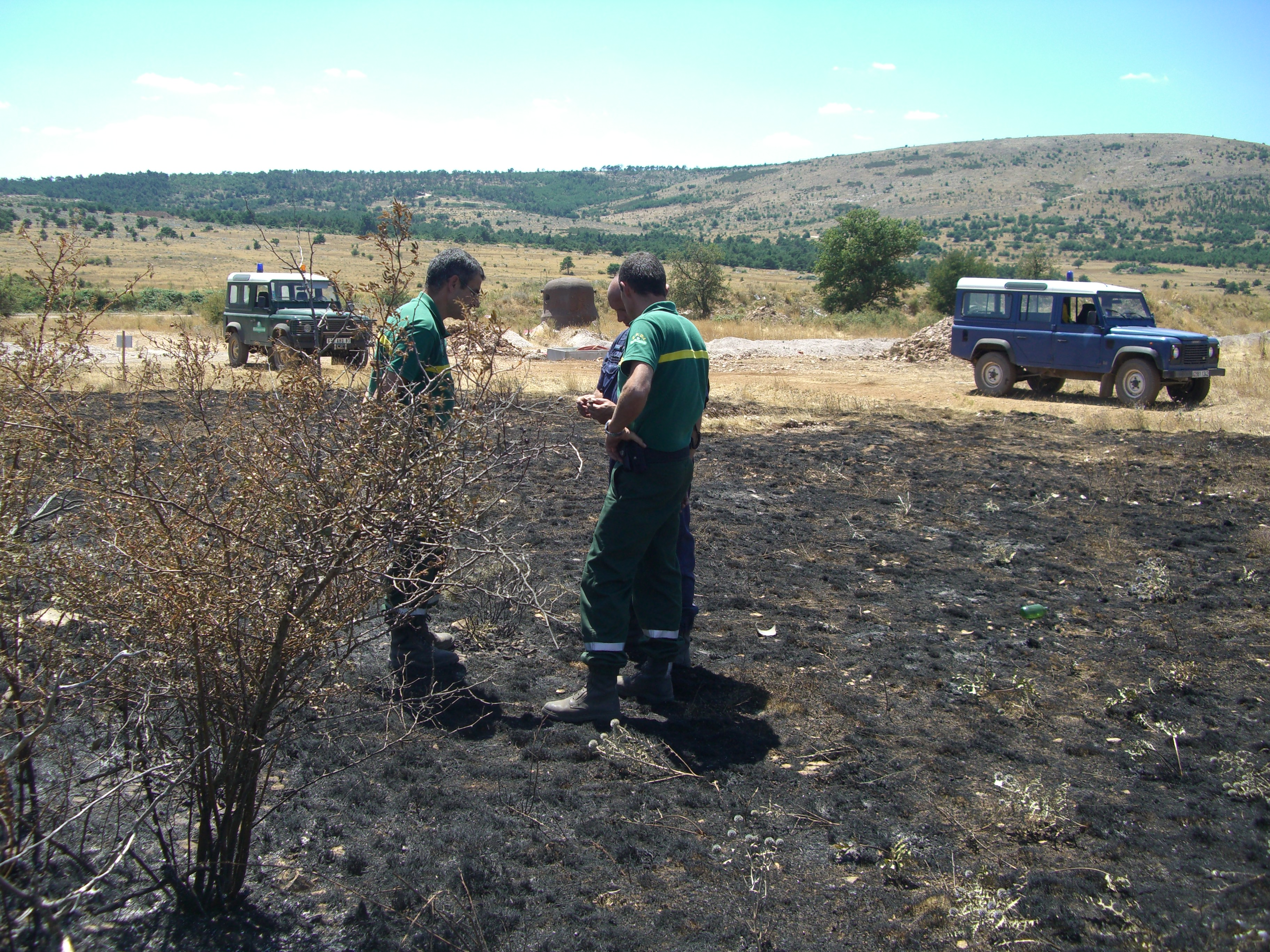
Équipe pluridisciplinaire d'investigation sur l'origine des incendies de forêts (Gendarmerie - ONF) à Canjuers en 2007.

### Coupures de combustibles et pistes DFCI

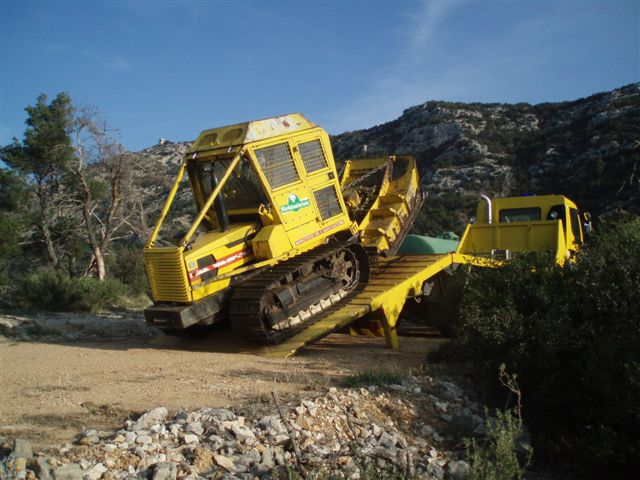
Tracteur chenille sur porte-char après réalisation d'une zone d'appui en Forêt Domaniale de la Sainte-Baume en 2005.
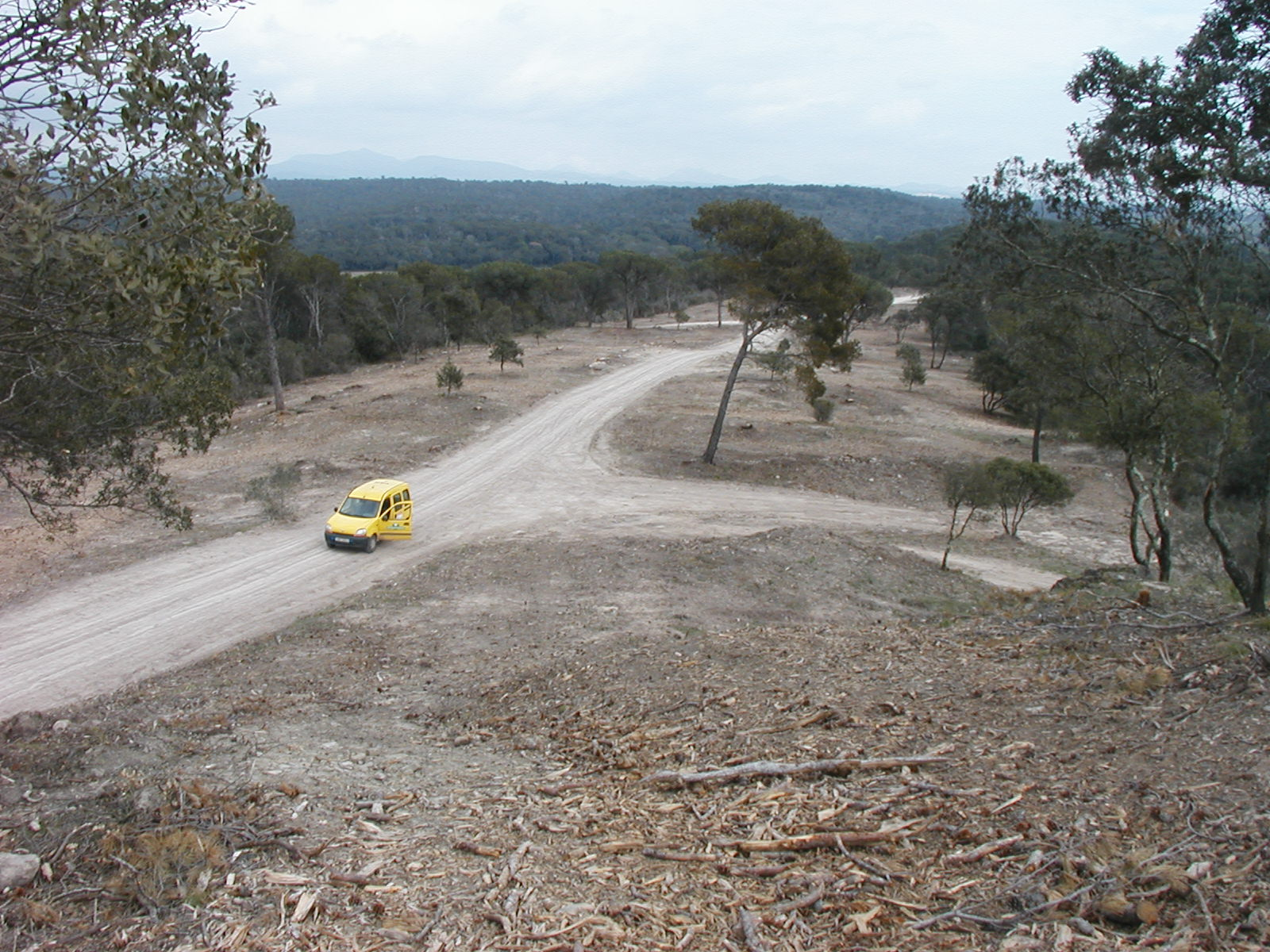
Zone d'appui avec piste aux Bélugues, Forêt Domaniale de la Colle du Rouet, Le Muy, Var en 2006.
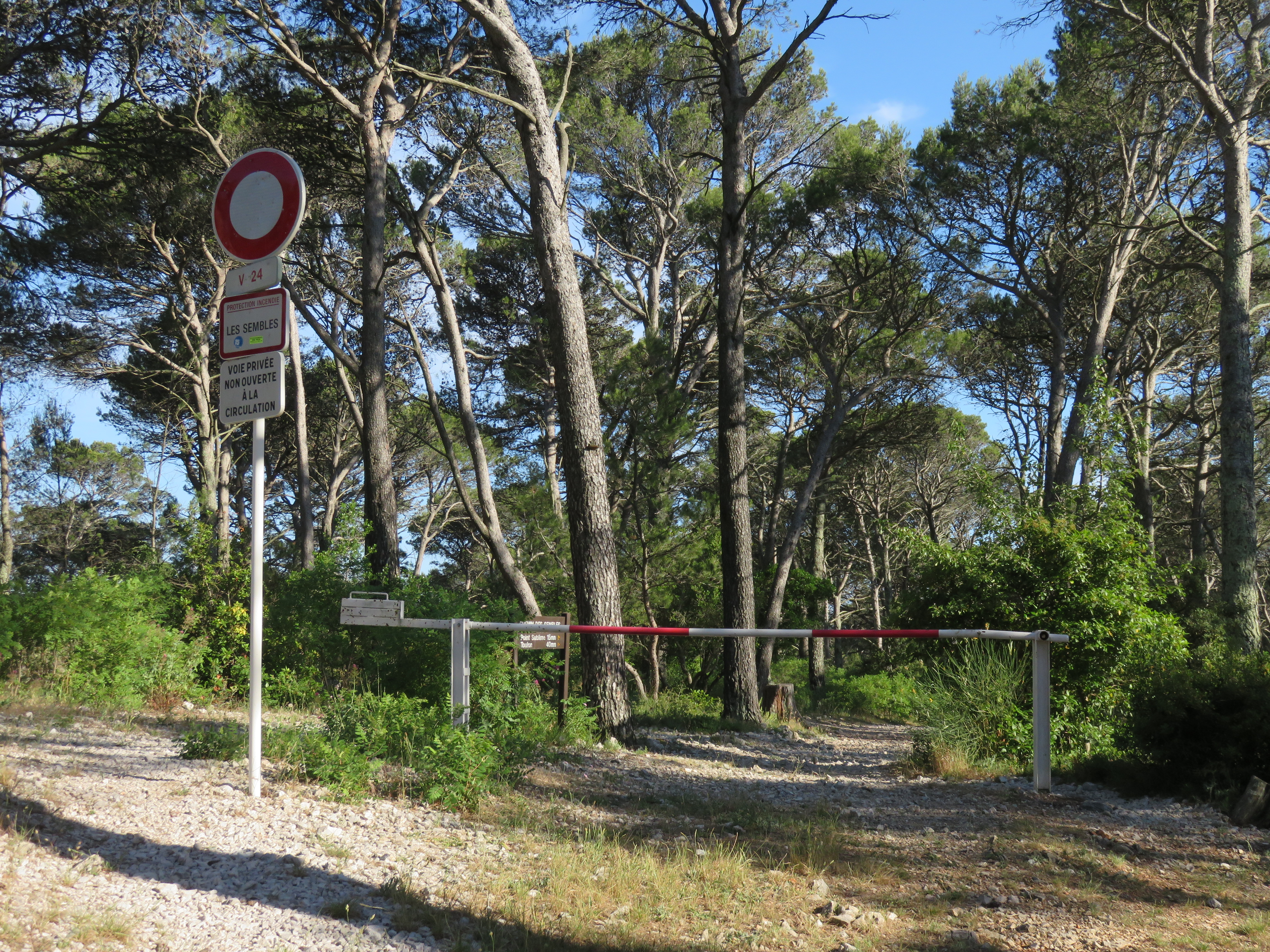
Piste DFCI des Sembles à l'entrée du Massif du Mont Faron en Forêt Communale de Toulon (Provence).
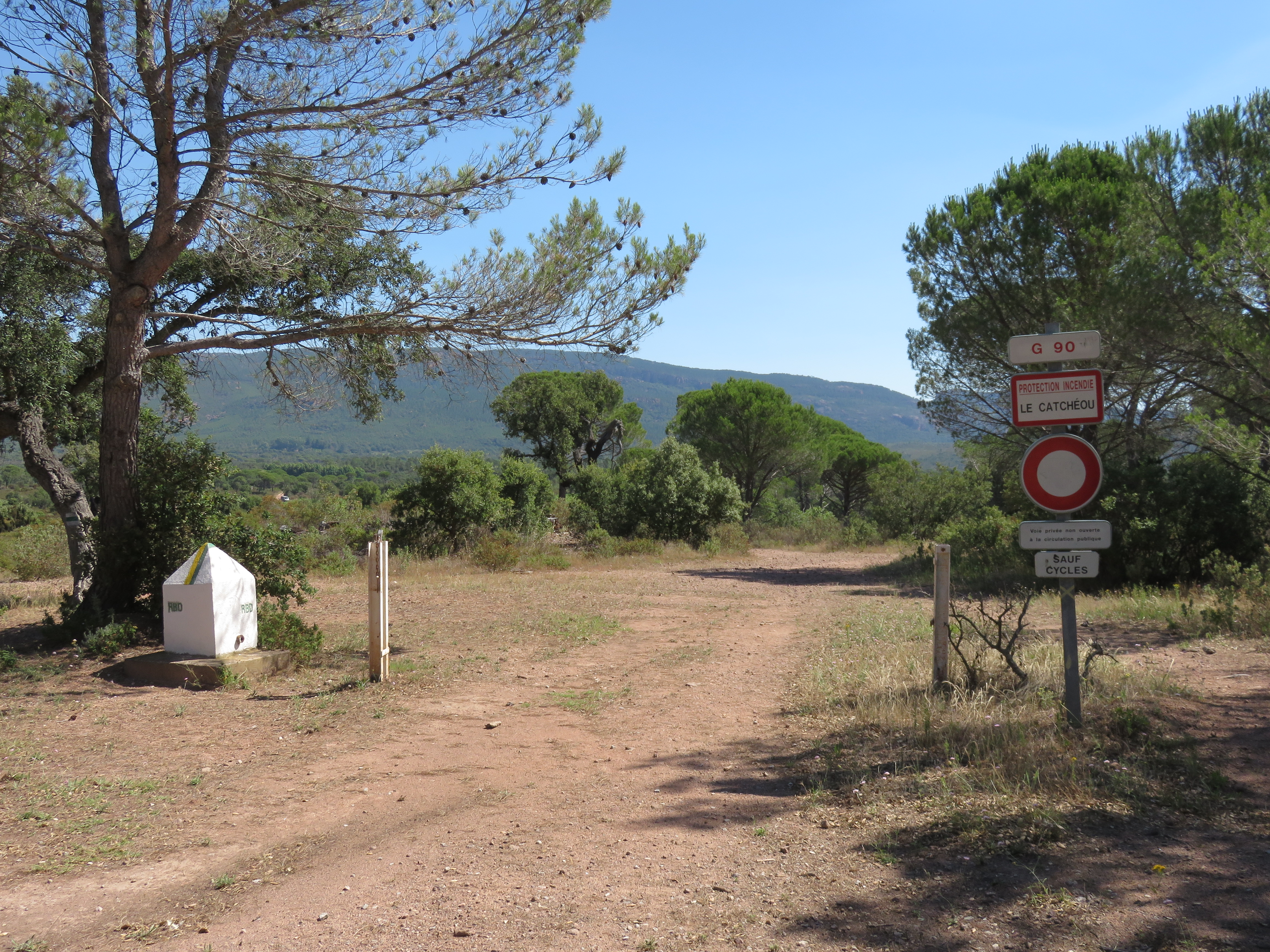
Piste DFCI de Catchéou à l'entrée de la réserve biologique dirigée de Catchéou en forêt domaniale de la Colle du Rouet (Provence).

### Brûlages dirigés

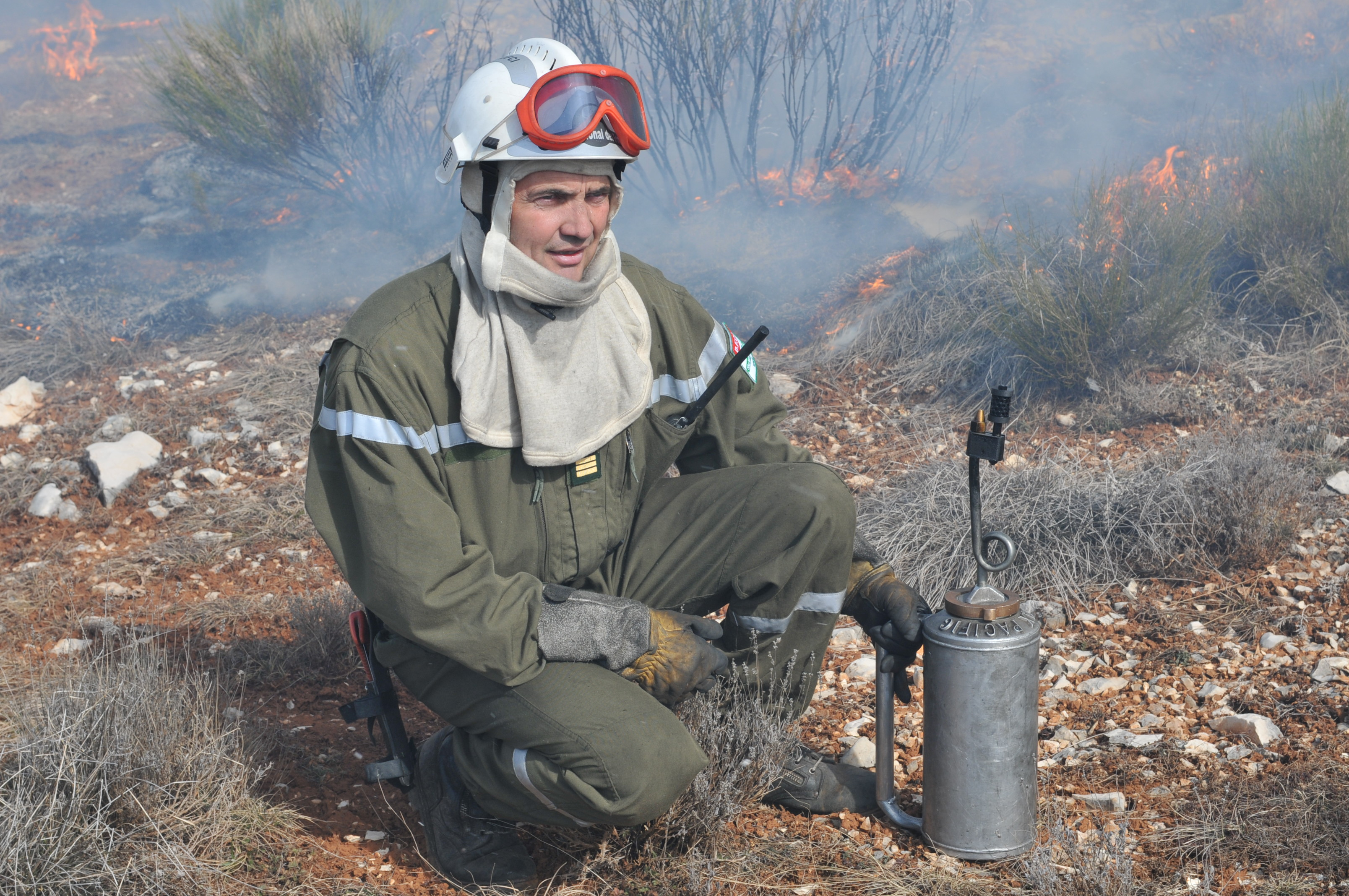
Cadre Technique de l'ONF, chef de chantier de brûlage dirigé au Camp Militaire de Canjuers en 2009.
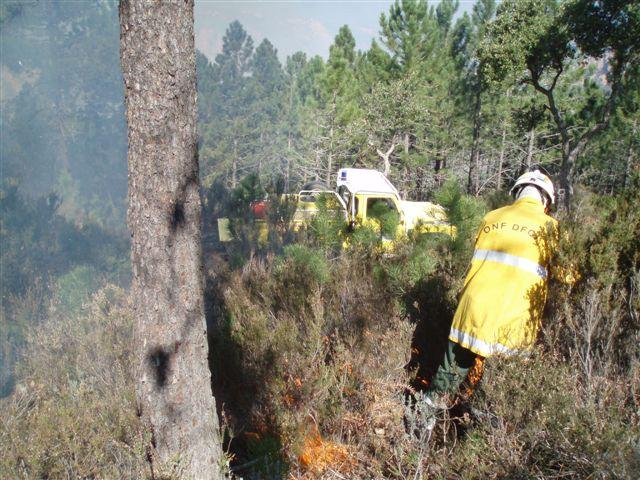
APFM en brûlage dirigé en Forêt Domaniale de l'Estérel en 2010.
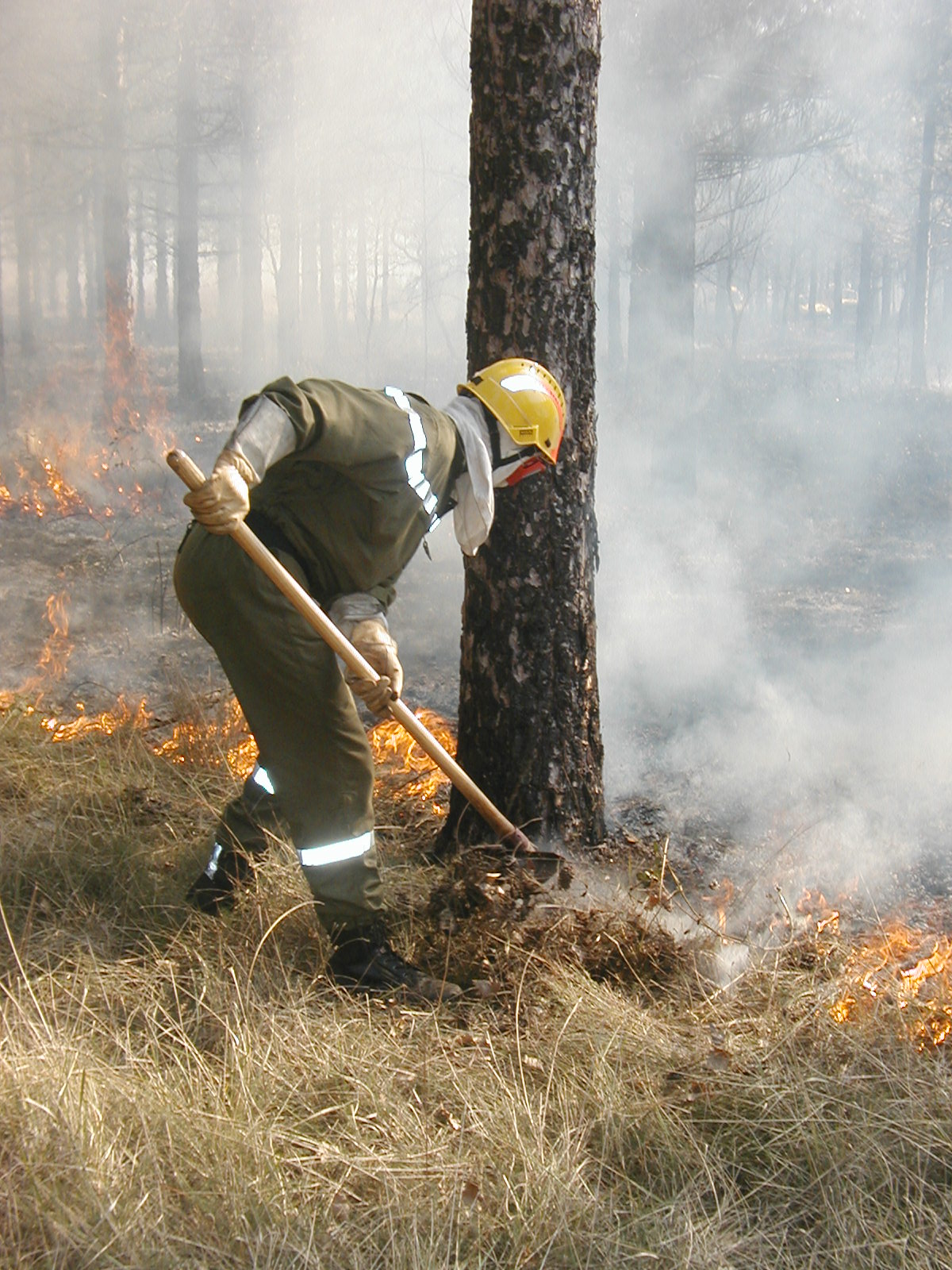
APFM protégeant un arbre en brûlage dirigé en Forêt Domaniale de Morières-Montrieux en 2006.
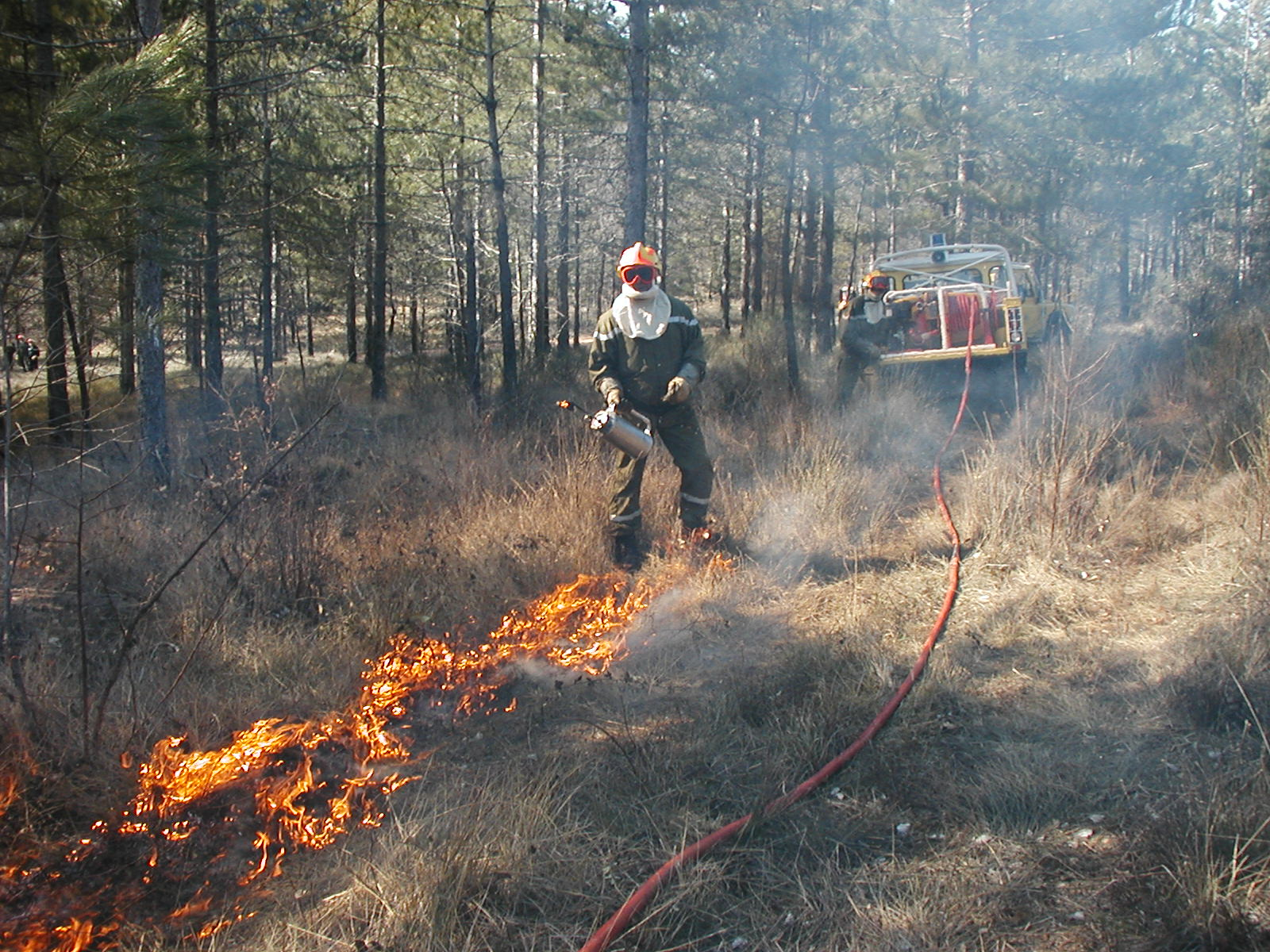
APFM protégeant les lisières d'un brûlage dirigé en Forêt Domaniale de Morières-Montrieux en 2006.
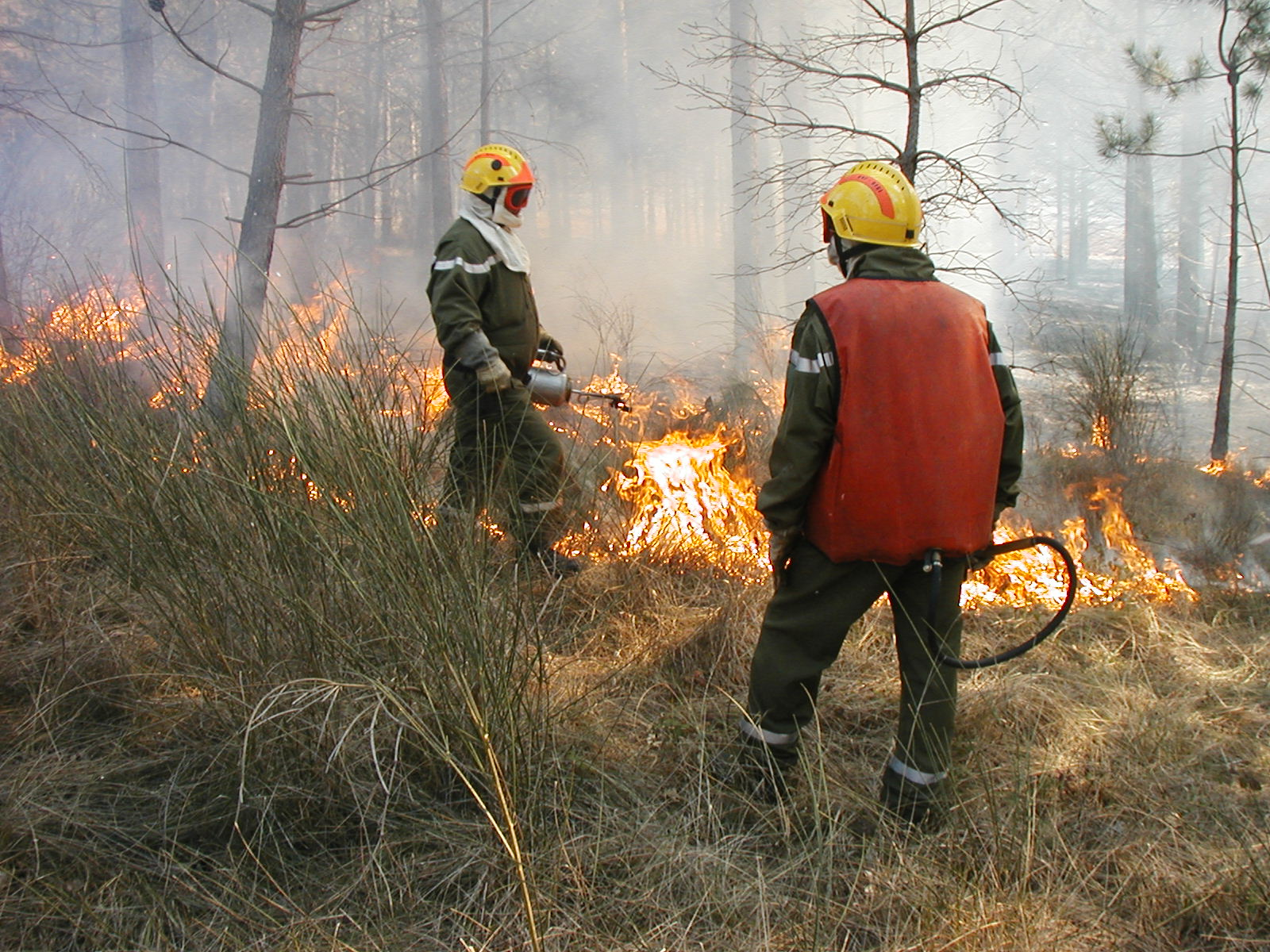
APFM protégeant les lisières d'un brûlage dirigé en Forêt Domaniale de Morières-Montrieux en 2006.
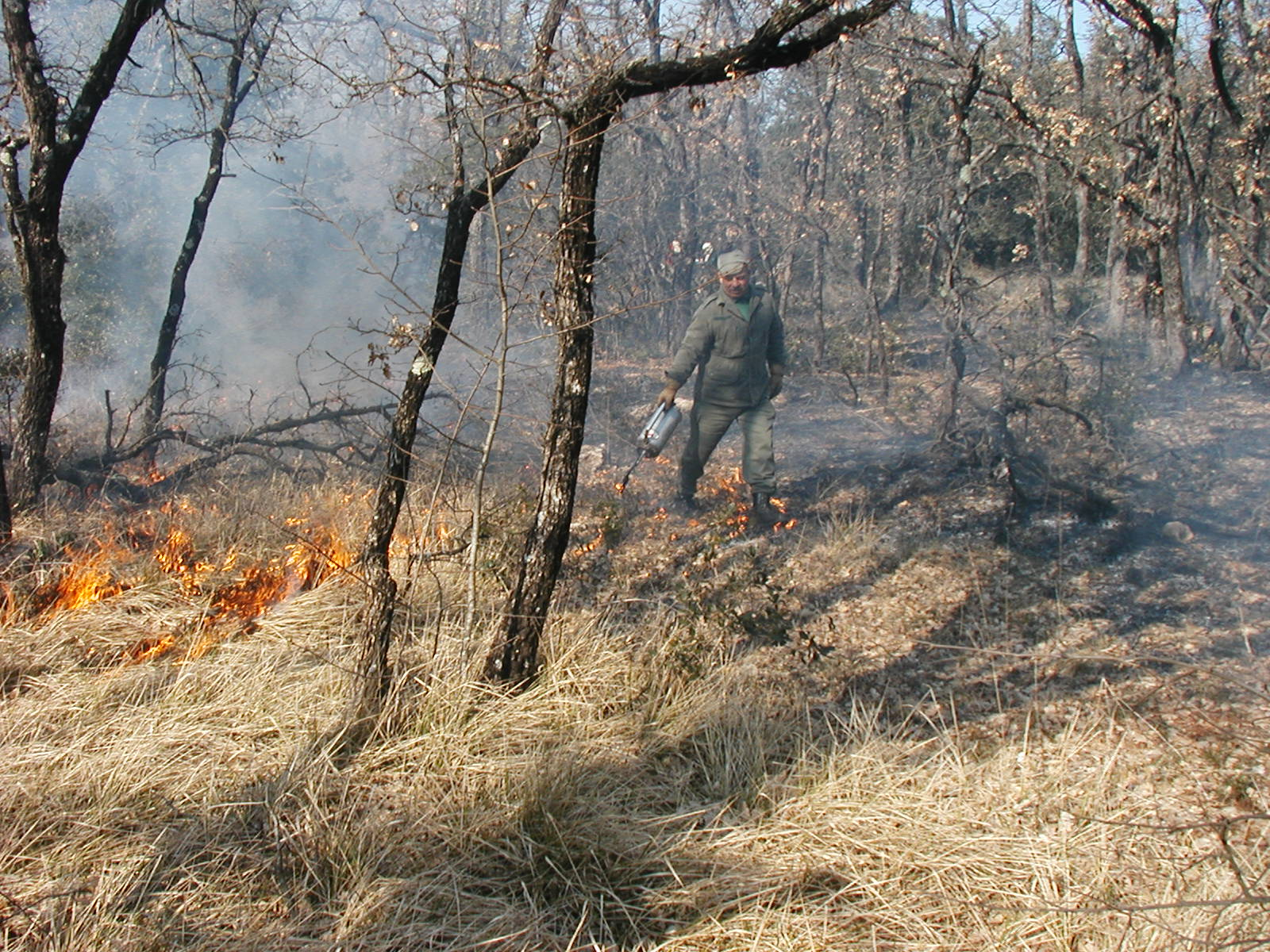
OFRAN, chef de chantier de brûlage dirigé en forêt Domaniale de Morières-Montrieux en 2003.
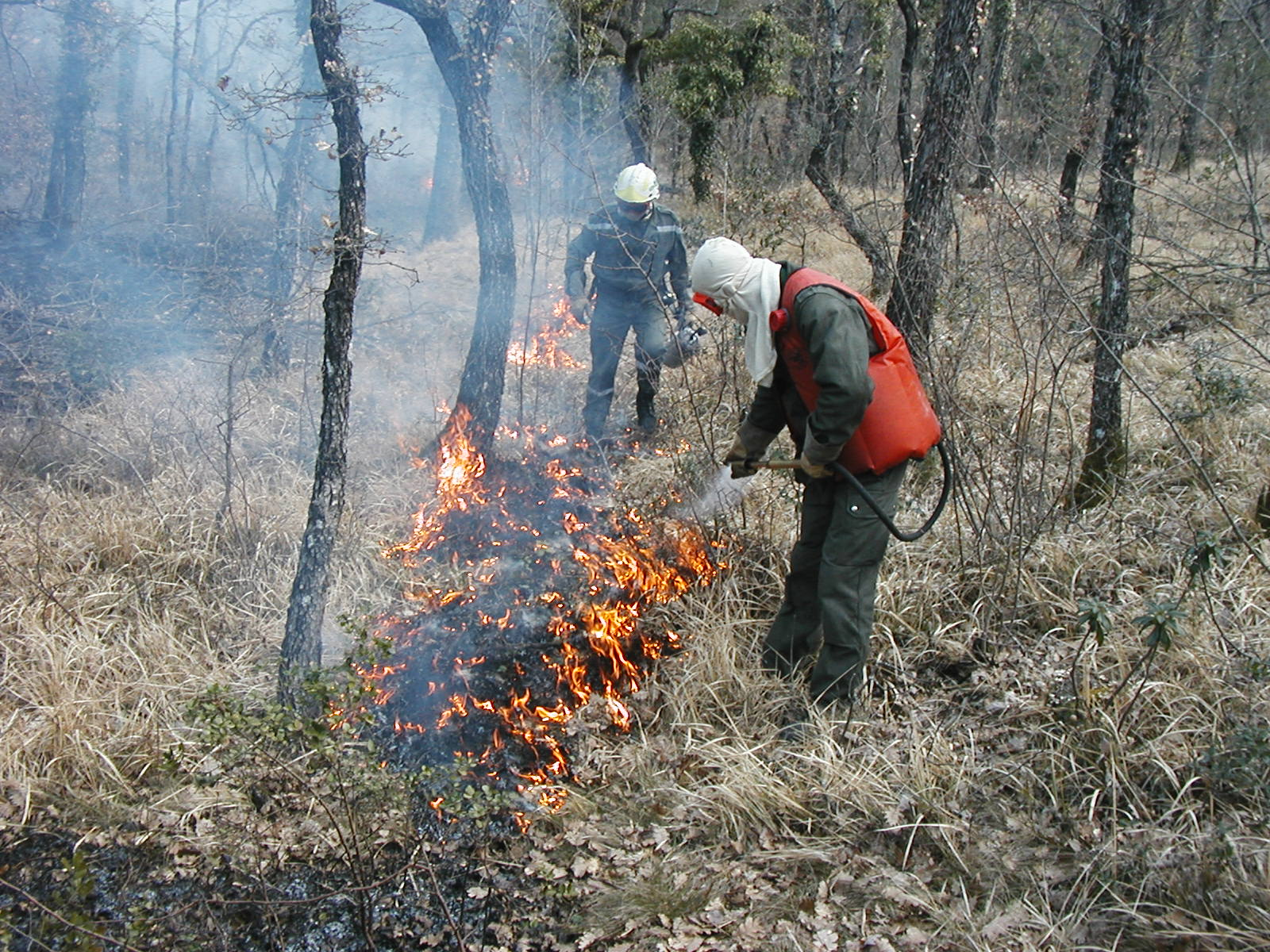
APFM protégeant les lisières d'un brûlage dirigé en forêt Domaniale de Morières-Montrieux en 2006.
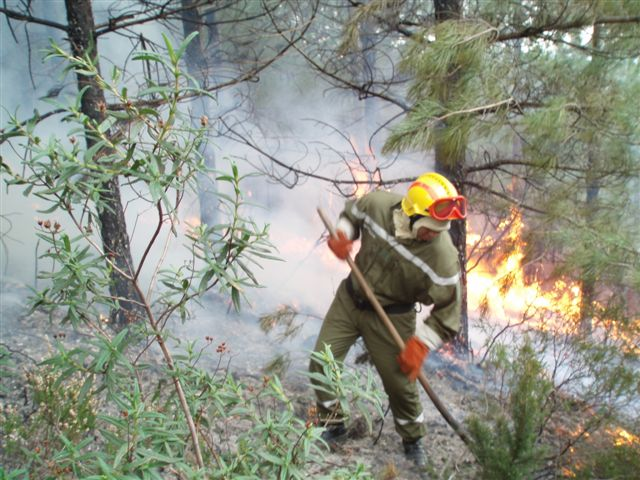
APFM protégeant les lisières d'un brûlage dirigé en forêt Domaniale des Maures en 2006.
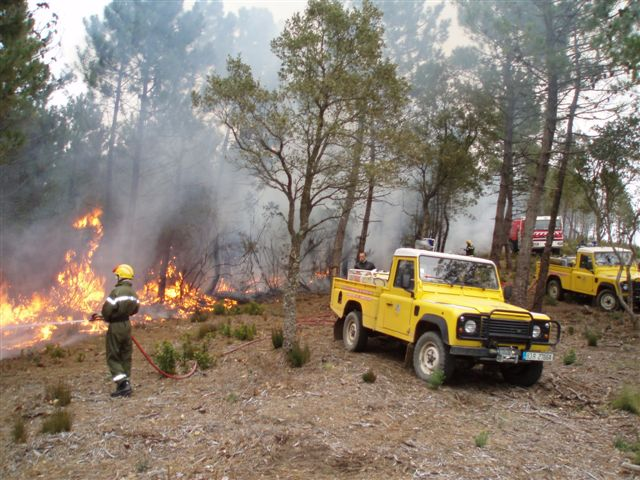
APFM protégeant les lisières d'un brûlage dirigé en forêt Domaniale des Maures en 2006.

### Restauration des terrains incendiés

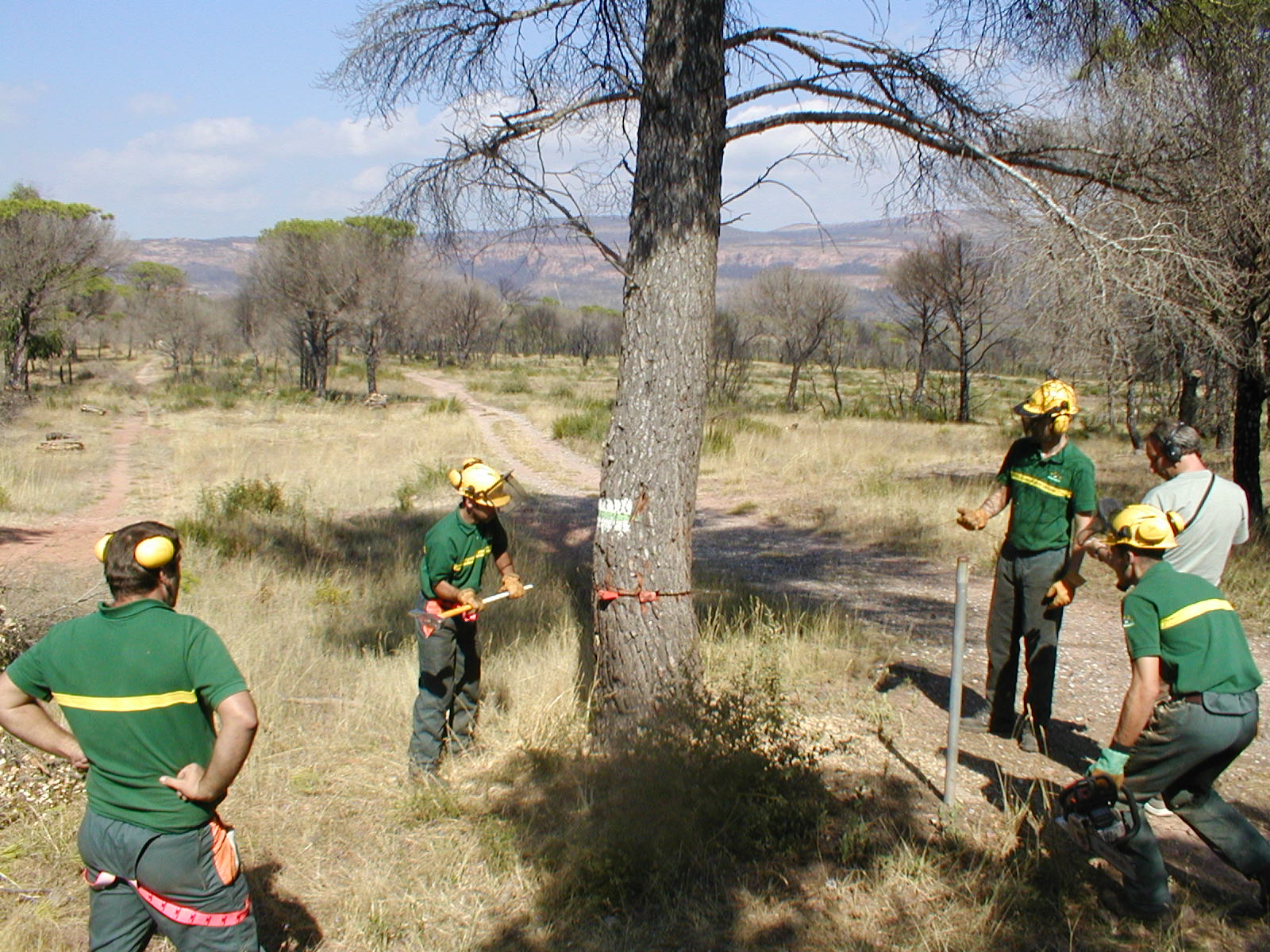
Abattage des bois brûlés dangereux par les APFM pour sécuriser les pistes ouvertes à la circulation publique en Forêt Domaniale de la Colle du Rouet, 2003.
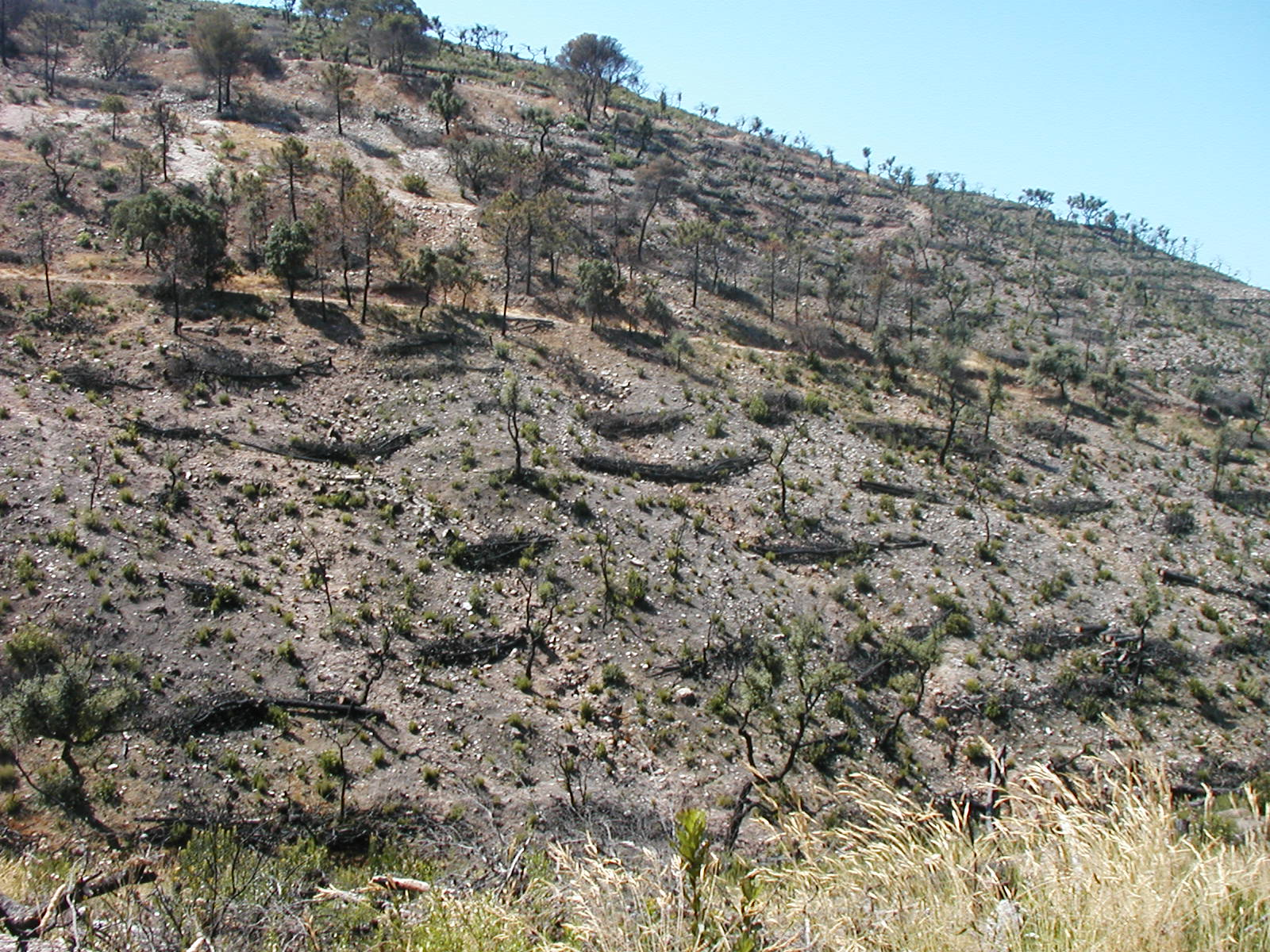
Réhabilitation des terrains incendiés à Cap Garonne en F.C.L. de la Colle Noire en 2006.
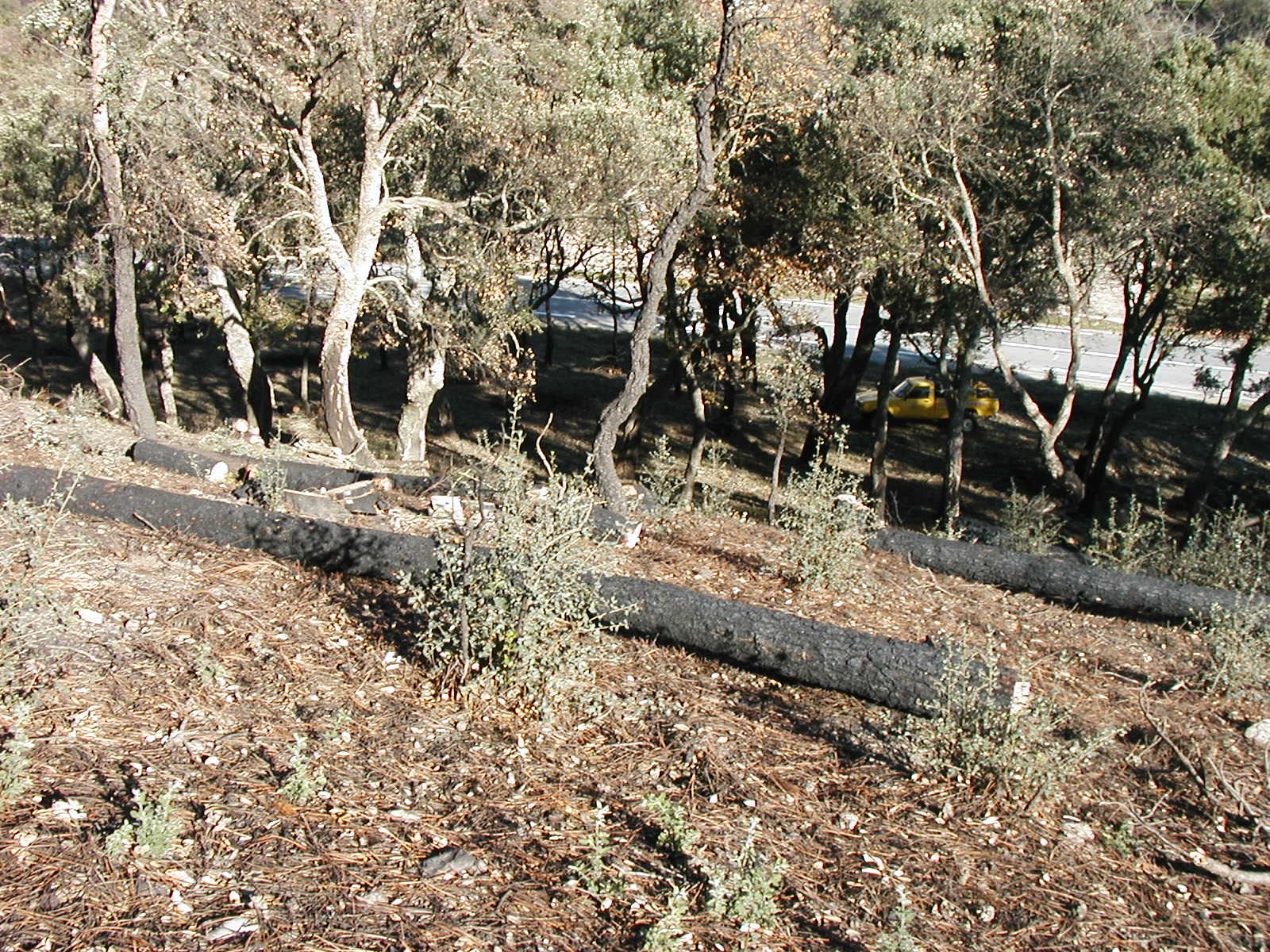
Travaux de fascinage par les APFM pour fixer le sol après incendie en Forêt Domaniale des Maures, 2003.
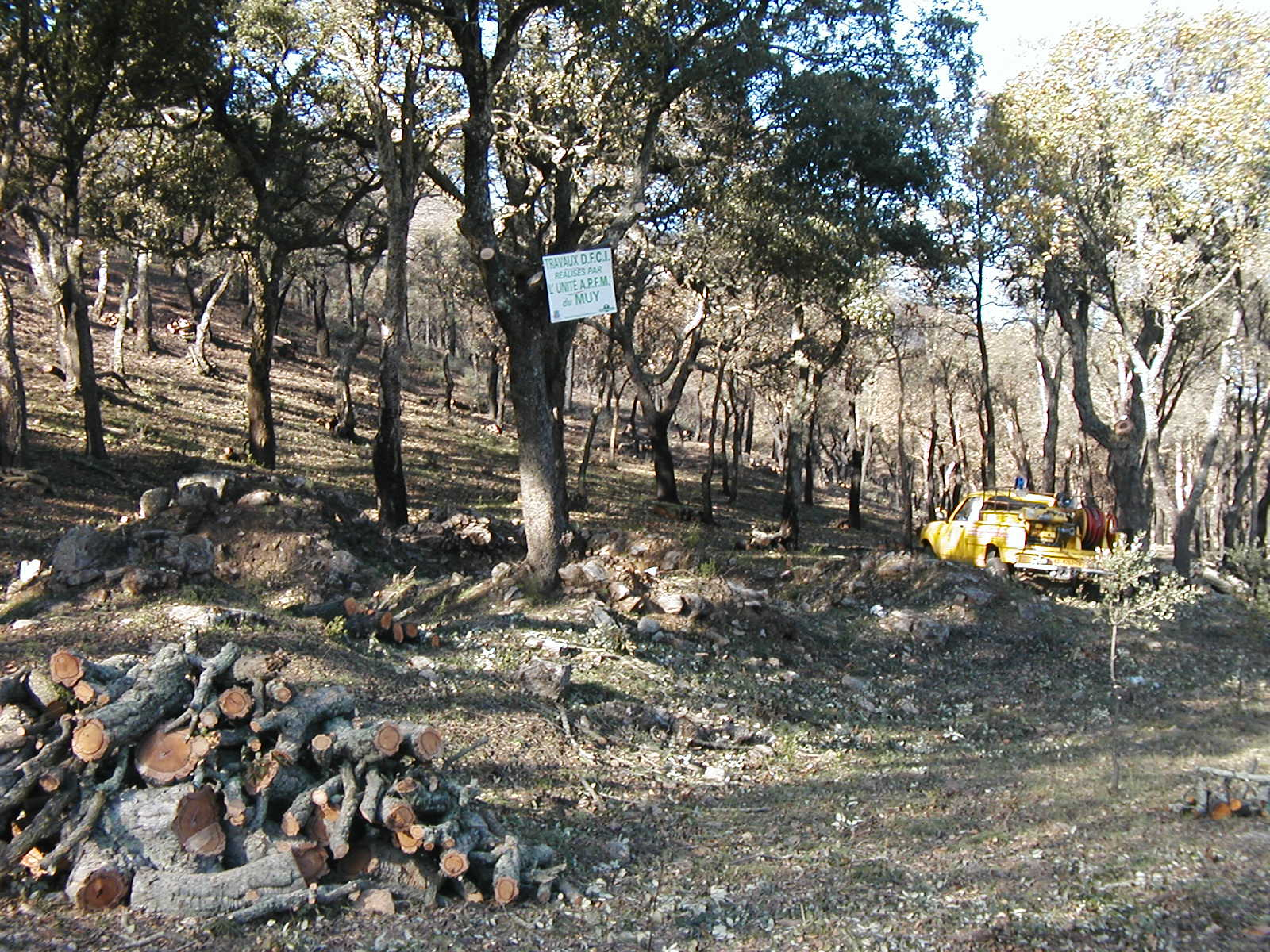
Travaux de Restauration de la suberaie par les APFM pour fixer le sol après incendie en Forêt Domaniale des Maures, 2003.
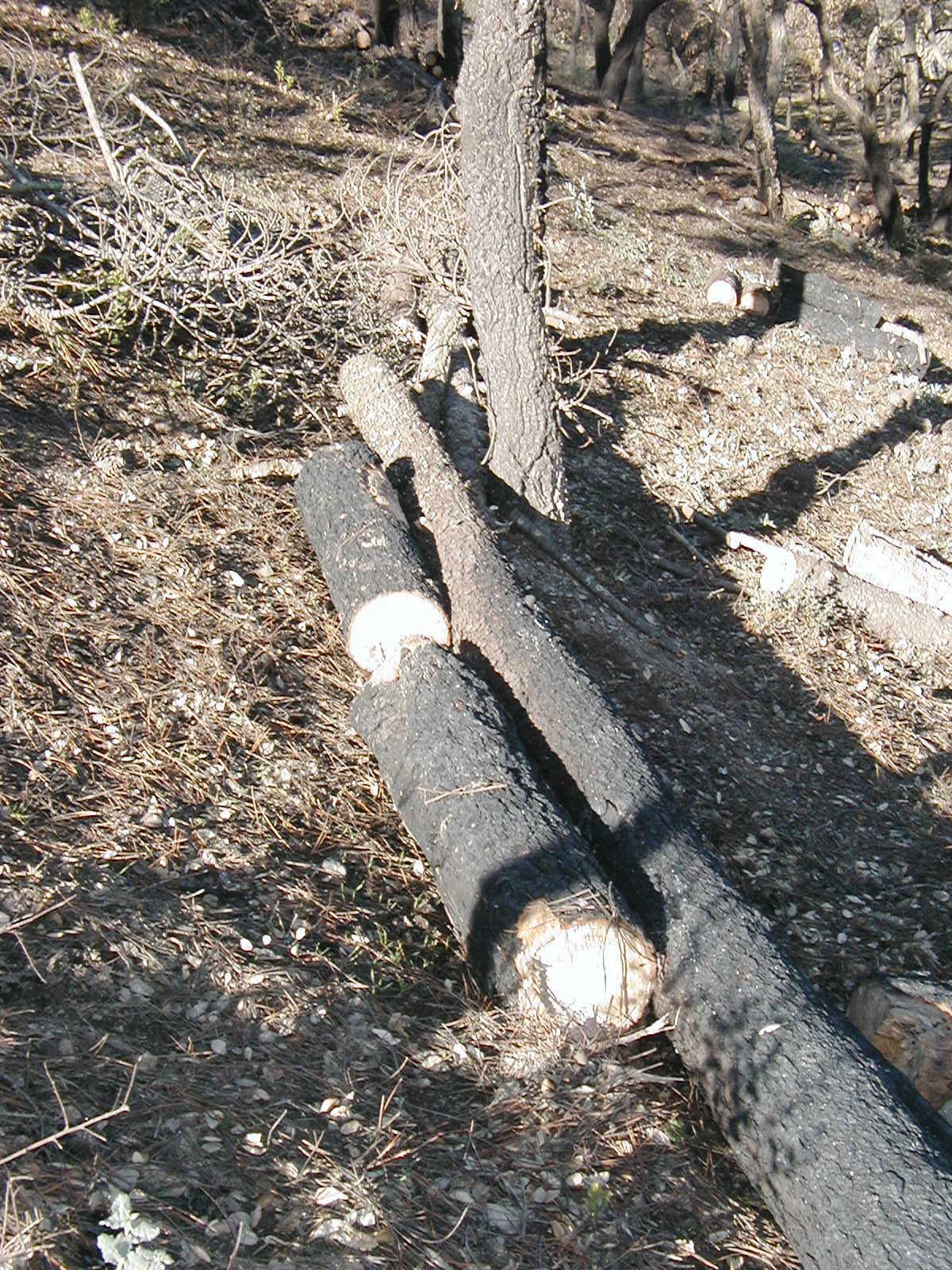
Travaux de fascinage par les APFM pour fixer le sol après incendie en Forêt Domaniale des Maures, 2003.
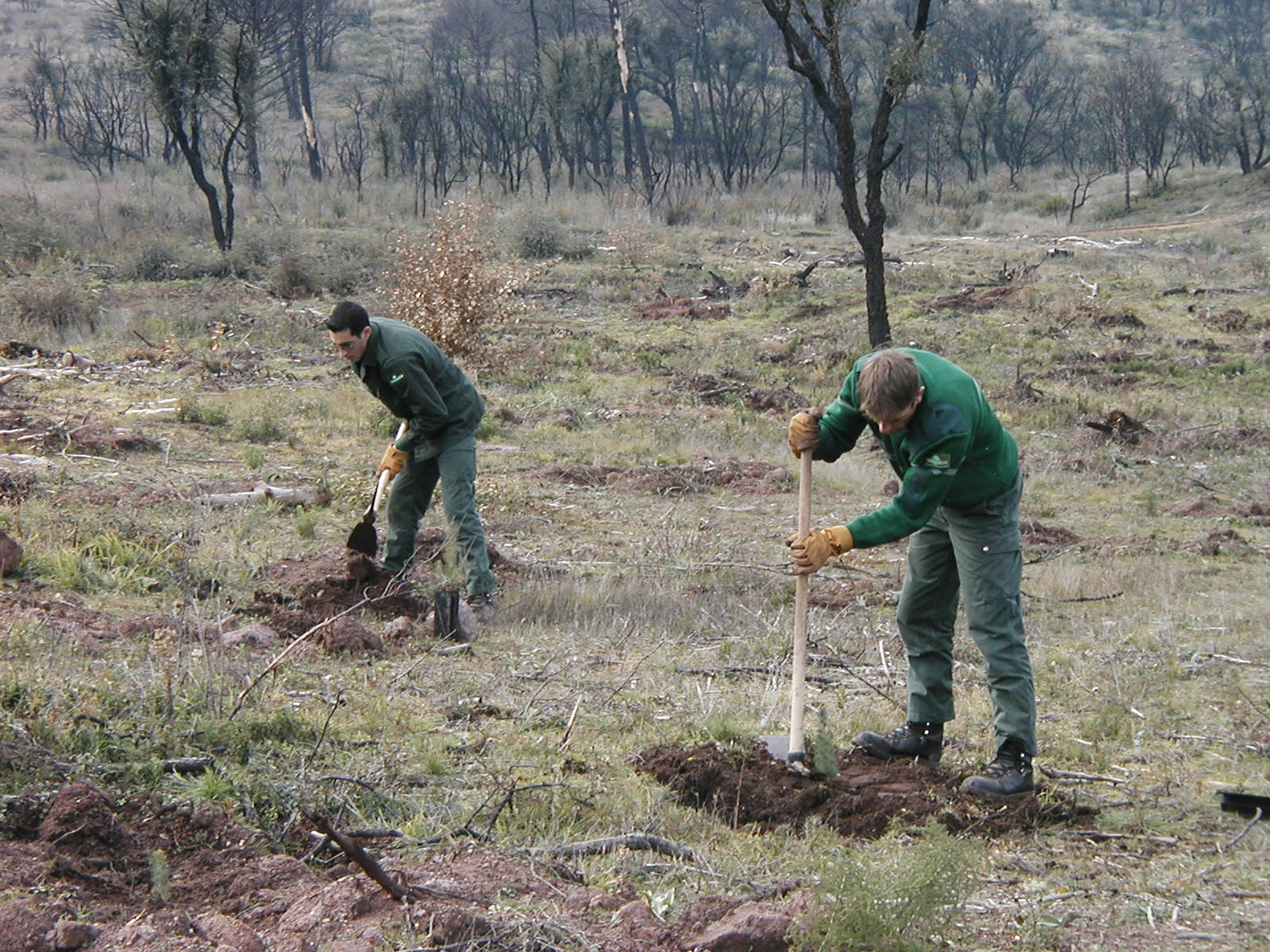
Travaux de reboisement par les APFM pour fixer le sol après incendie en Forêt Domaniale de la colle du Rouet, 2005.

### Points d'eau

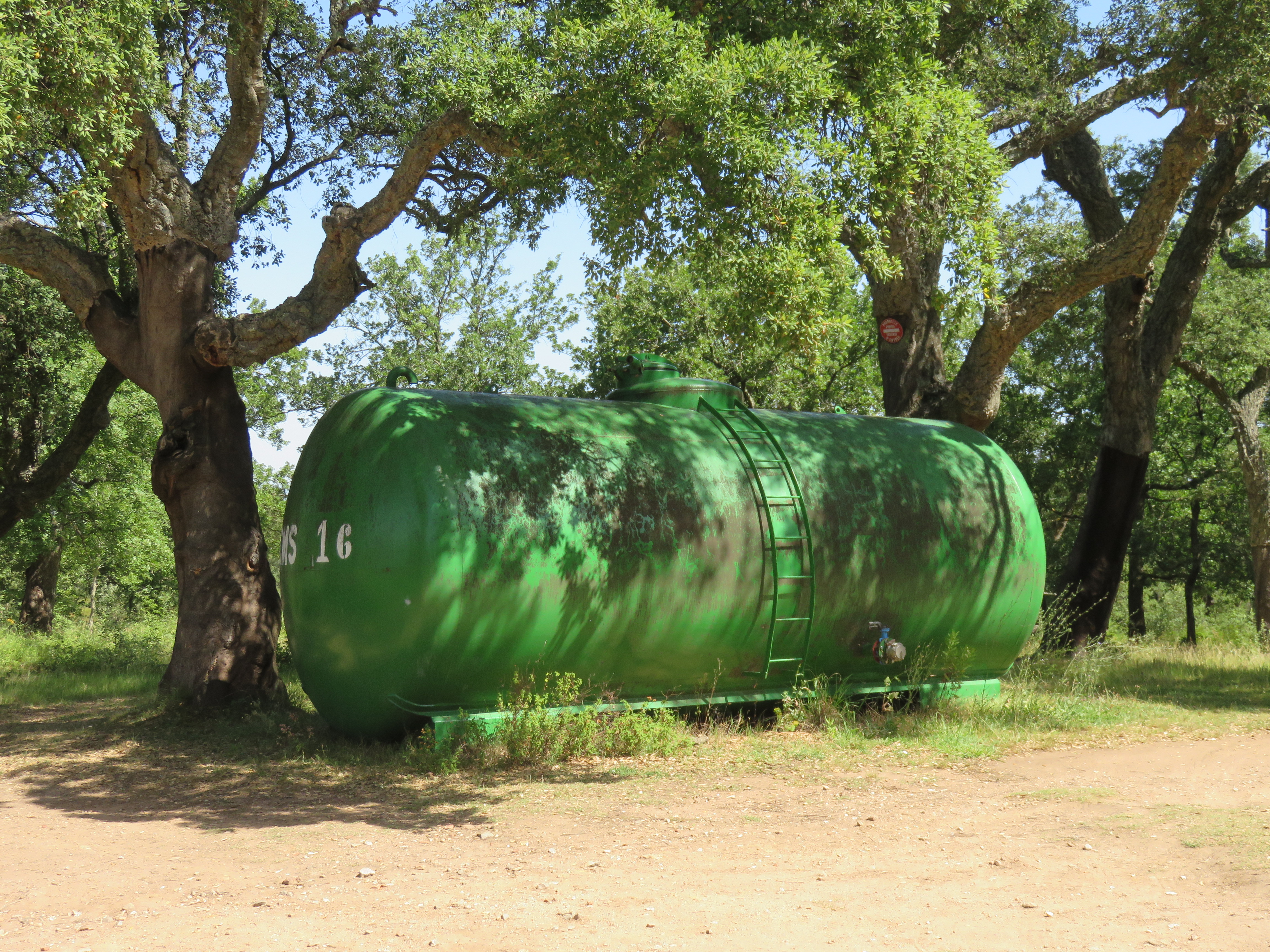
Citerne DFCI de 30 000 litres à l'entrée de la réserve naturelle nationale de la plaine des Maures sur la commune des Mayons (Provence).
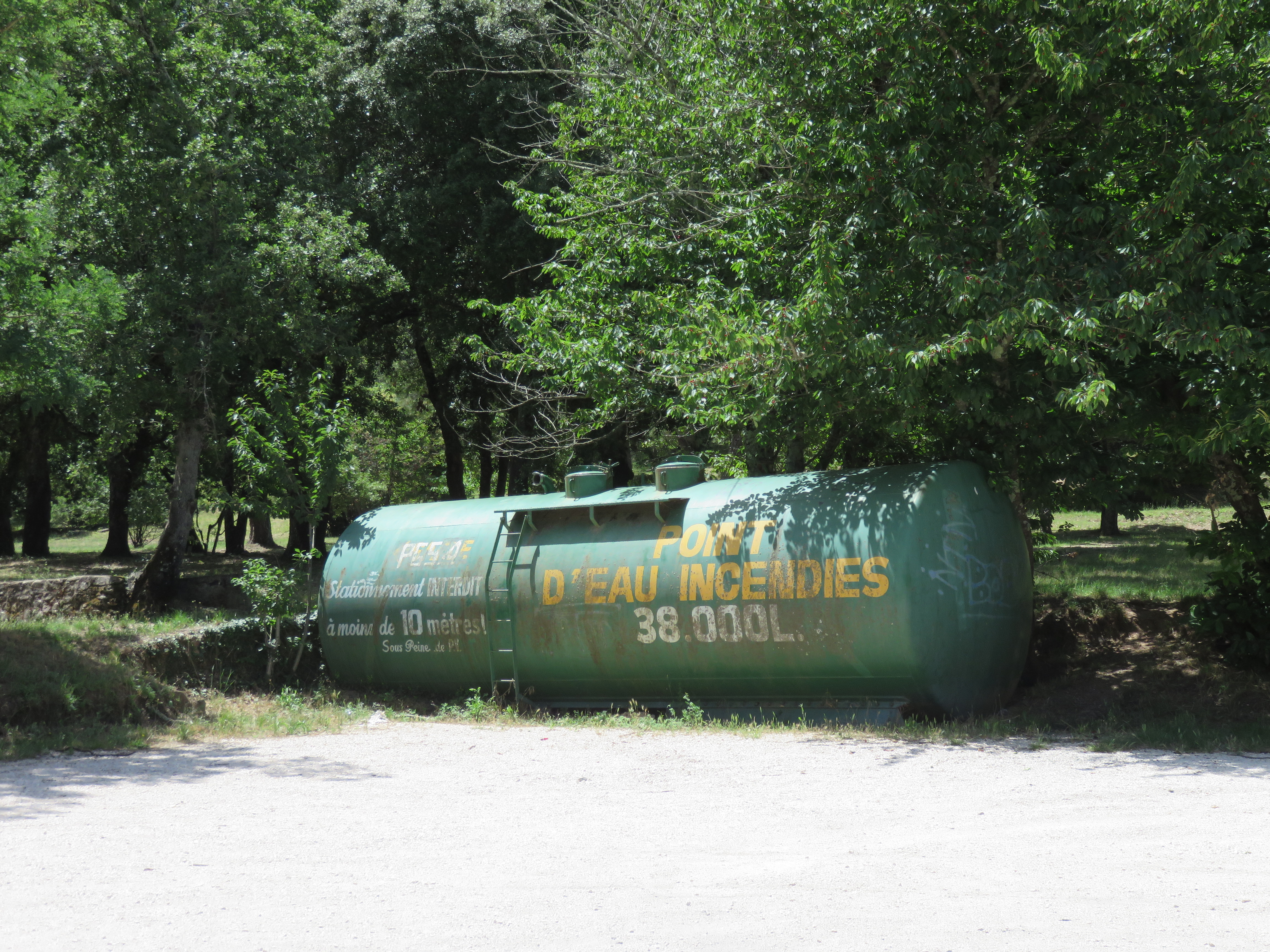
Citerne DFCI de 38 000 litres à l'entrée du massif des Maures sur la commune de Pignans (Provence).
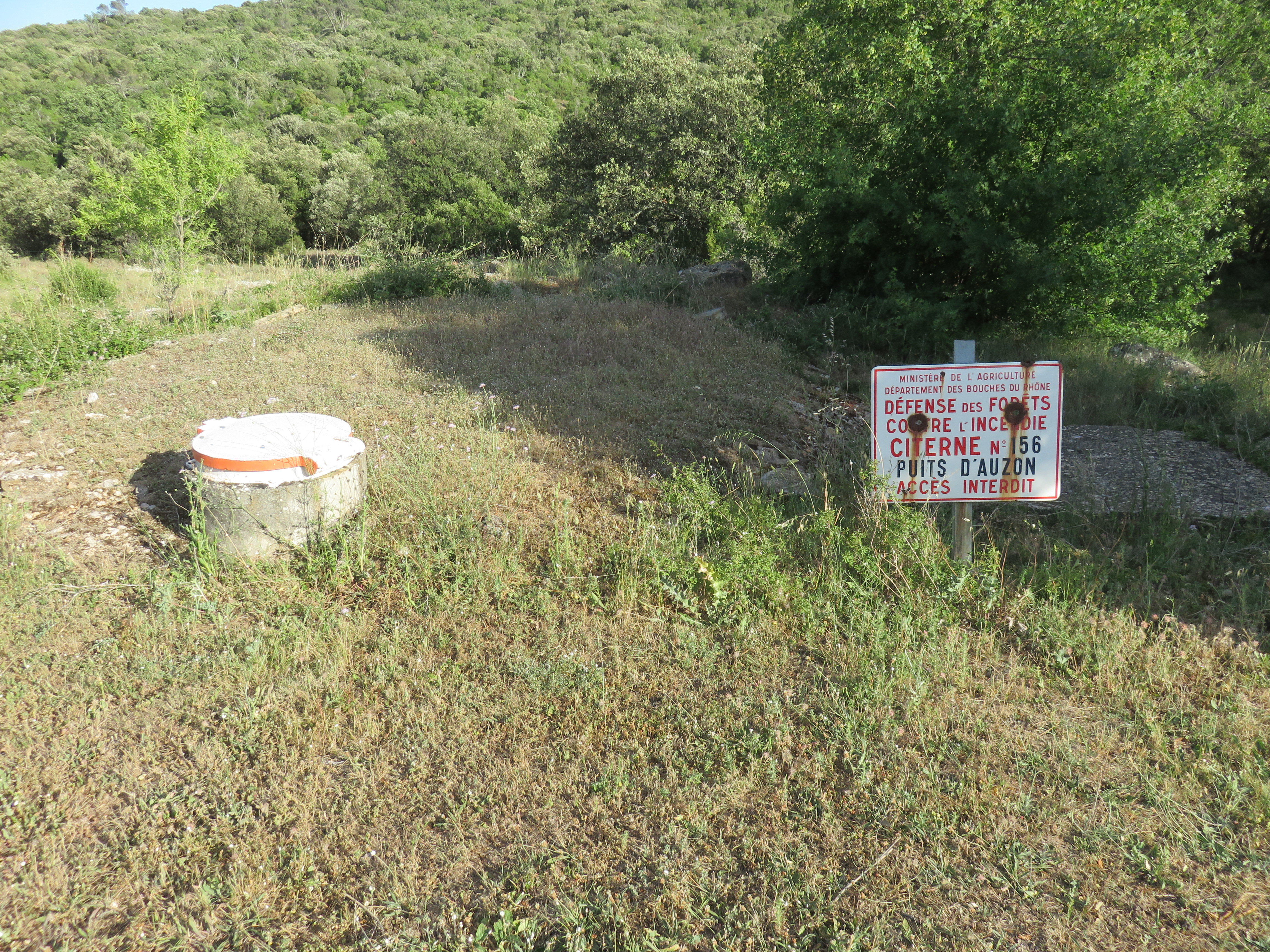
Citerne DFCI enterrée dans le massif de la Sainte-Victoire (Bouches-du-Rhône).
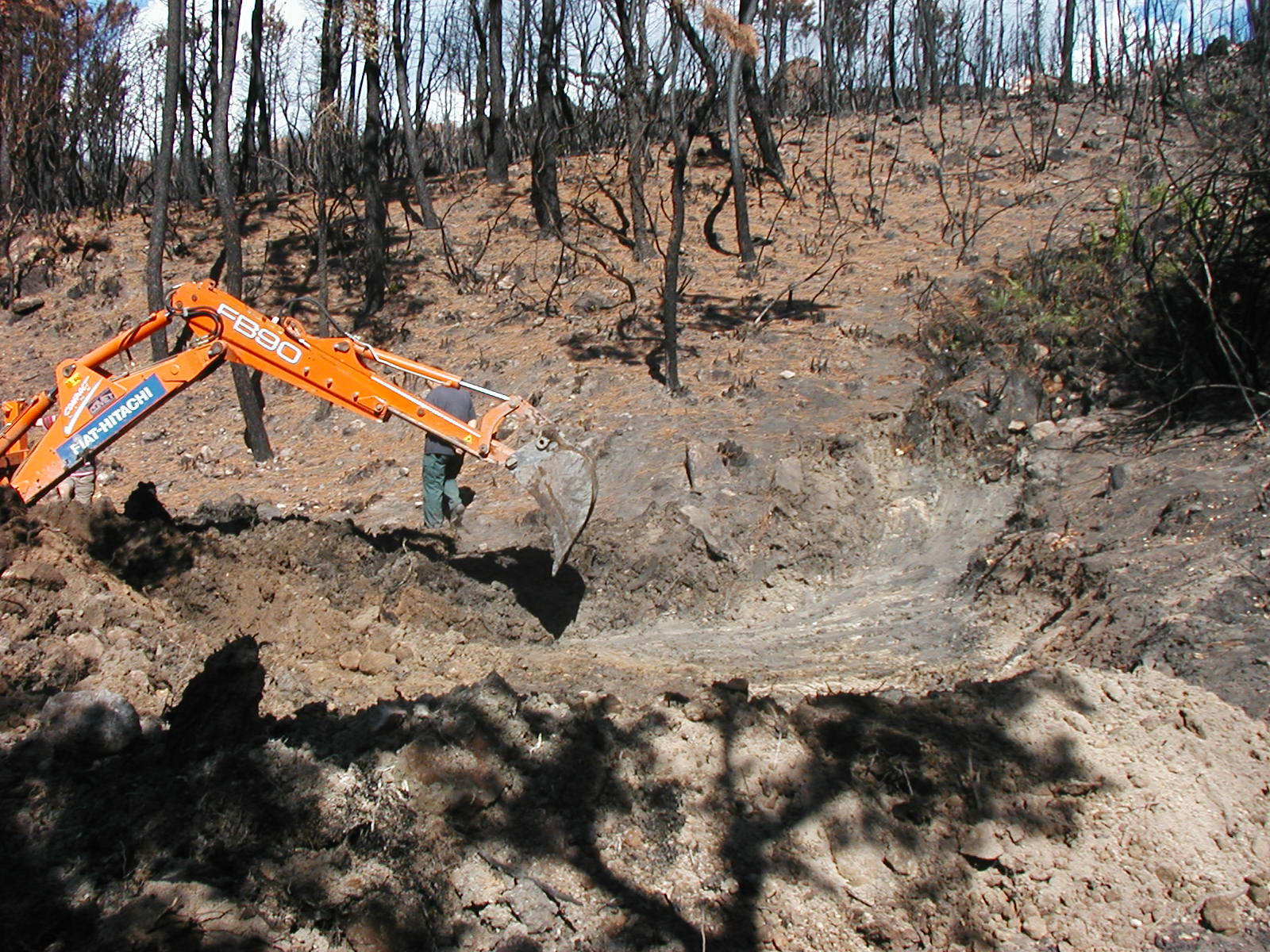
Creusement d'une retenue collinaire DFCI en Forêt Domaniale de la colle du Rouet en 2003.
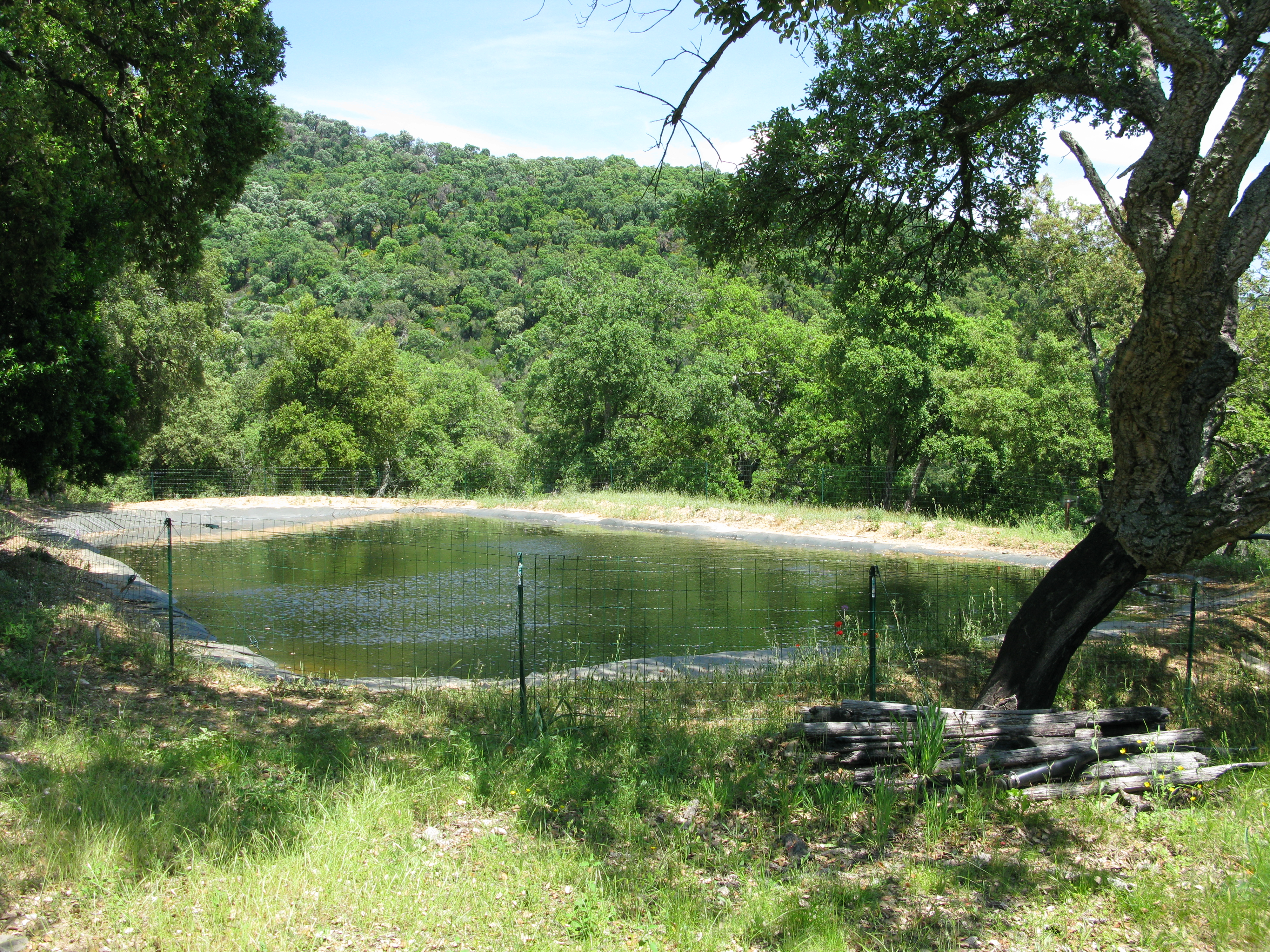
Bassin servant de point d'eau DFCI aux maisons forestières des Caunes, Forêt Domaniale des Maures en 2008.
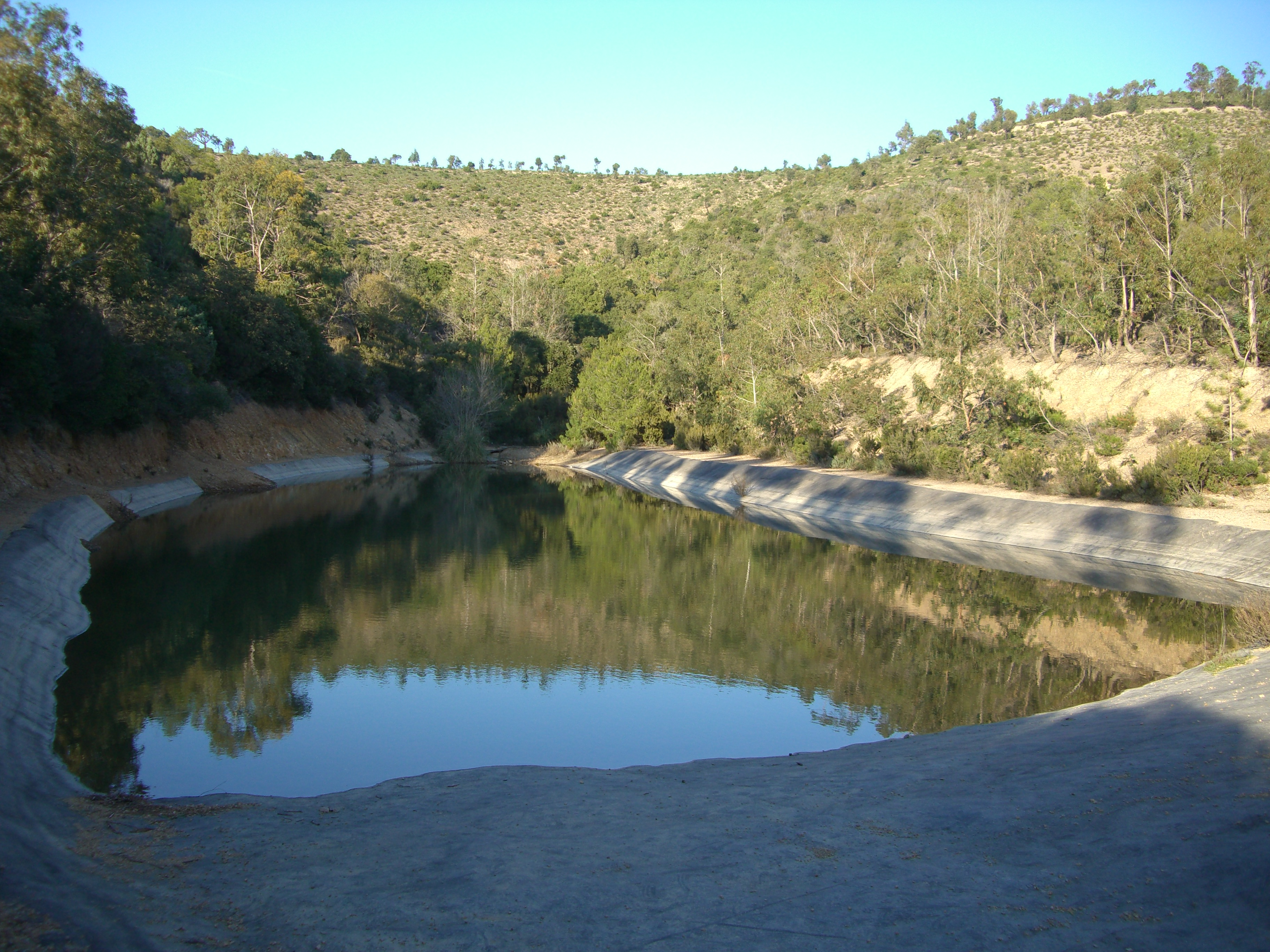
Retenue collinaire DFCI du Grand Défend en Forêt Communale de Saint-Raphaël en 2007.
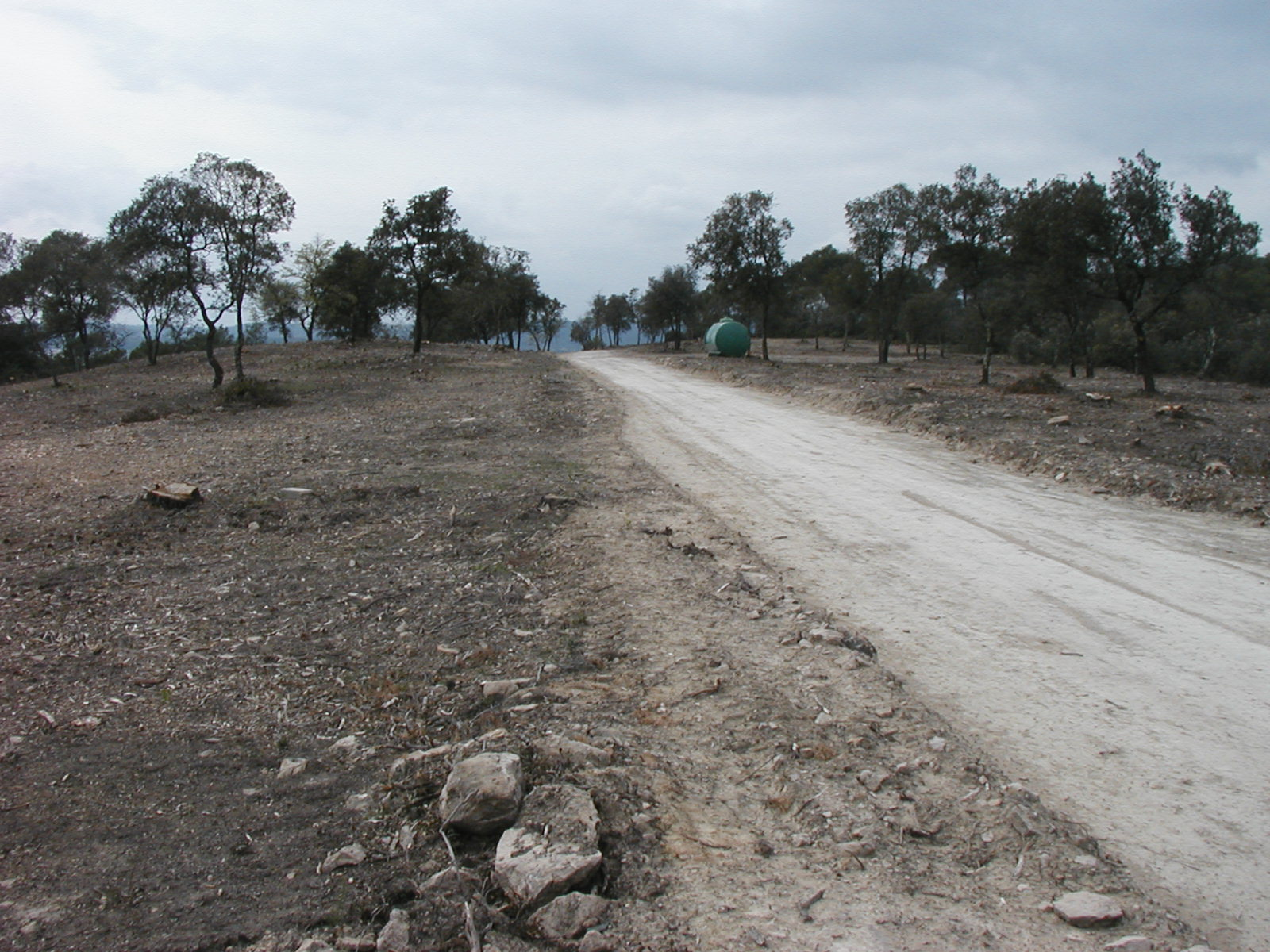
Zone d'appui avec piste et point d'eau (citerne métallique 30 000 litres) aux Bélugues, Forêt Domaniale de la Colle du Rouet, Le Muy, Var en 2006.

### Signalétique

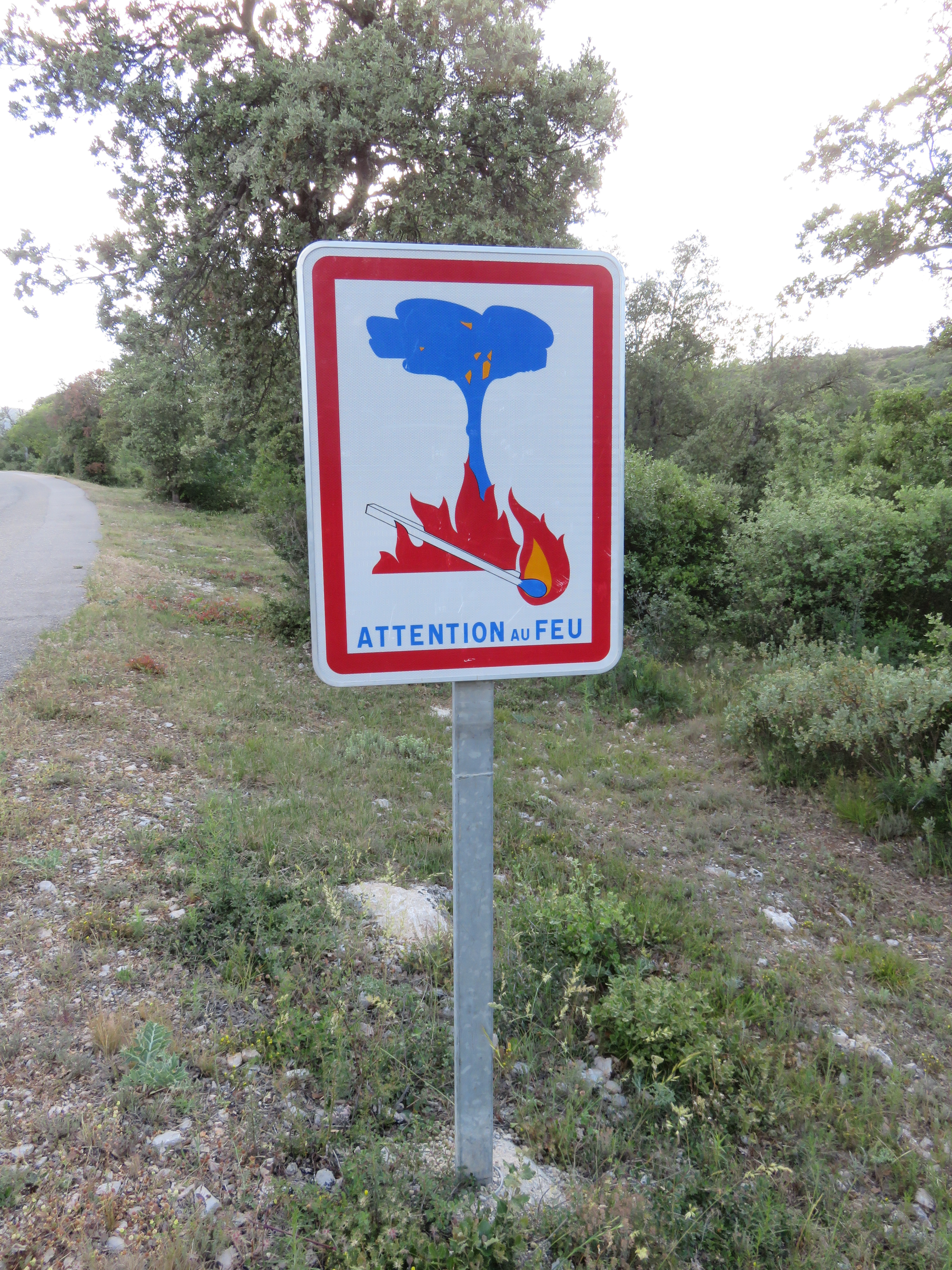
Panneau routier de prévention des incendies de végétation dans le massif de la Sainte-Victoire.
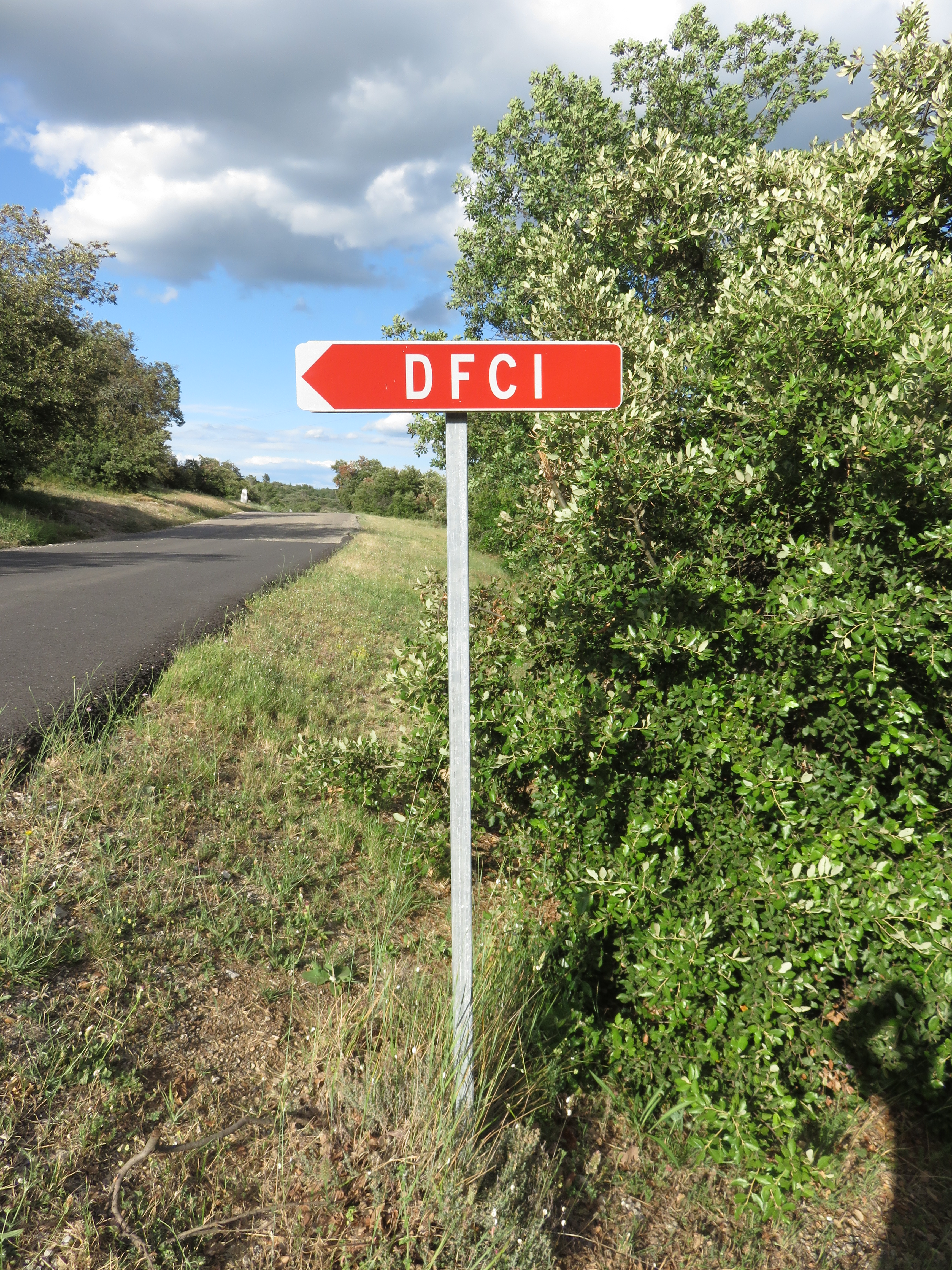
Panneau indiquant l'entrée d'une piste de DFCI à partir du réseau départemental dans le massif de la Sainte-Victoire.
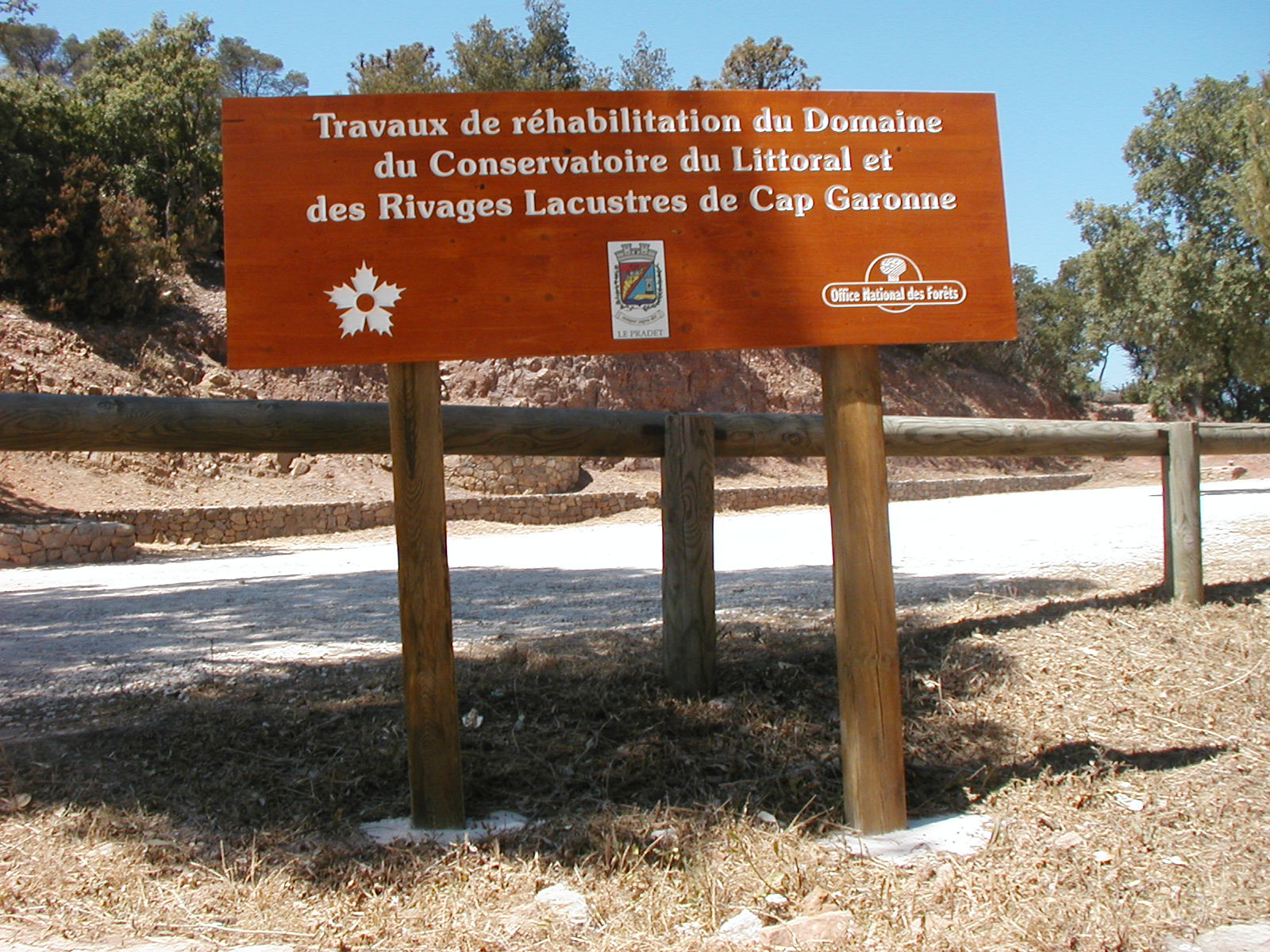
Panneau de réhabilitation des terrains incendiés de la F.C.L. de la Colle Noire en 2006.
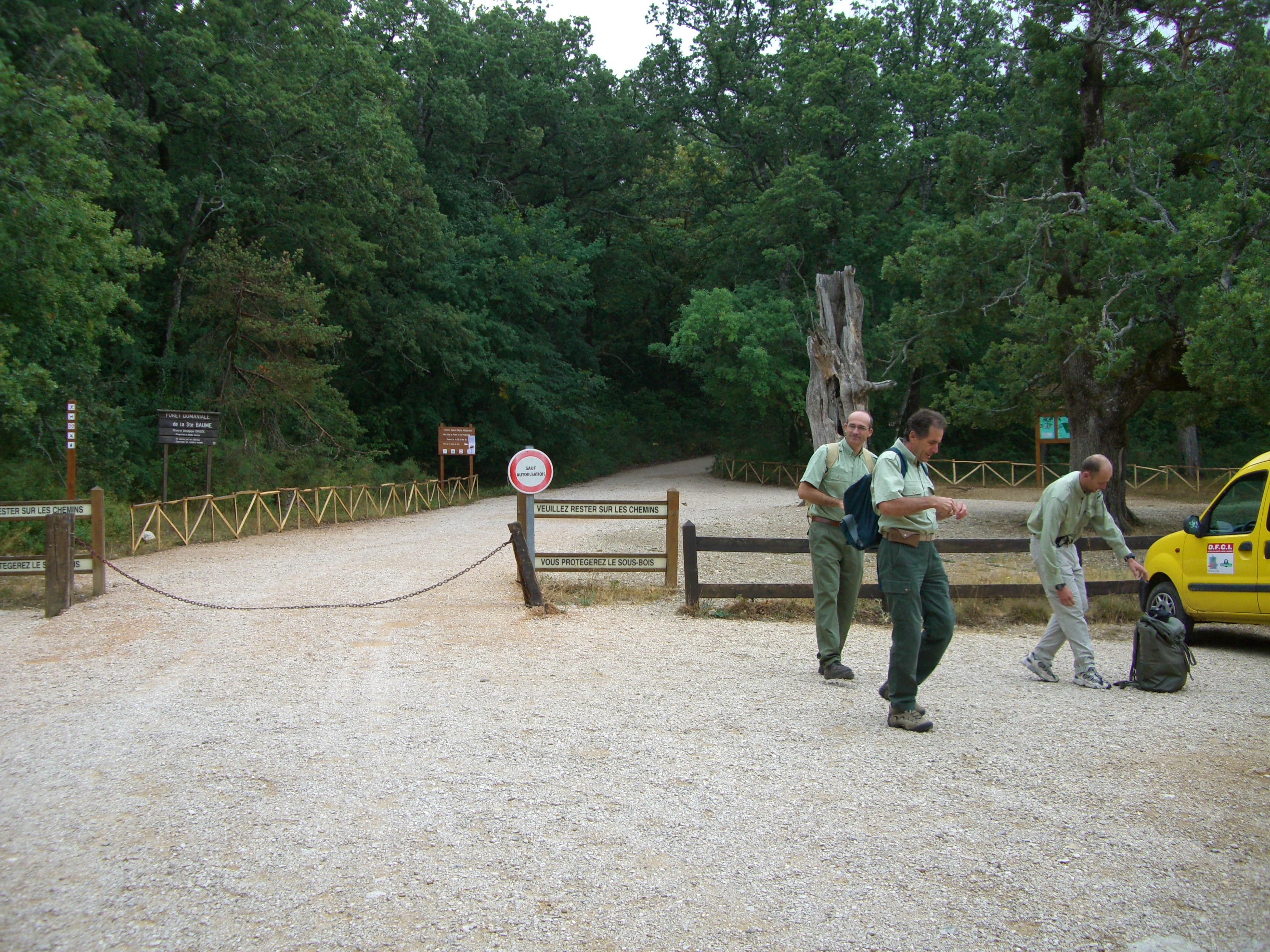
Signalétique DFCI d'interdiction à la circulation publique (panneau B0), chemin des Rois, Forêt Domaniale de la Sainte-Baume, 2006.
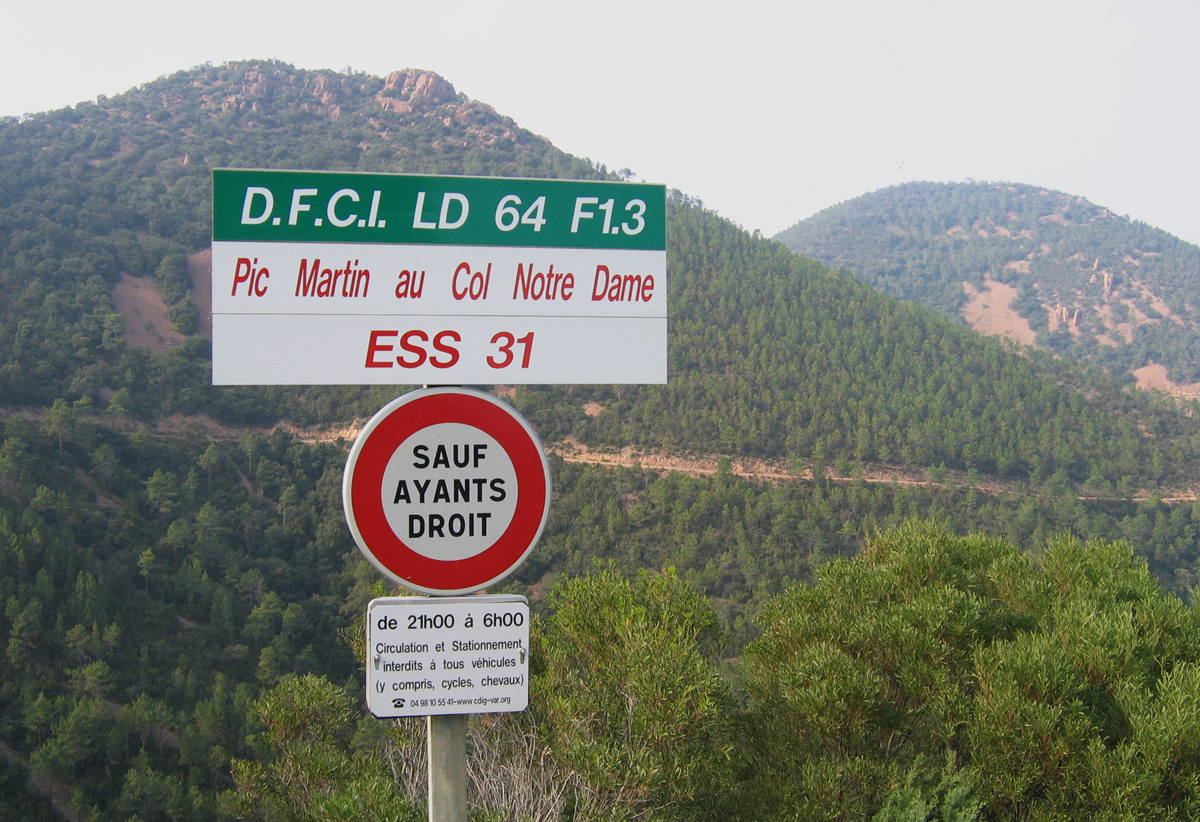
Panneau d'interdiction à la circulation publique (de type B0), avec coordonnées DFCI de l'entrée, nom de la piste et code de la piste dans le massif de l'Estérel.

### Tours de guet et points hauts

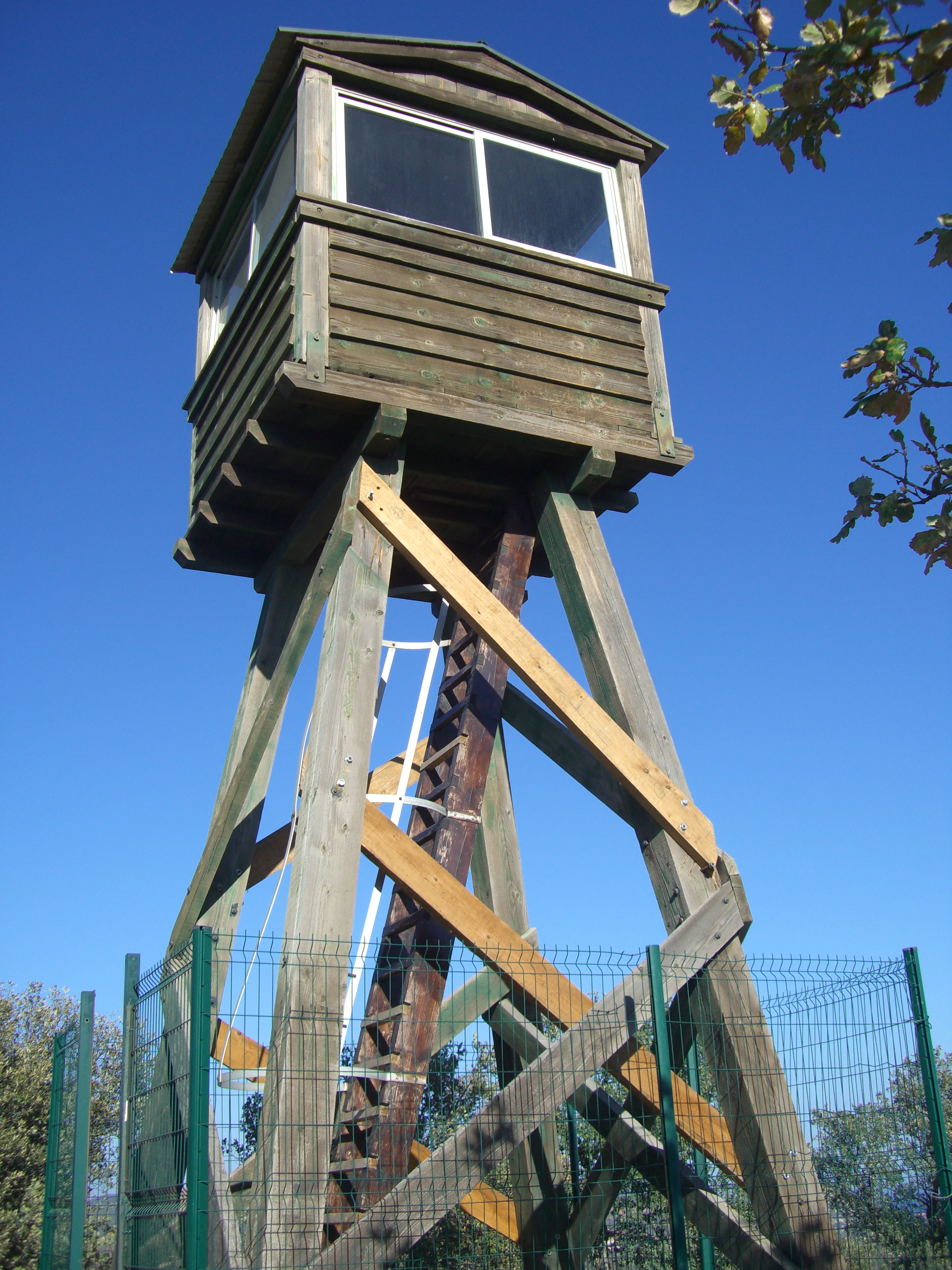
Vigie DFCI en tour de guet du Grand Défend, Forêt Communale de Saint-Raphaël en 2007.
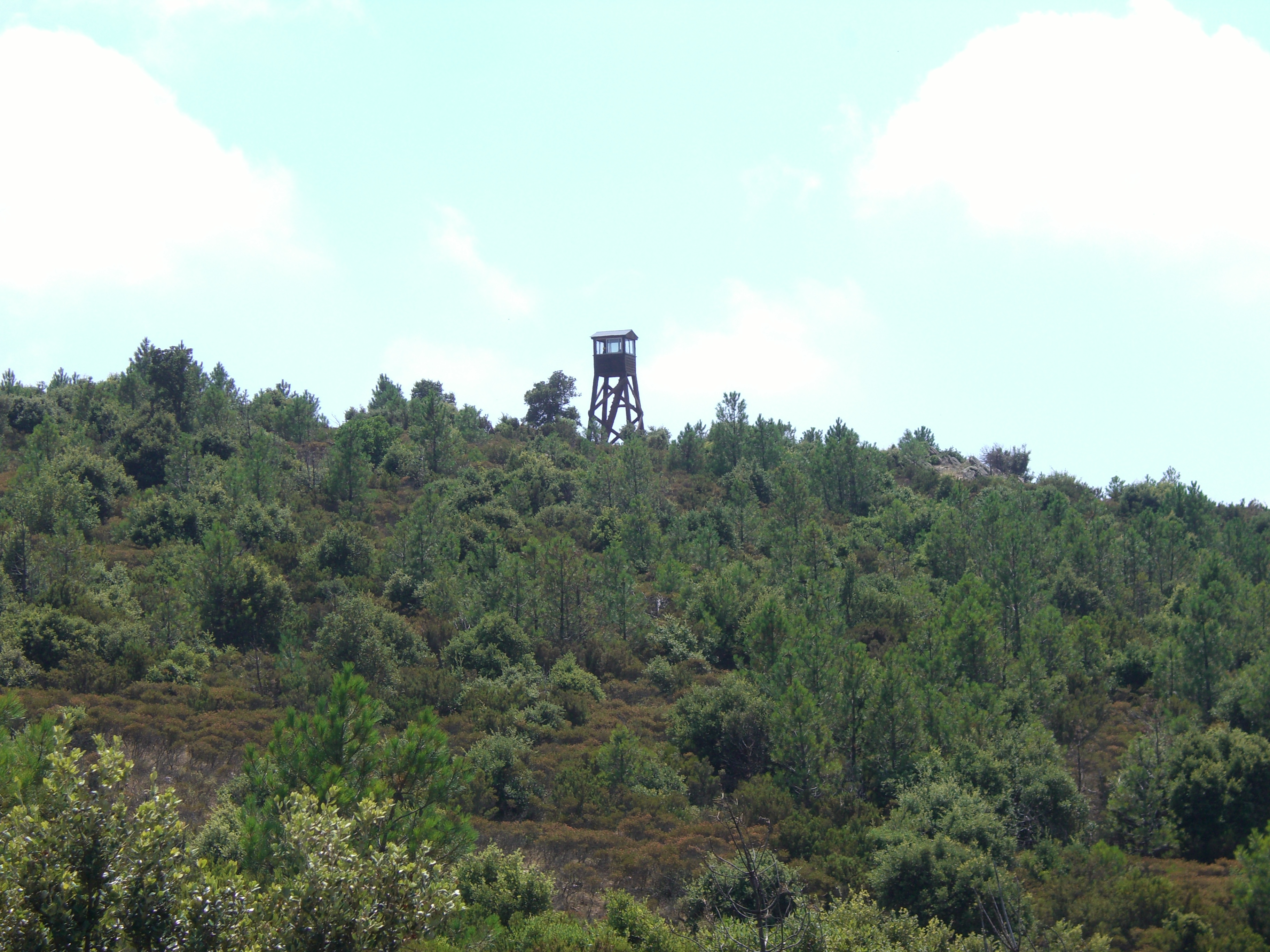
Vigie en point haut du Laquina, Forêt Domaniale des Maures, Var, 2007.

### Poste de commandement

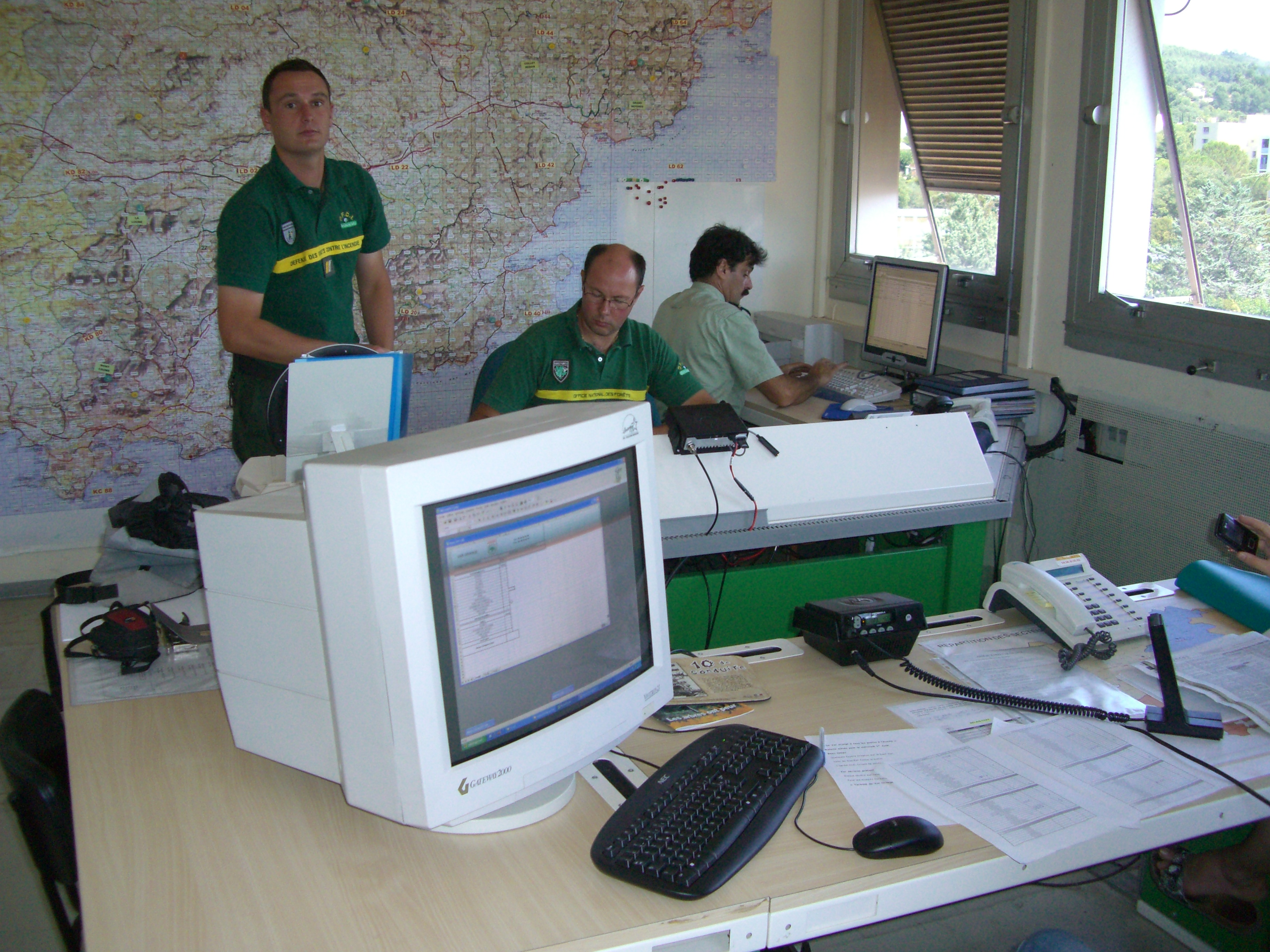
Agents et APFM de l'ONF au Poste de Commandement Forêt - Var à Draguignan en 2007.
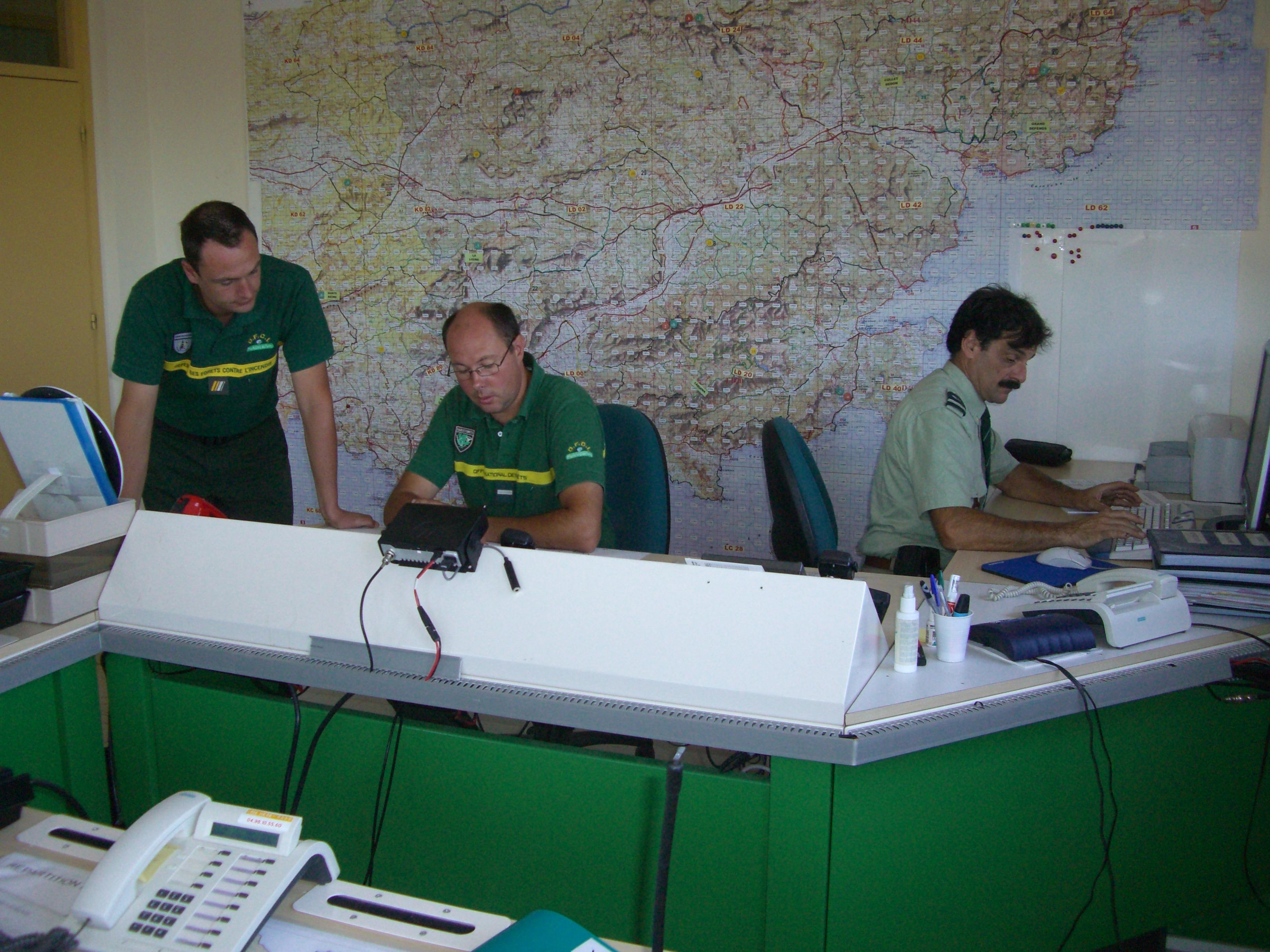
Agents et APFM de l'ONF au Poste de Commandement Forêt - Var à Draguignan en 2007.
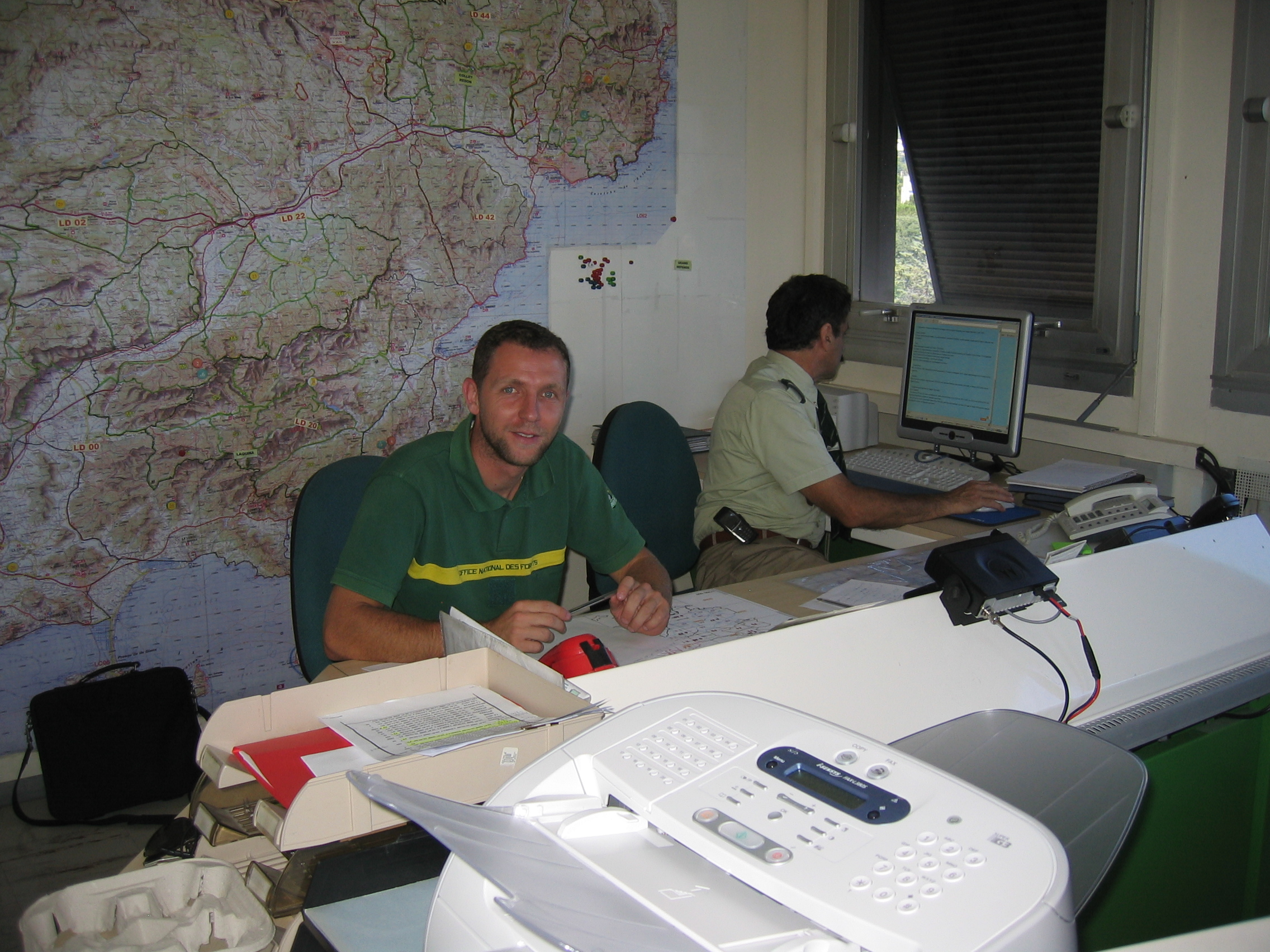
Agent et chef de base APFM de l'ONF au Poste de Commandement Forêt - Var à Draguignan en 2008.

### Patrouilles

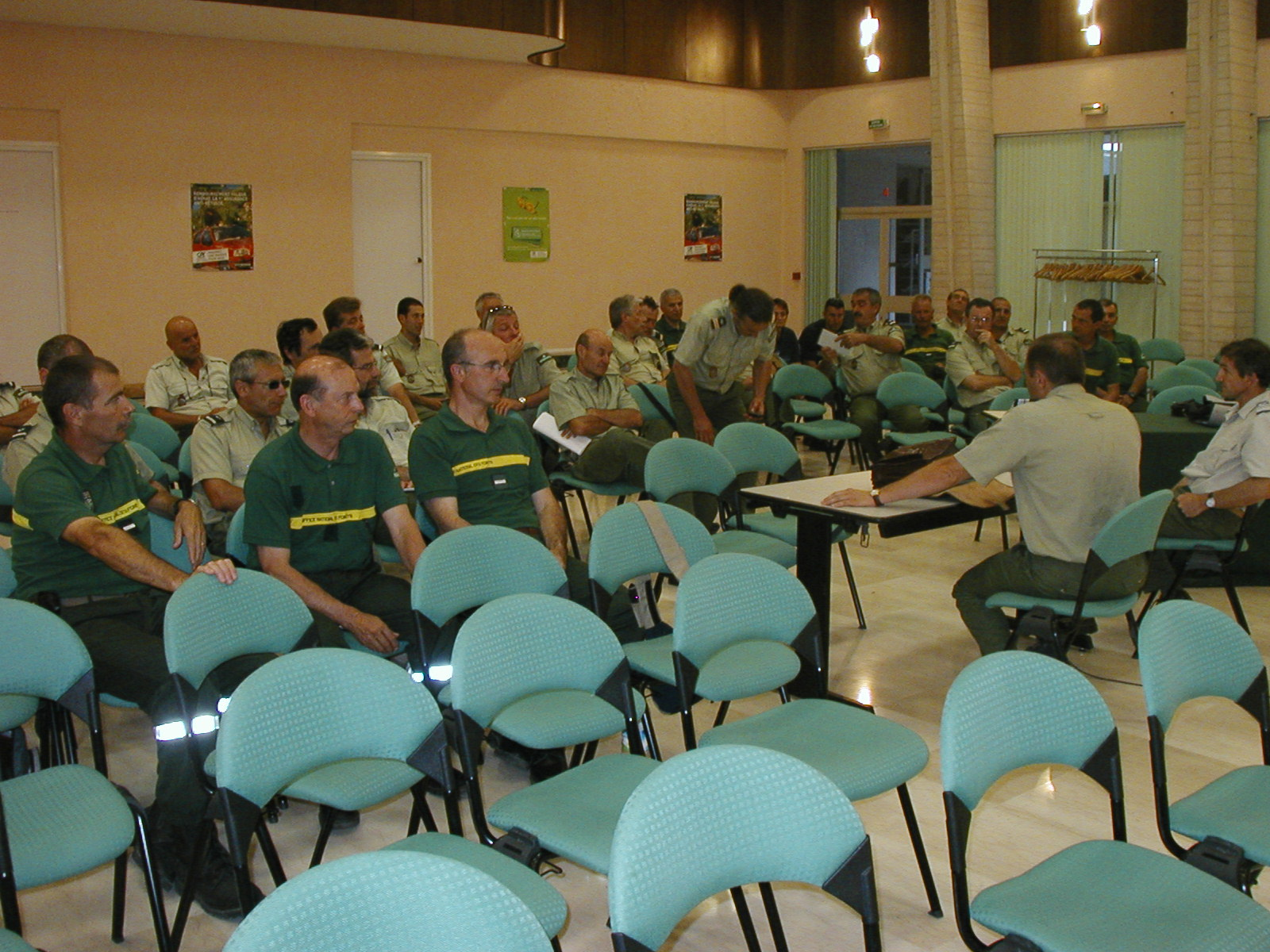
Réunion de pré-saison du dispositif forestier de DFCI, Draguignan, 2006.
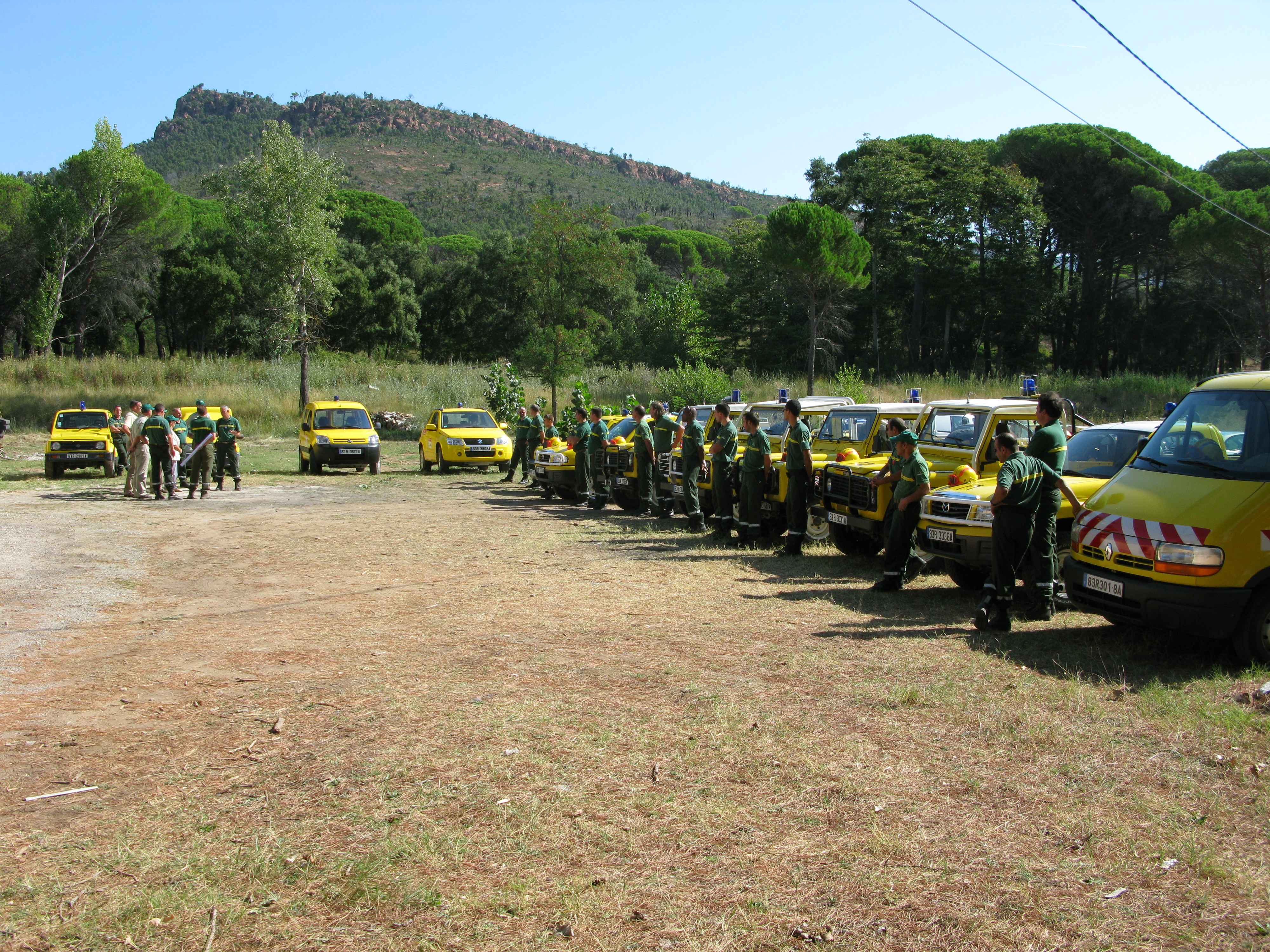
Briefing des Patrouilles de Police Forestière ONF et des Patrouilles forestières de protection APFM - OFRAN à la Base DFCI des Pradineaux, Forêt domaniale de la Colle du Rouet, 2008.
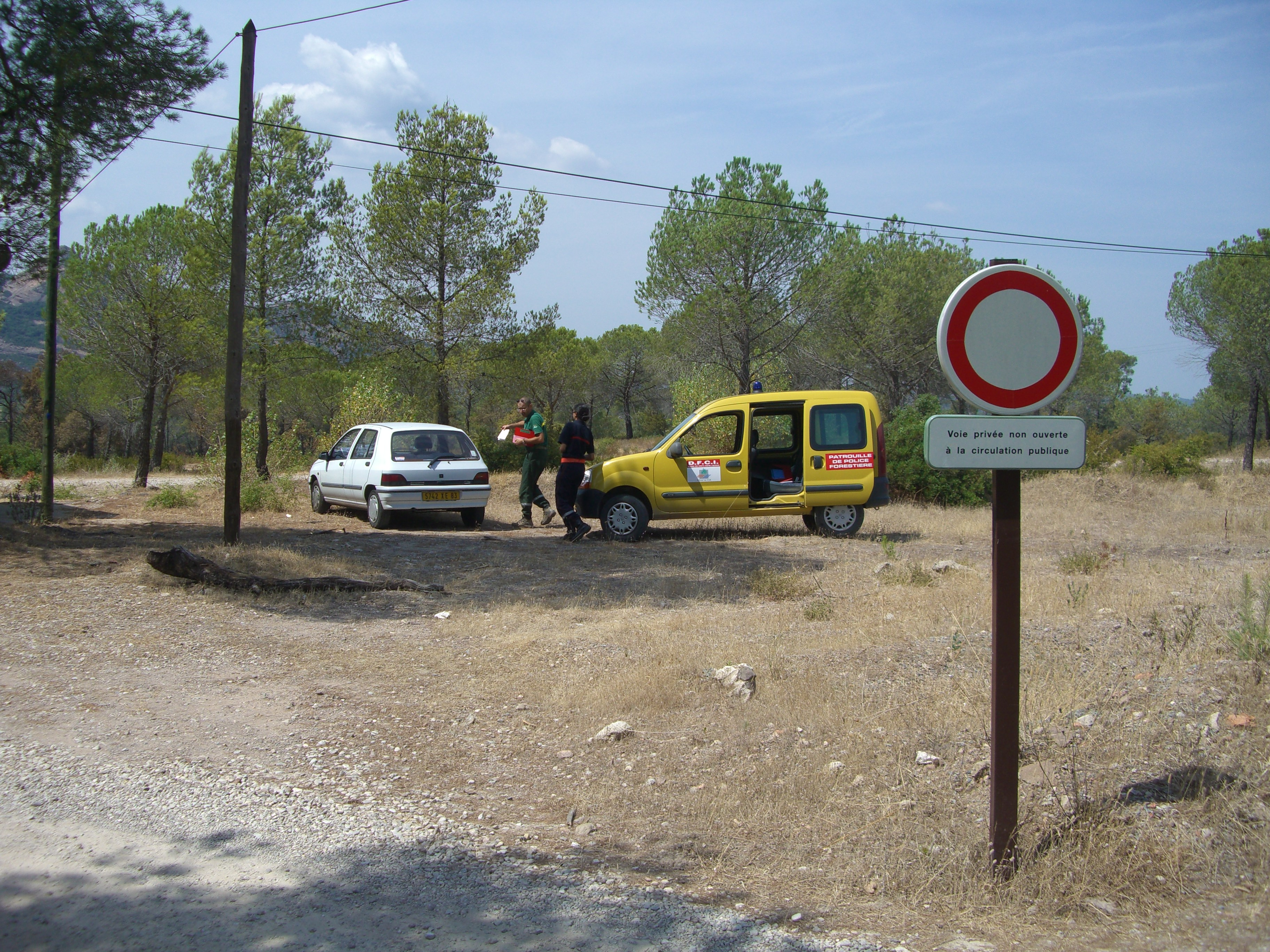
Verbalisation d'un véhicule ayant emprunté une piste de DFCI interdite à la circulation publique par une Patrouille de Police Forestière en Forêt Domaniale de la Colle du Rouet en 2007.
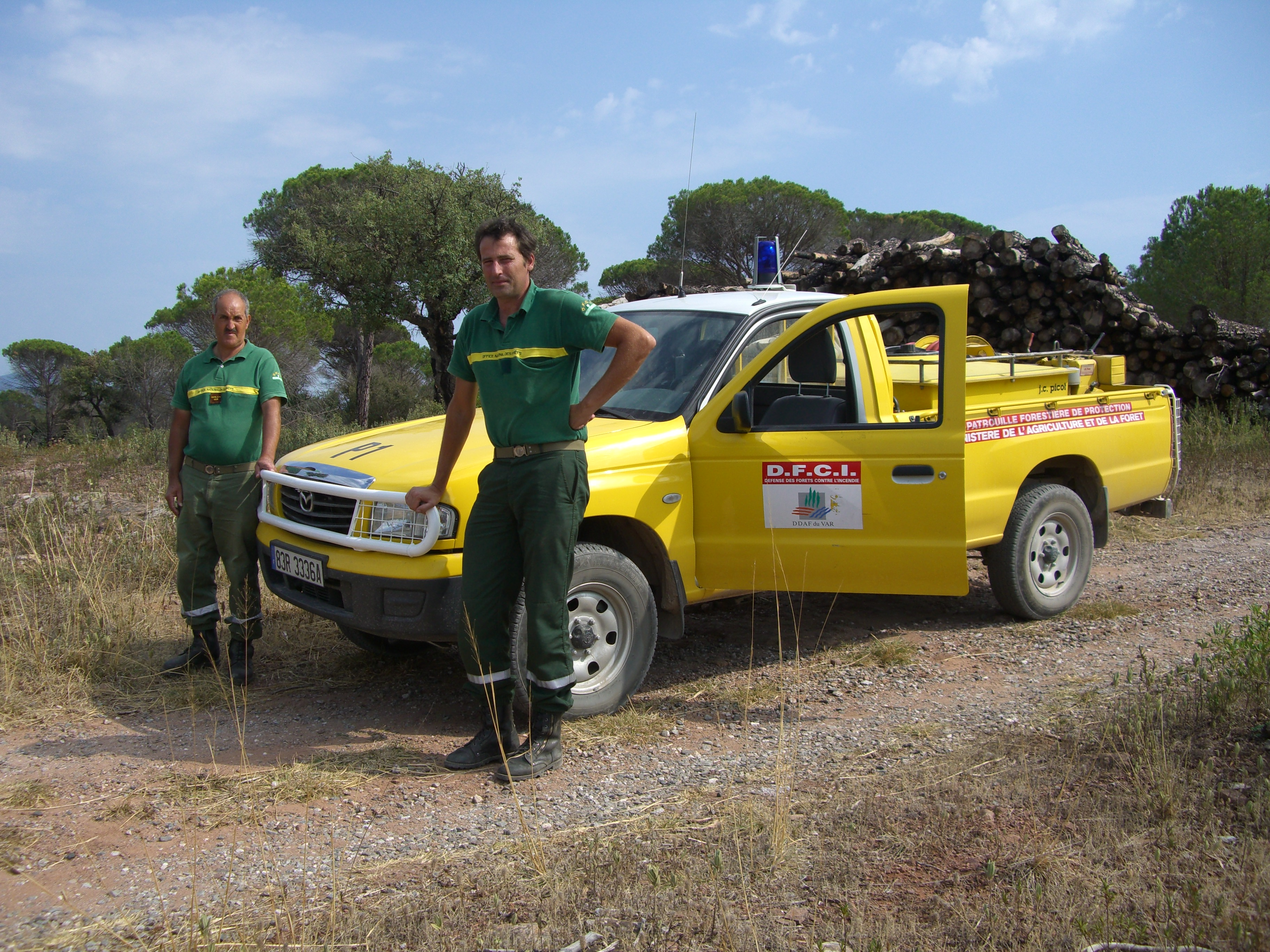
Patrouille forestière de protection OFRAN - APFM en Forêt Domaniale de la Colle du Rouet, 2006.
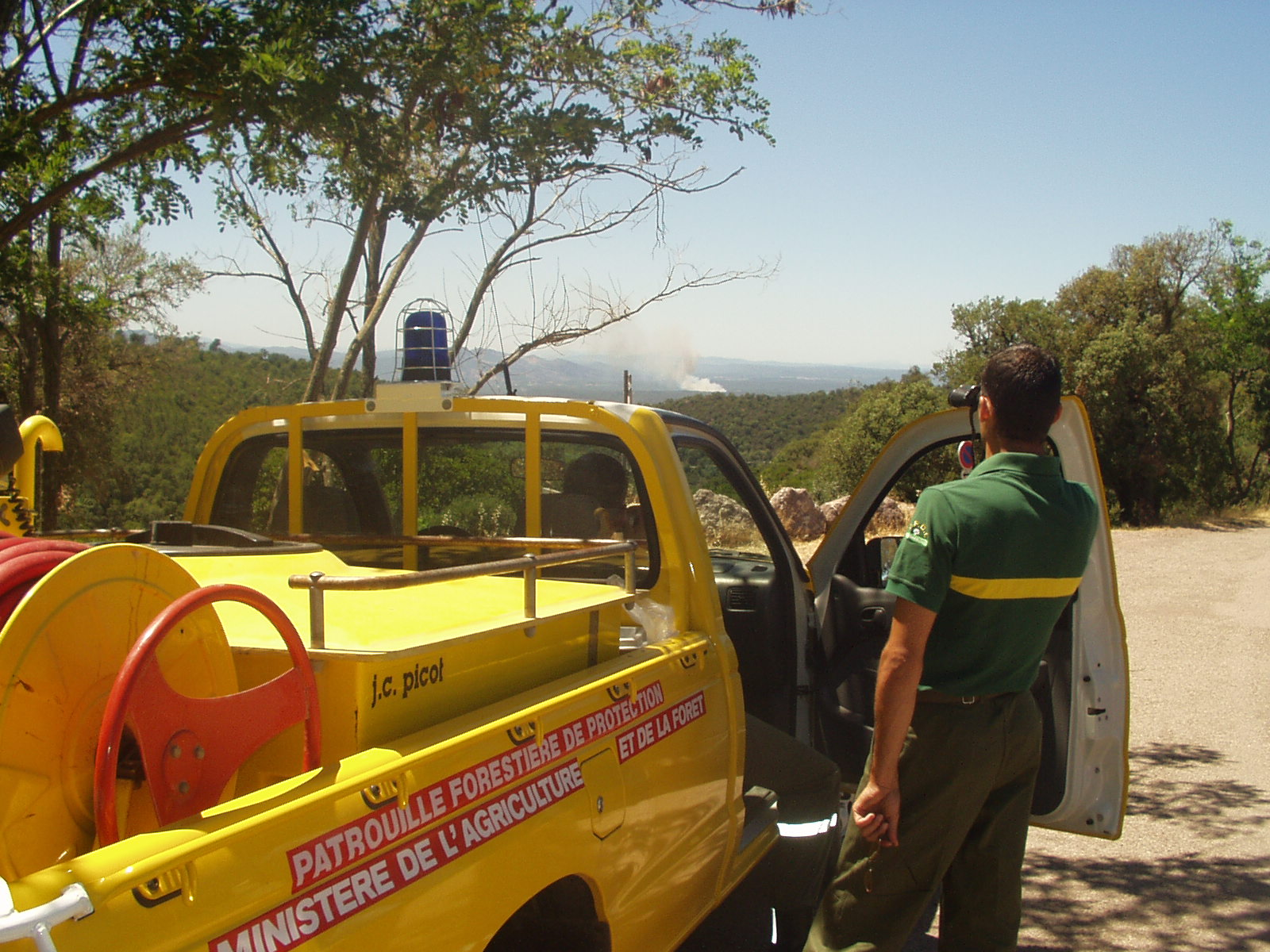
Détection d'un feu naissant par une Patrouille forestière de protection APFM en Forêt Domaniale de l'Estérel, 2005.

## Uniformes et équipements

### Service forestier de l'État

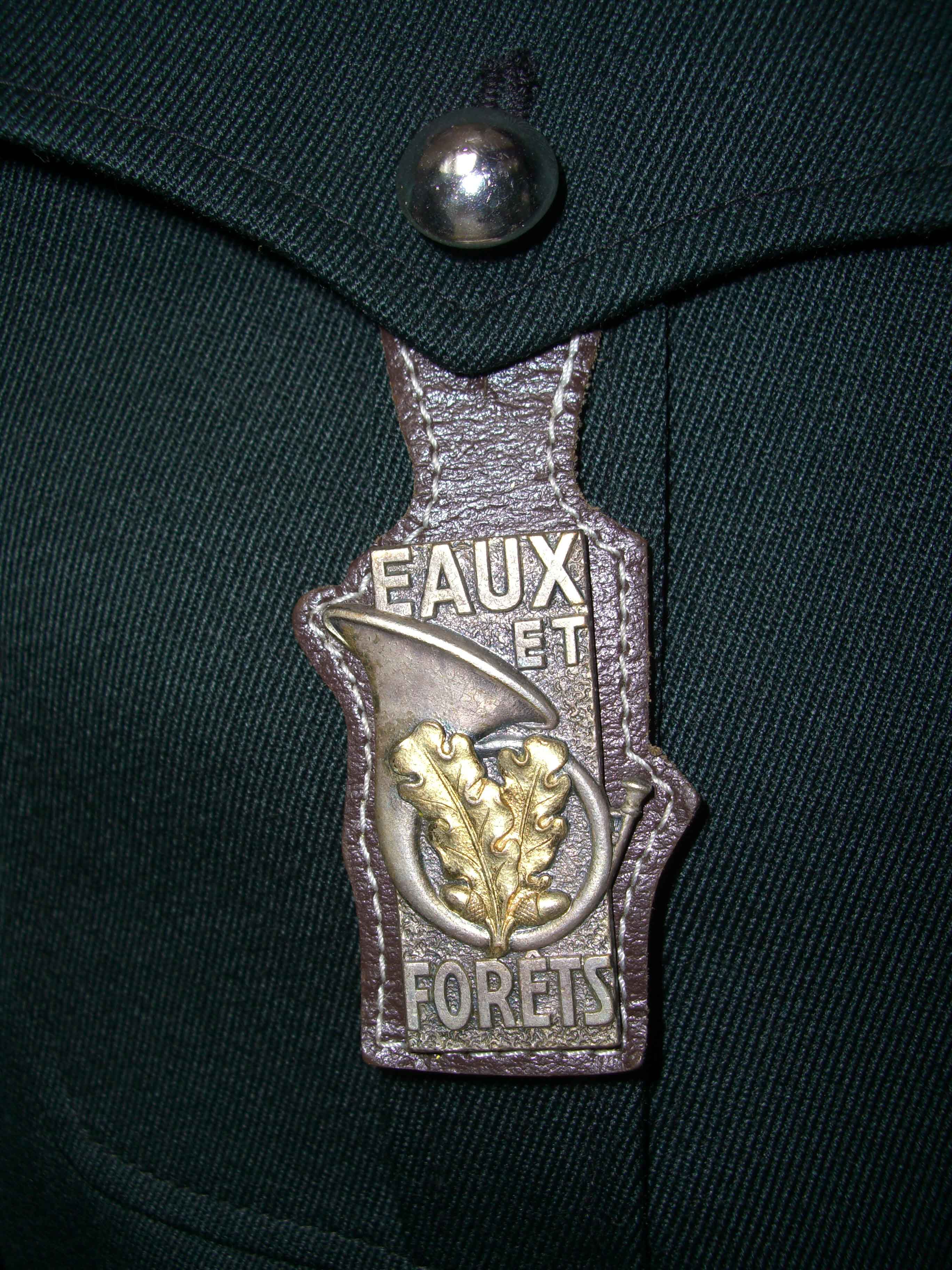
Insigne argenté sur patte de cuir de commissionnement au titre des Eaux et Forêts pour les Services forestiers de l'État en 1999.
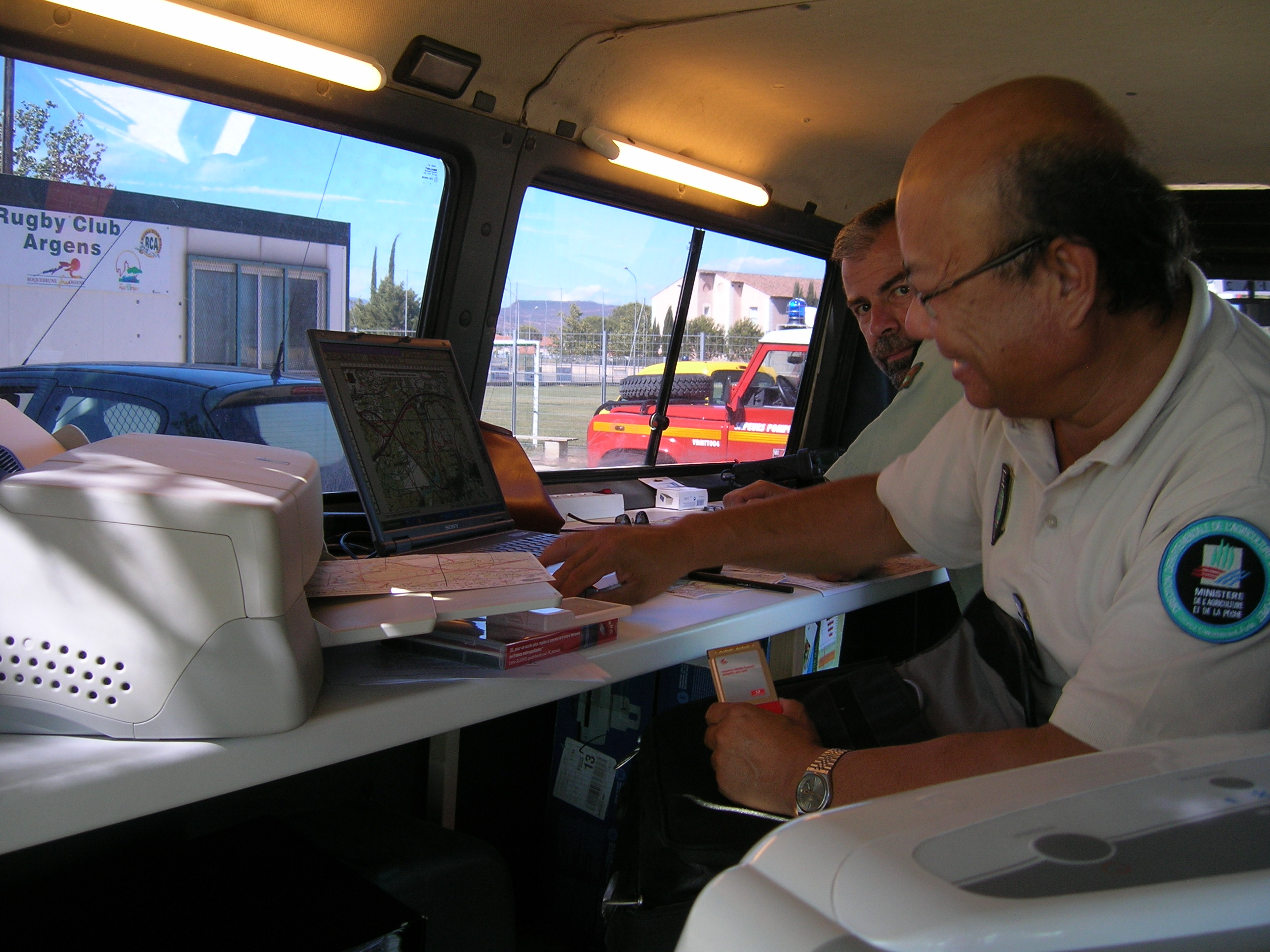
Cellule forestière d'appui à la cartographie sur incendie avec un ingénieur de l'agriculture et de l'environnement du service forestier de l'État et un technicien de l'ONF, incendie du Muy, 2006.
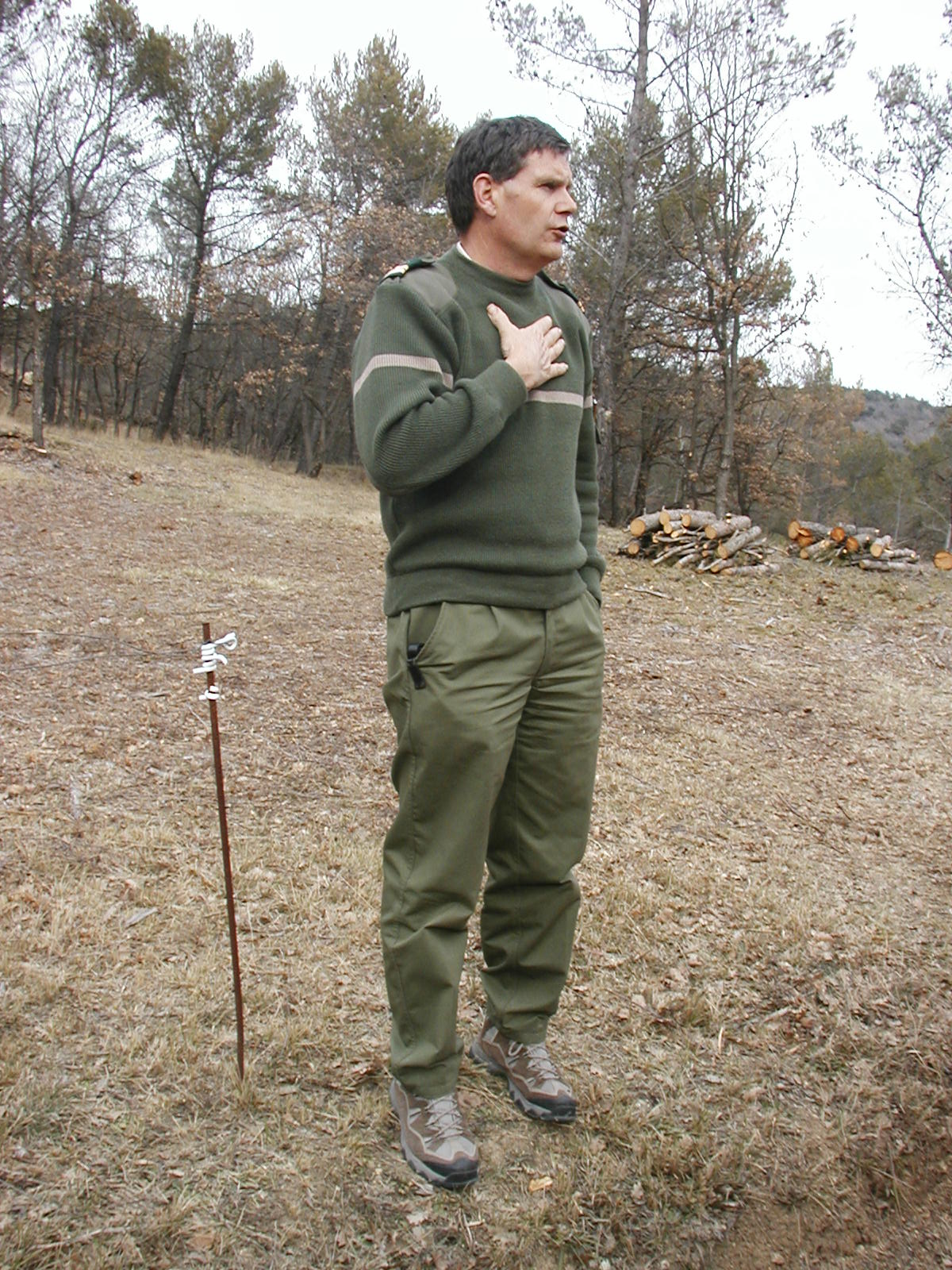
Technicien principal spécialiste travaux forestiers de la DDAF du Var en visite d'une coupure de combustible en 2006.
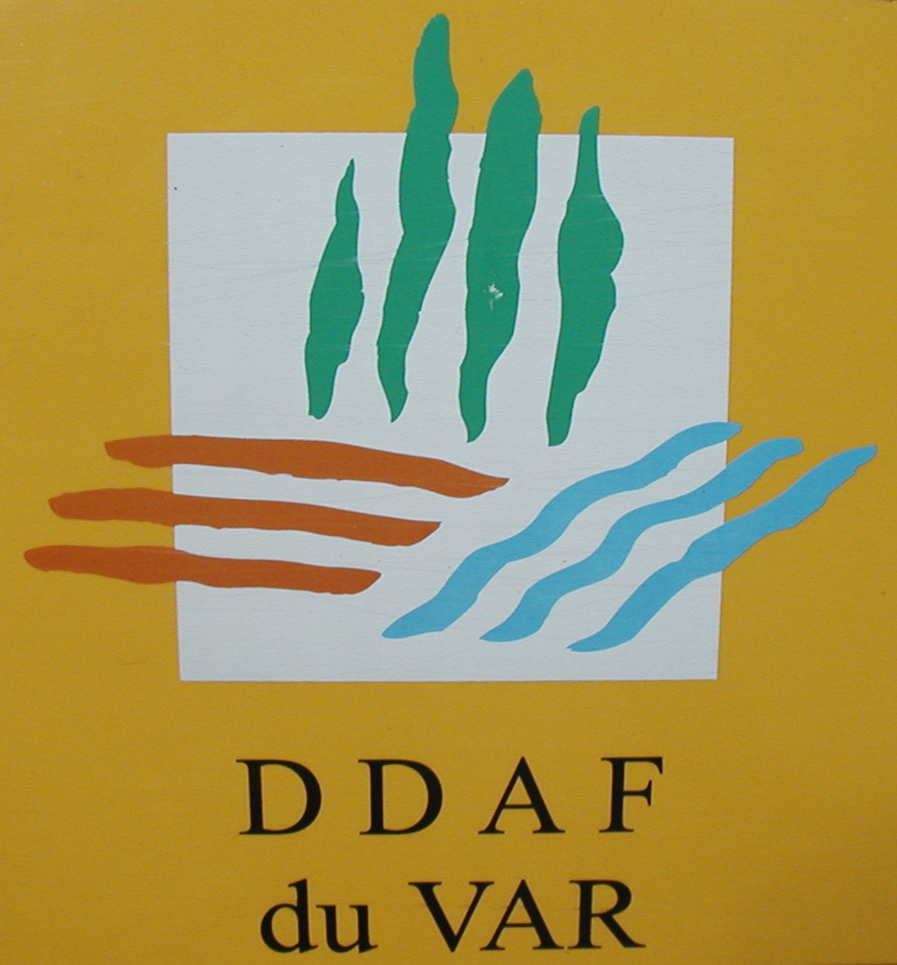
Logo de portière des véhicules DFCI de la DDAF du Var en 2006.
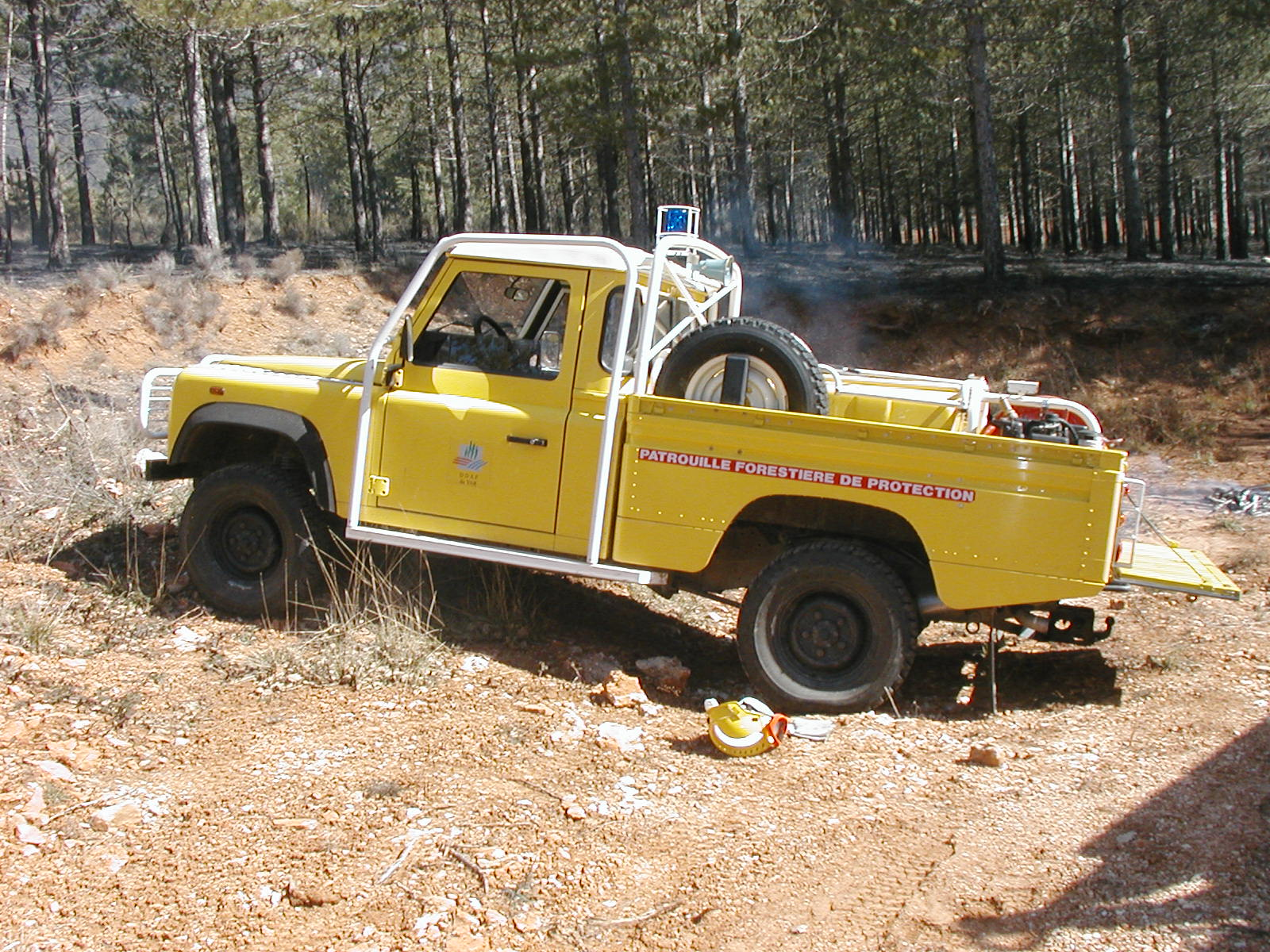
Camion-citerne feu de forêt léger six cents litres de patrouille de prévention Landrover de la DDAF du Var en 2006.
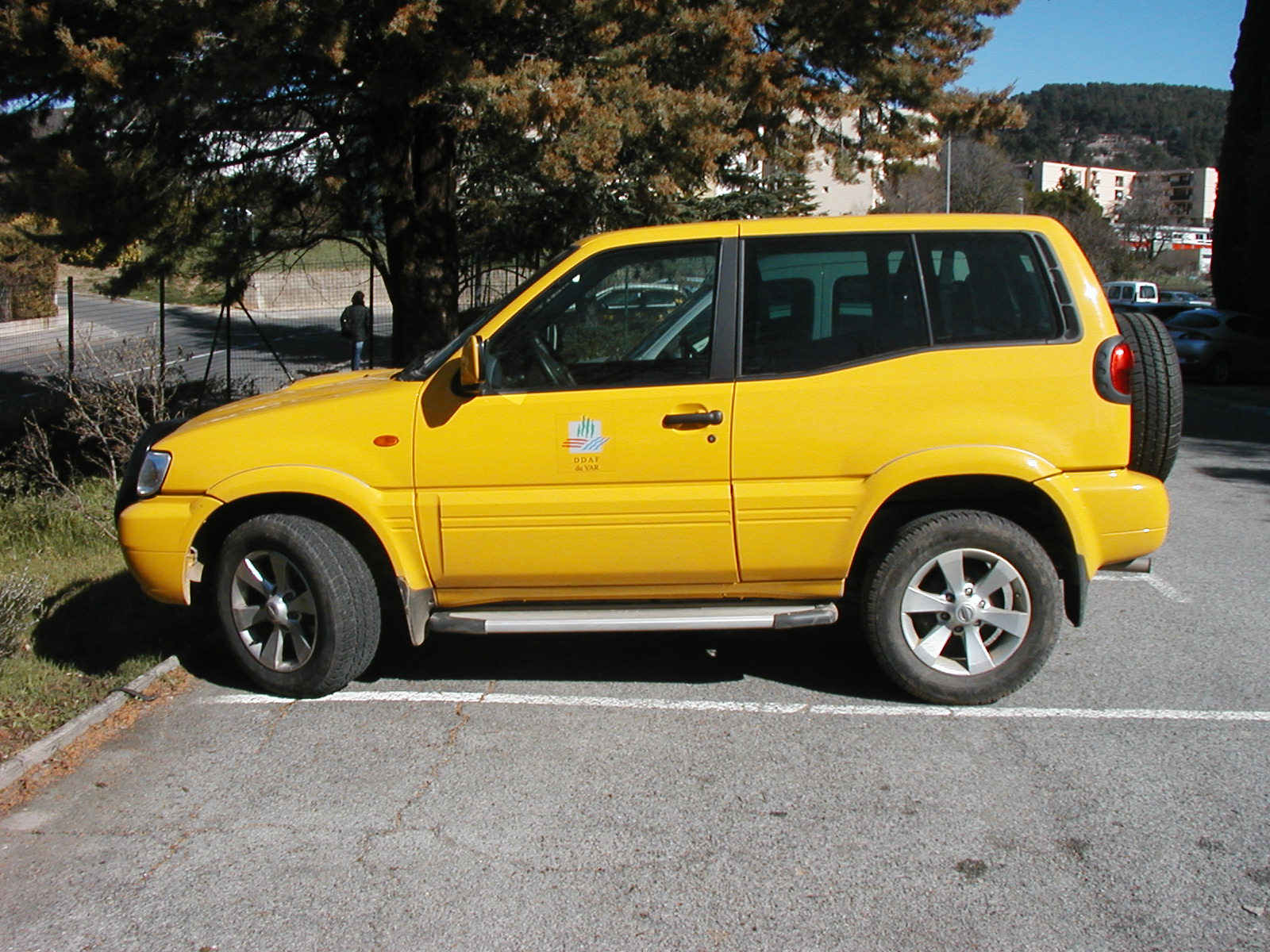
Véhicule 4x4 de liaison Nissan Terrano de la DDAF du Var en 2006.
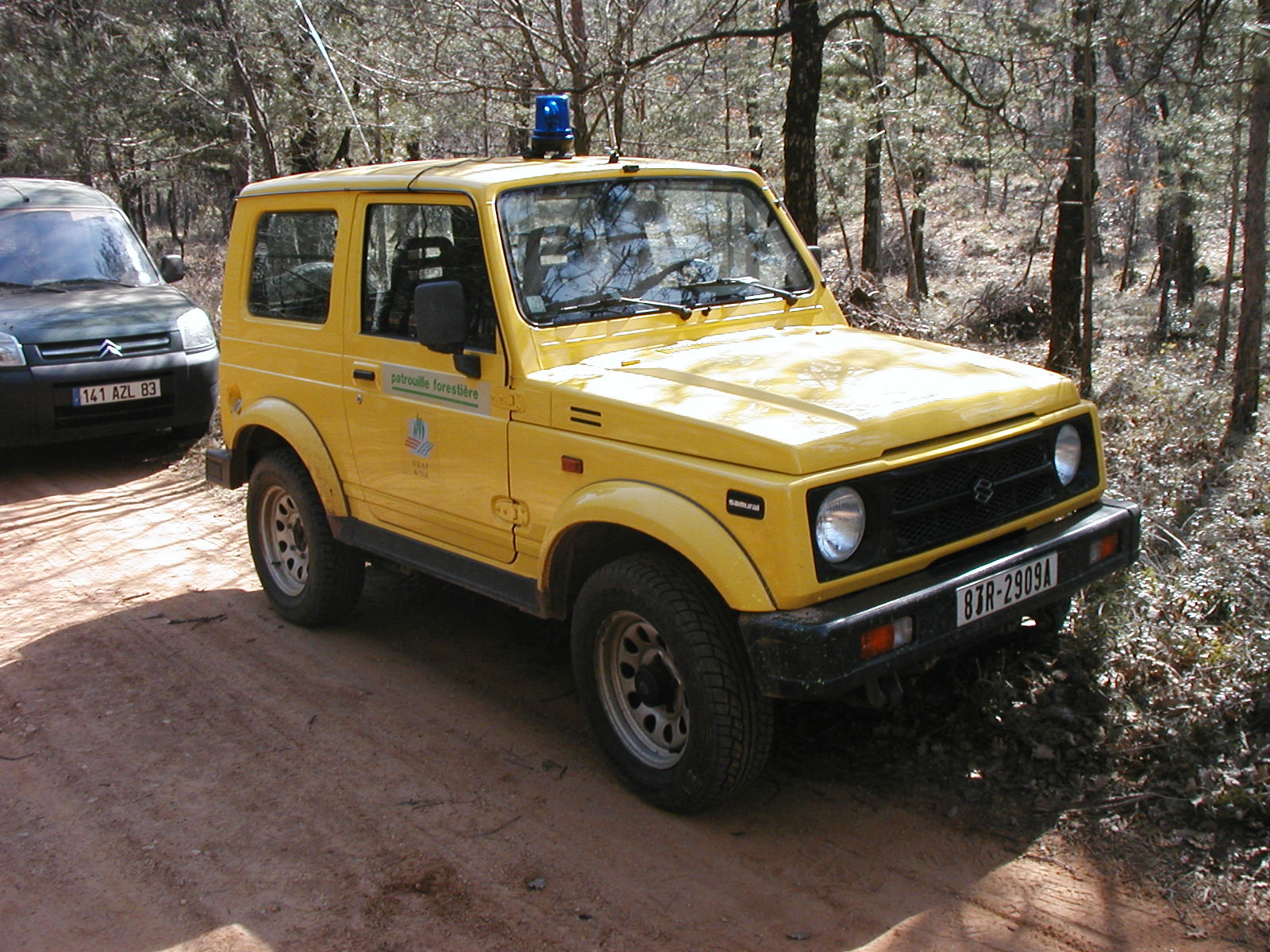
Véhicule 4x4 de liaison Suzuki Santana de la DDAF du Var en 2006.
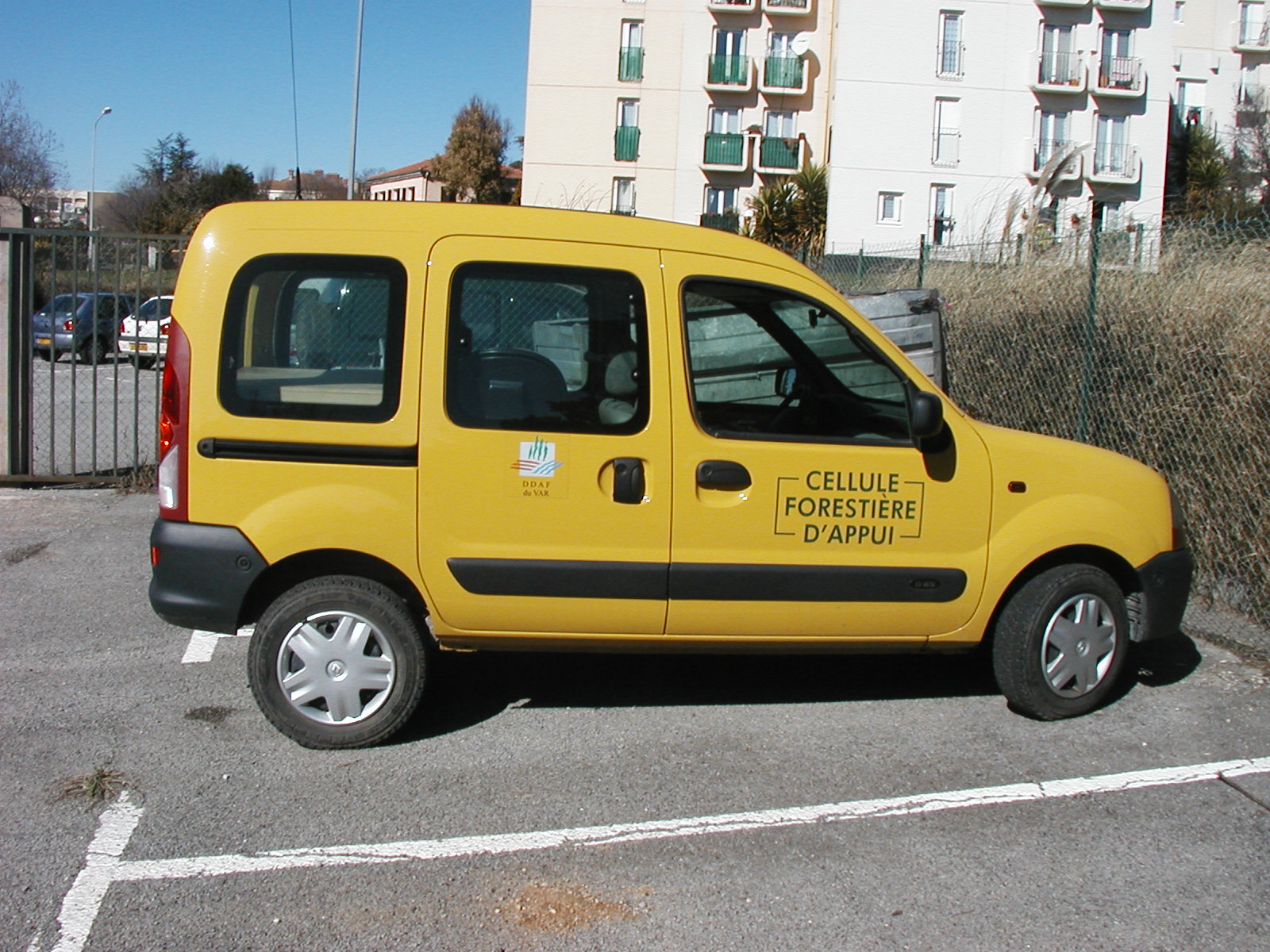
Véhicule de la cellule forestière d'appui à la carto sur incendie Renault Kangoo de la DDAF du Var en 2006.
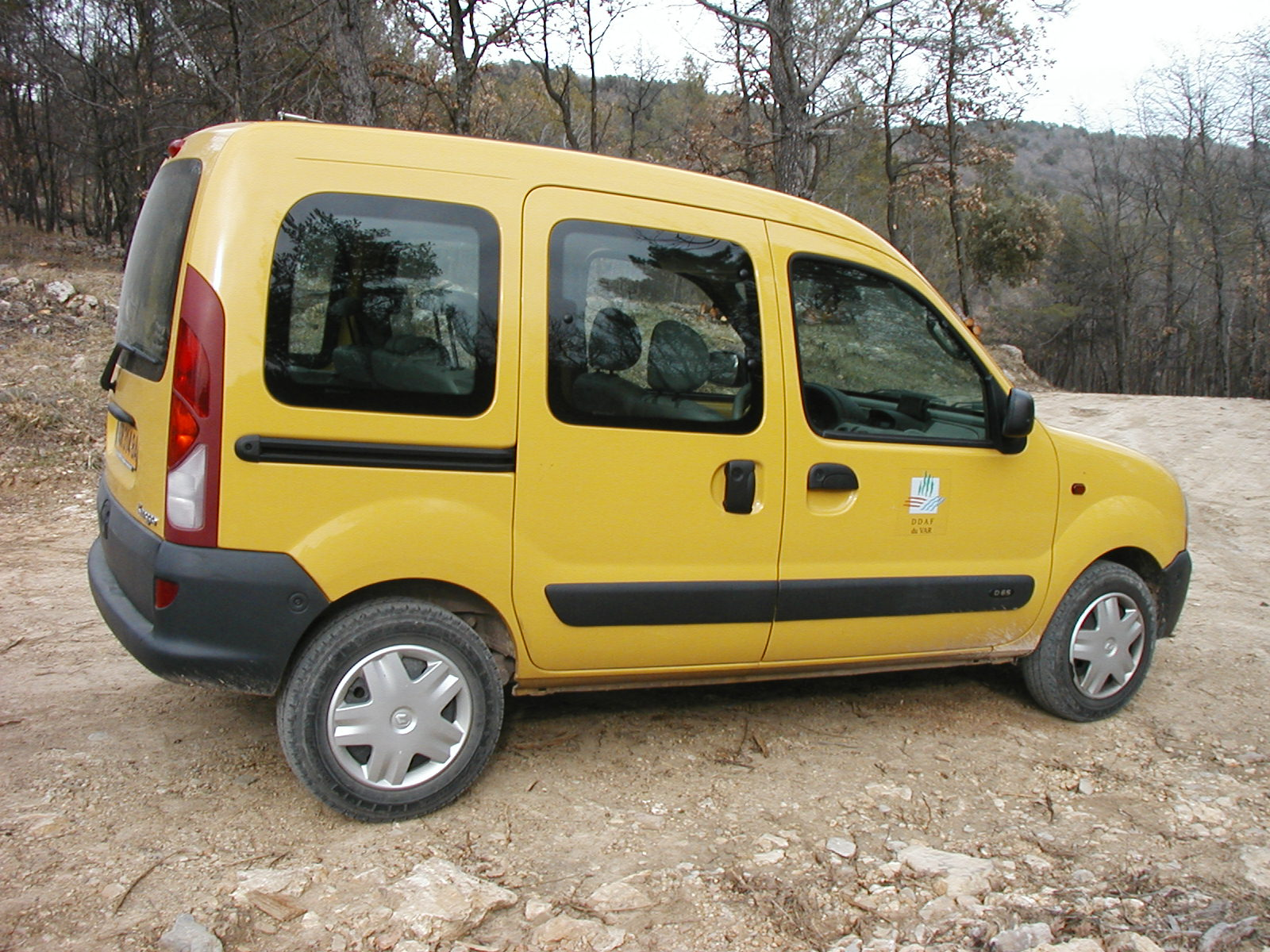
Véhicule de liaison Renault Kangoo de la DDAF du Var en 2006.
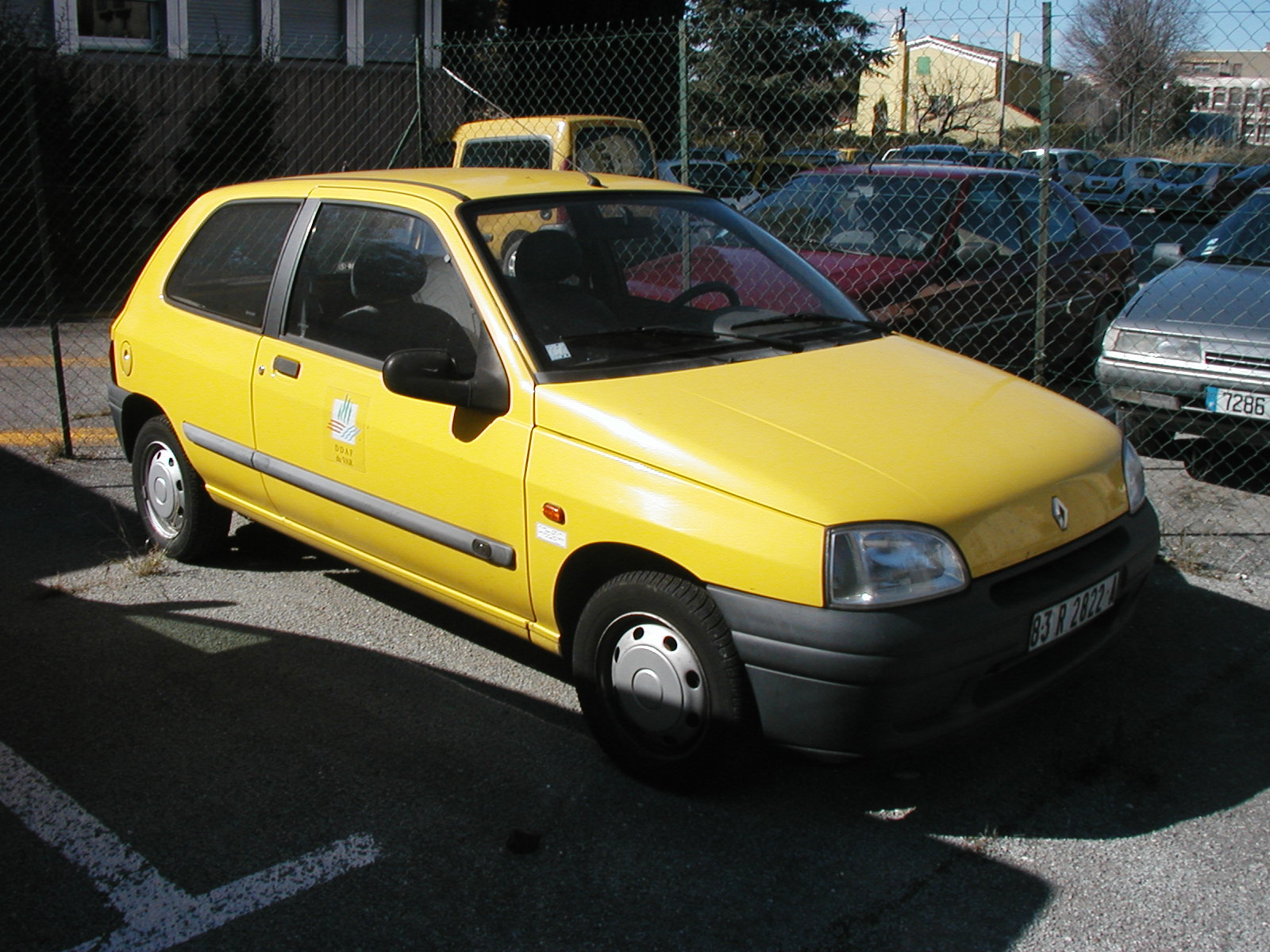
Véhicule de liaison Renault Clio de la DDAF du Var en 2006.
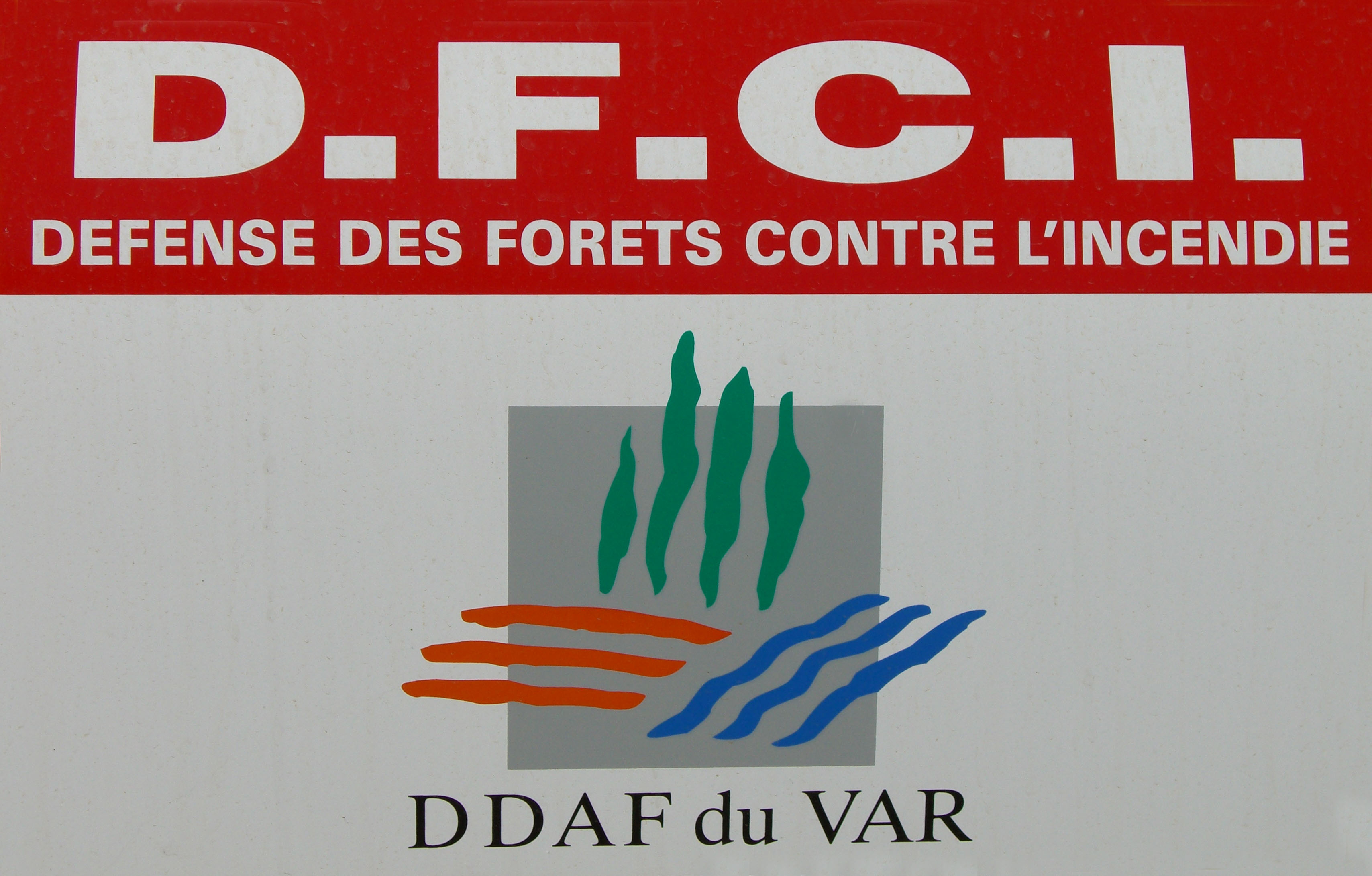
Logo de portière des véhicules DFCI État de la DDAF du Var en 2006.
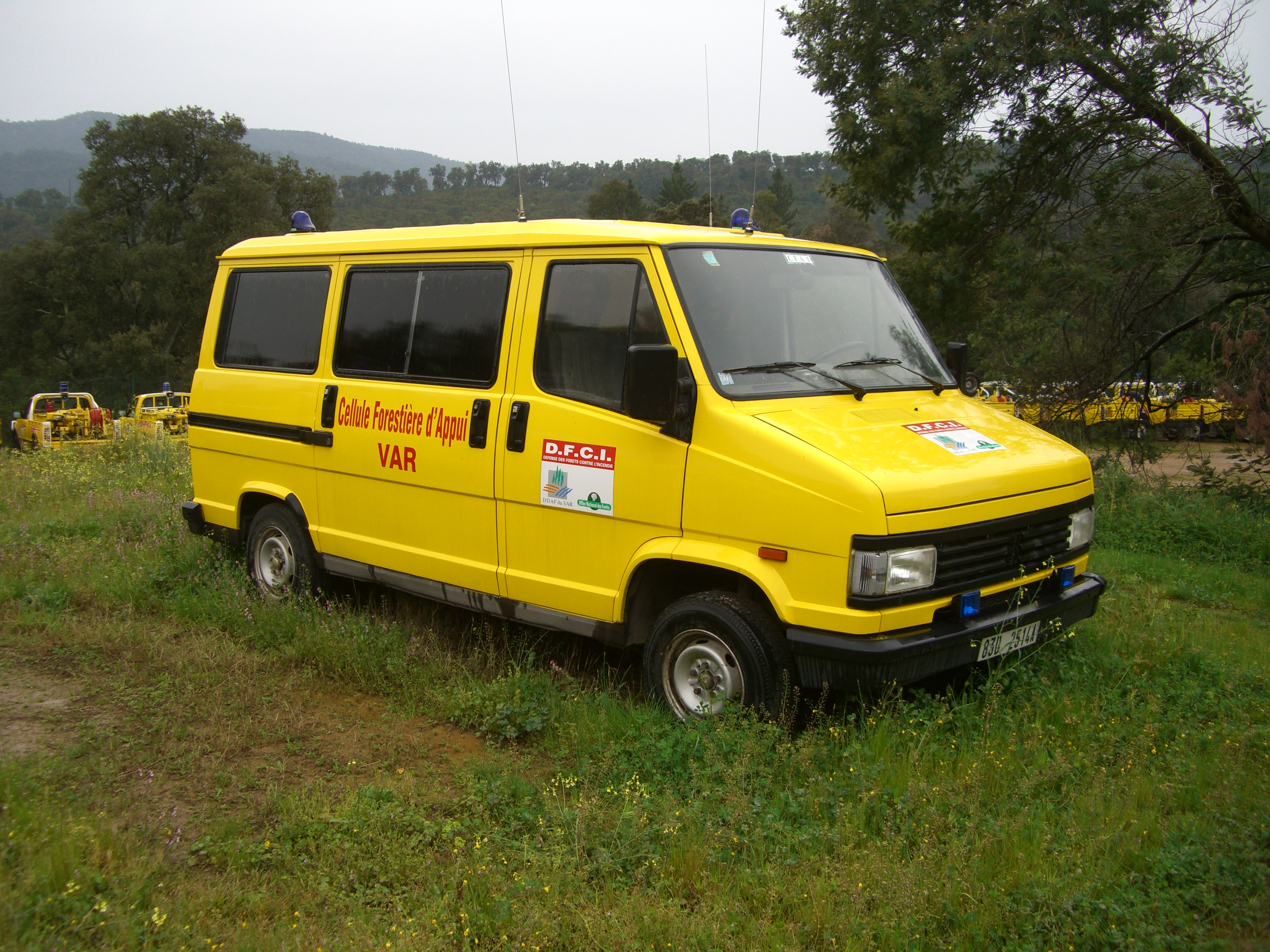
Cellule forestière d'appui à la cartographie sur incendie, service forestier de l'État / ONF, 2007.
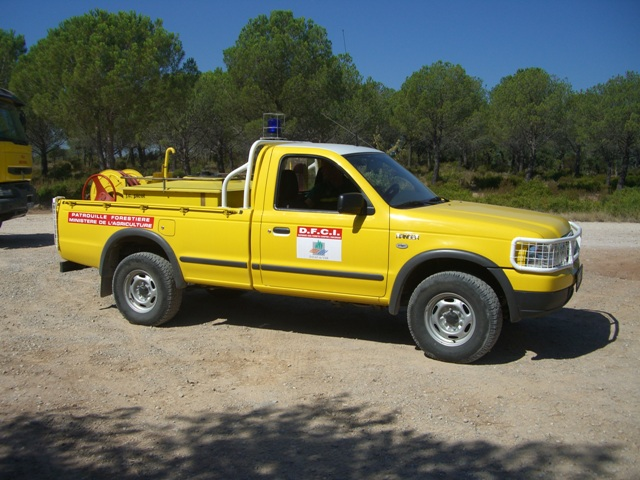
Camion-citerne feu de forêt léger six cents litres de patrouille de prévention État Ford Ranger de la DDAF du Var en 2007.
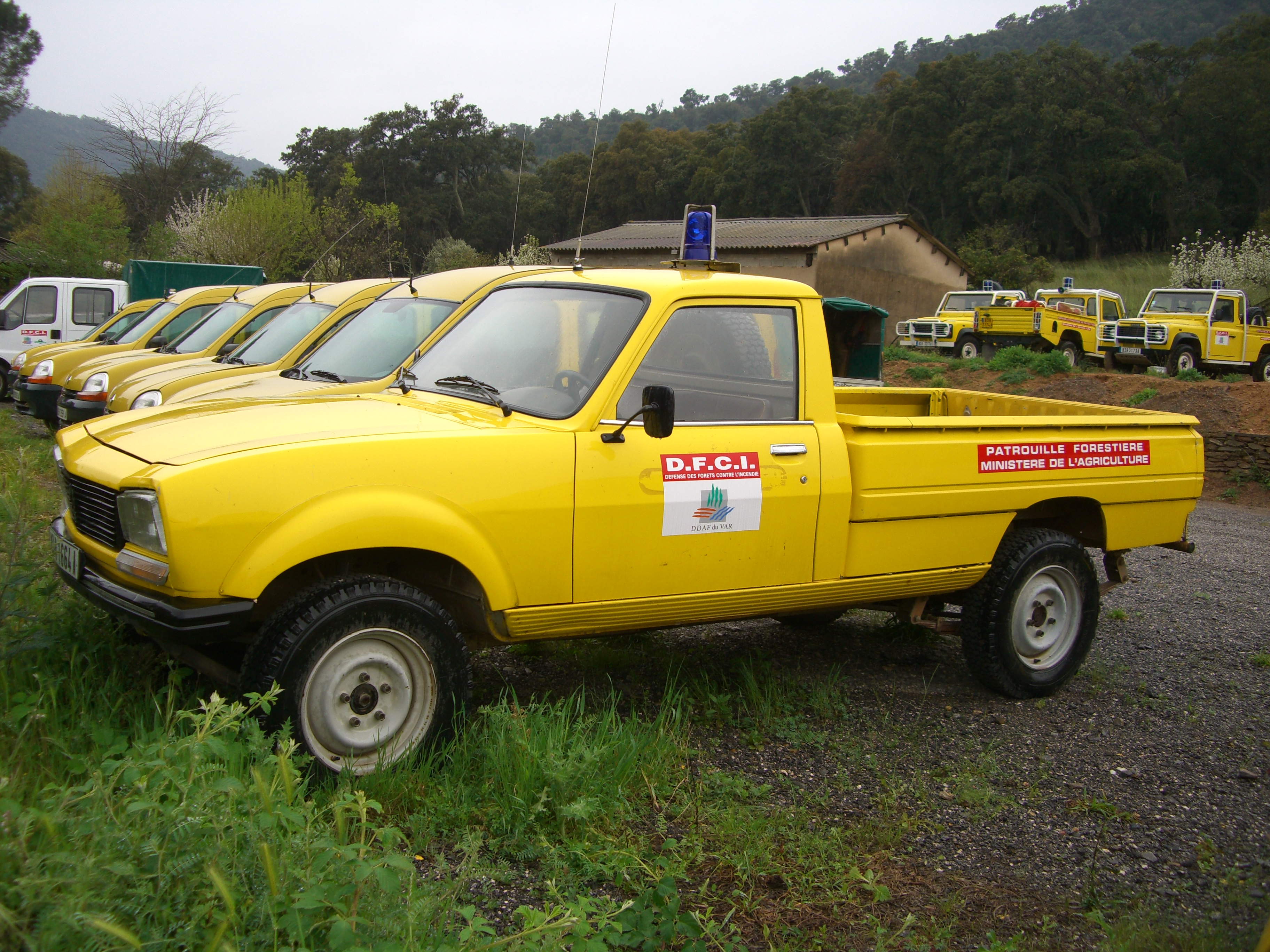
Camion-citerne feu de forêt léger six cents litres de patrouille de prévention État Peugeot Dangel de la DDAF du Var en 2007.
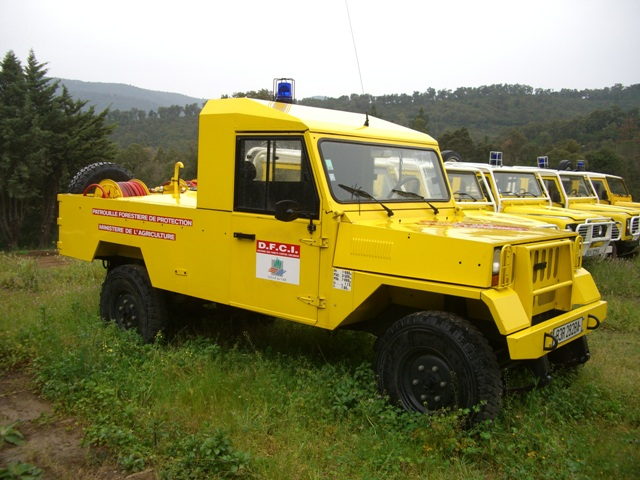
Camion-citerne feu de forêt léger six cents litres de patrouille de prévention État Sovamag de la DDAF du Var en 2007.
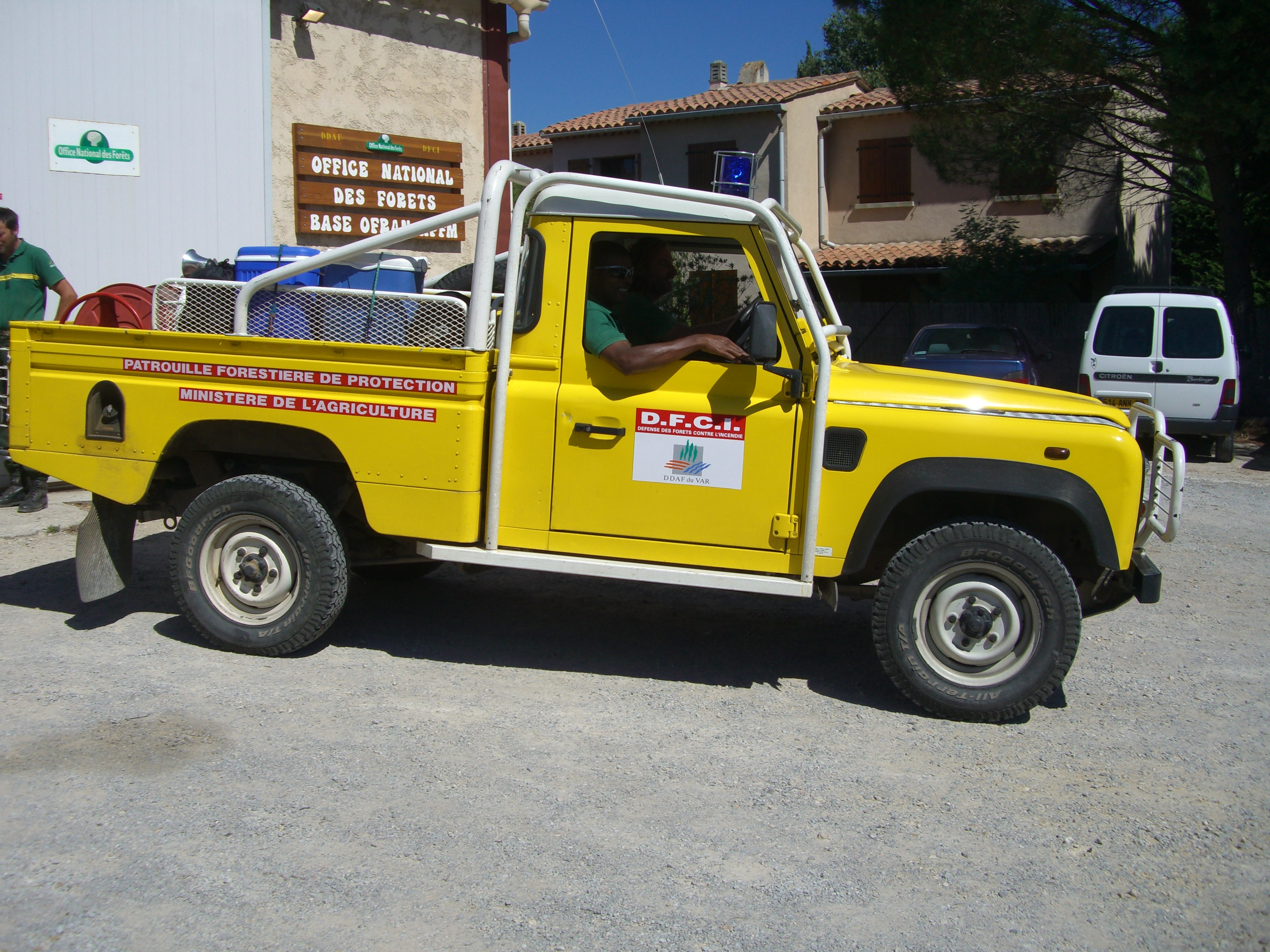
Camion-citerne feu de forêt léger six cents litres de patrouille de prévention État Landrover Defender de la DDAF du Var en 2007.
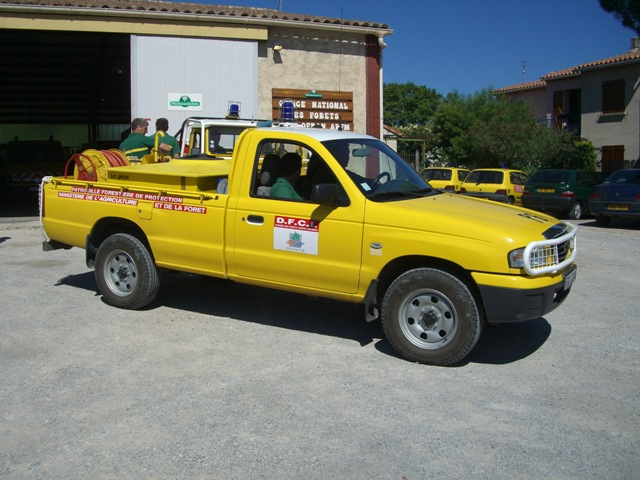
Camion-citerne feu de forêt léger six cents litres de patrouille de prévention État Mazda de la DDAF du Var en 2007.
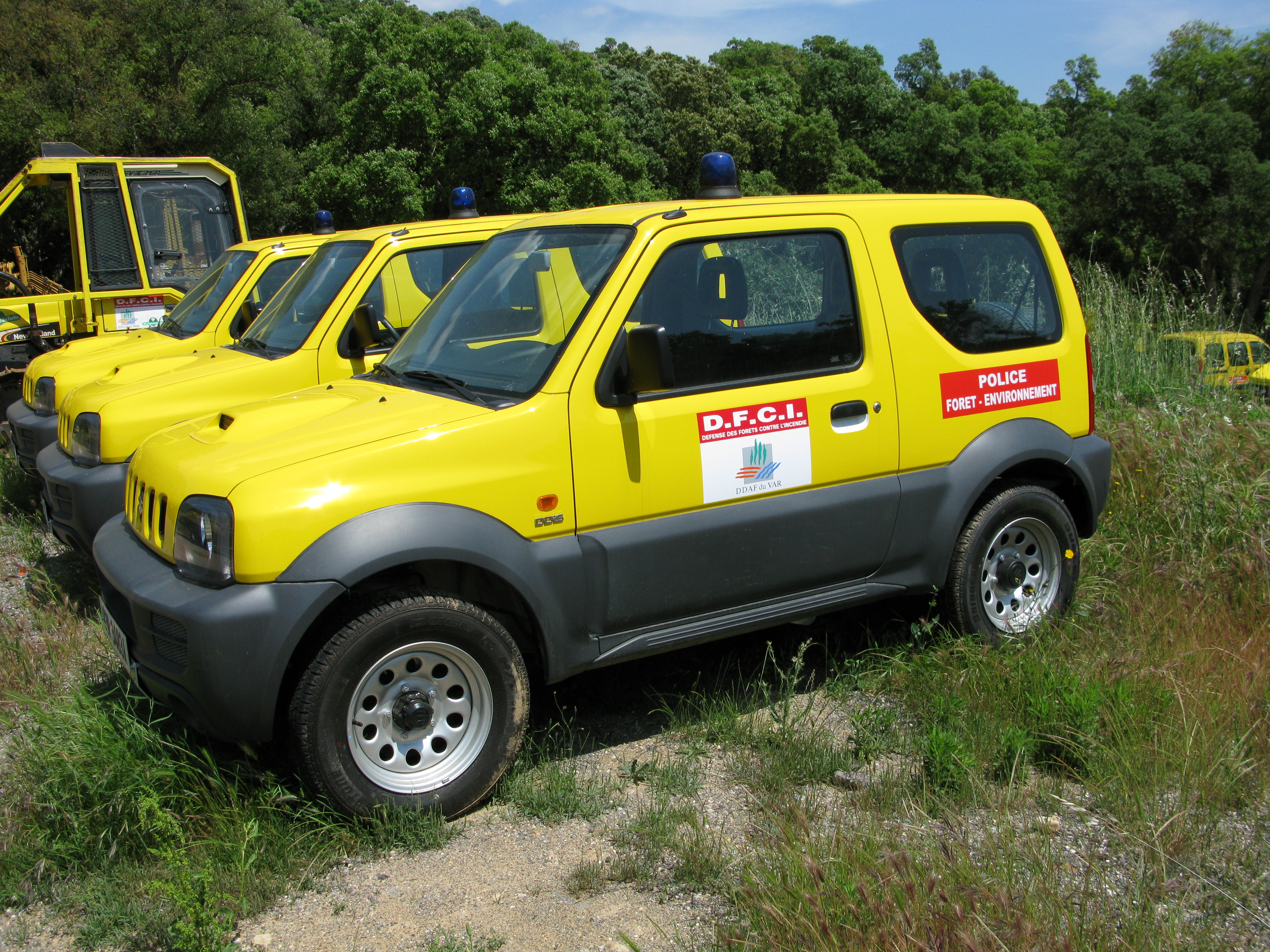
Véhicule 4x4 de patrouille de prévention État Suzuki Santana de la DDAF du Var en 2008.
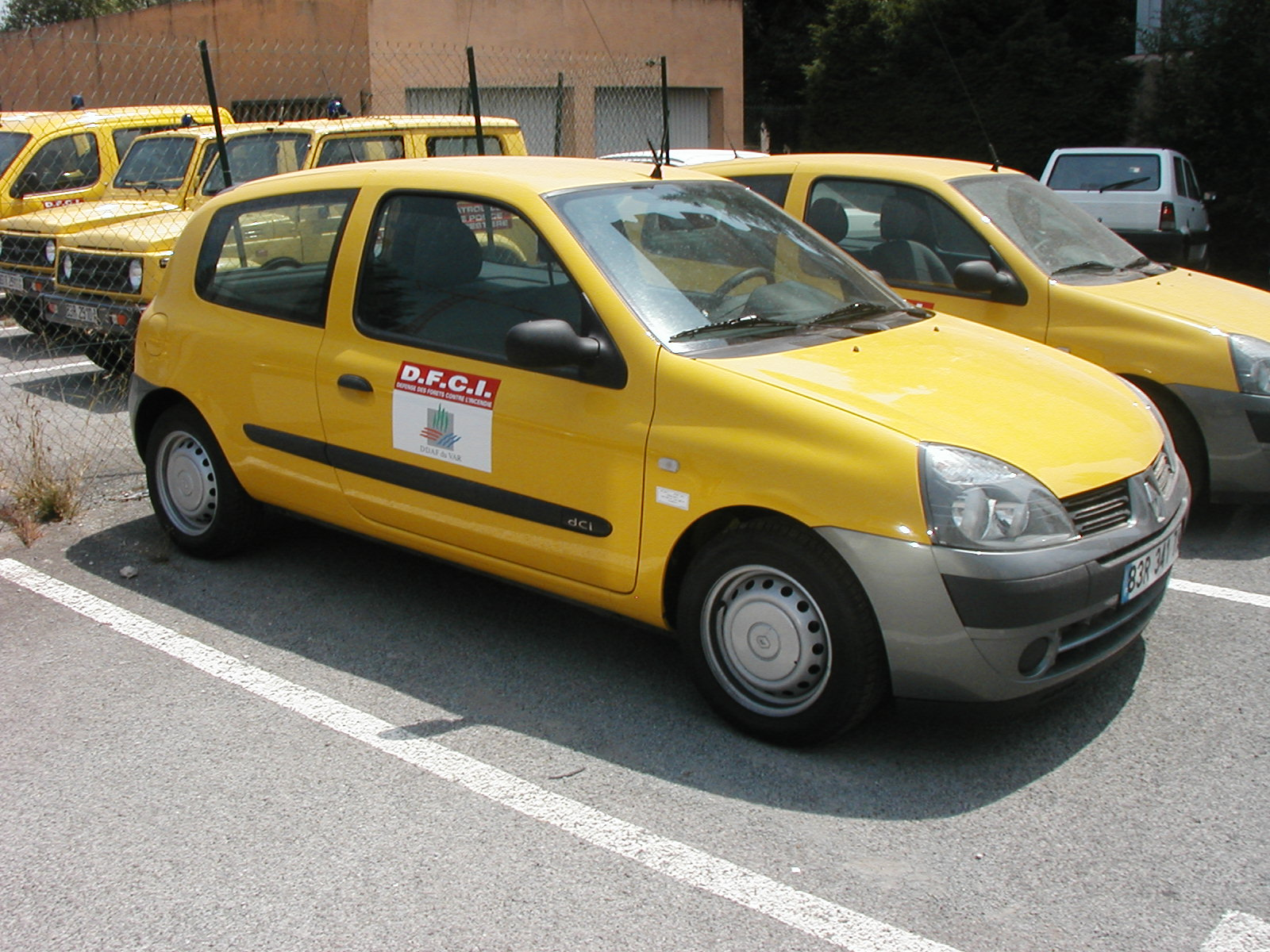
Véhicule de patrouille de prévention État Renault Clio de la DDAF du Var en 2008.
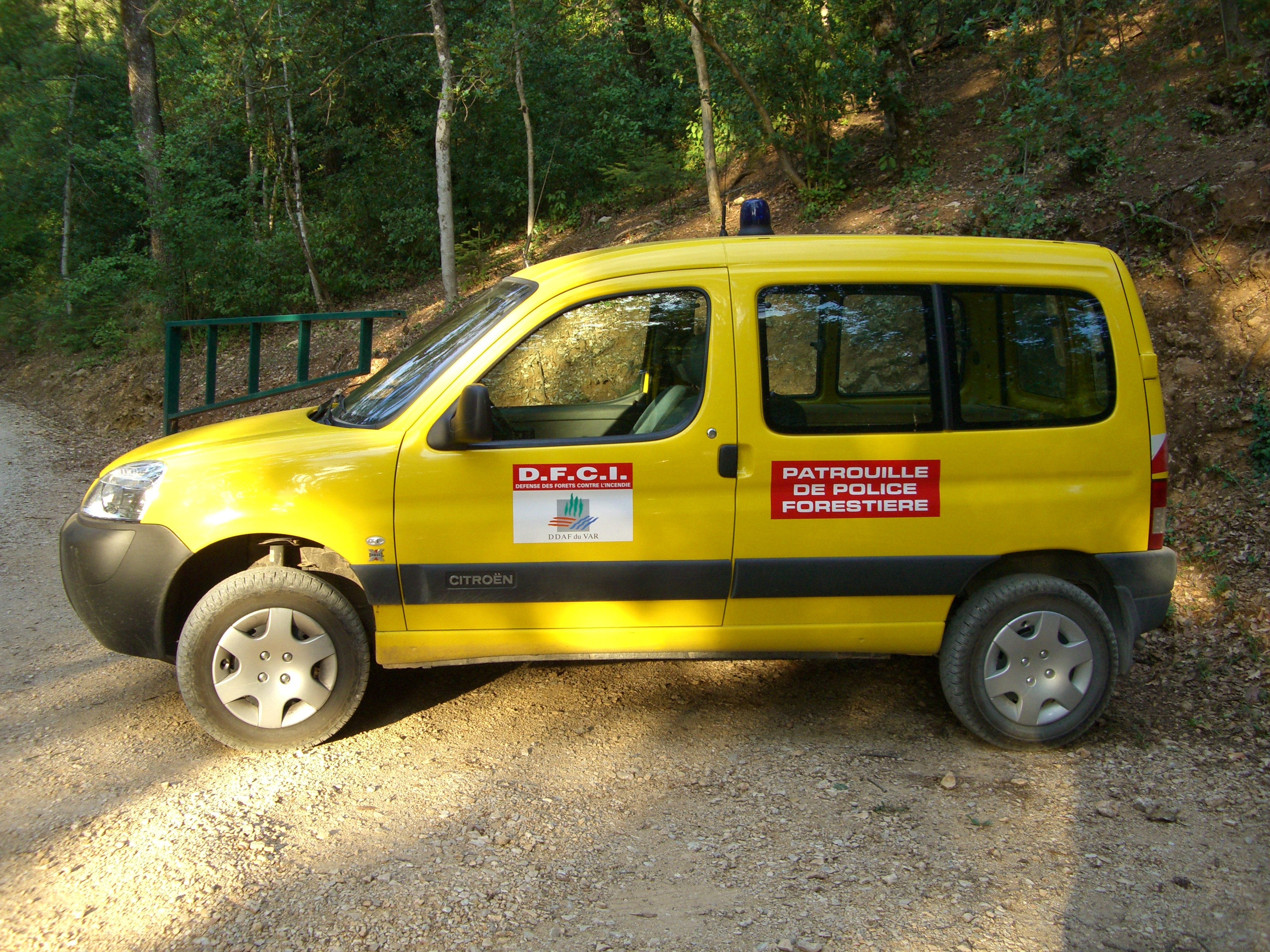
Véhicule de patrouille de prévention État Citroën Berlingo de la DDAF du Var en 2006.
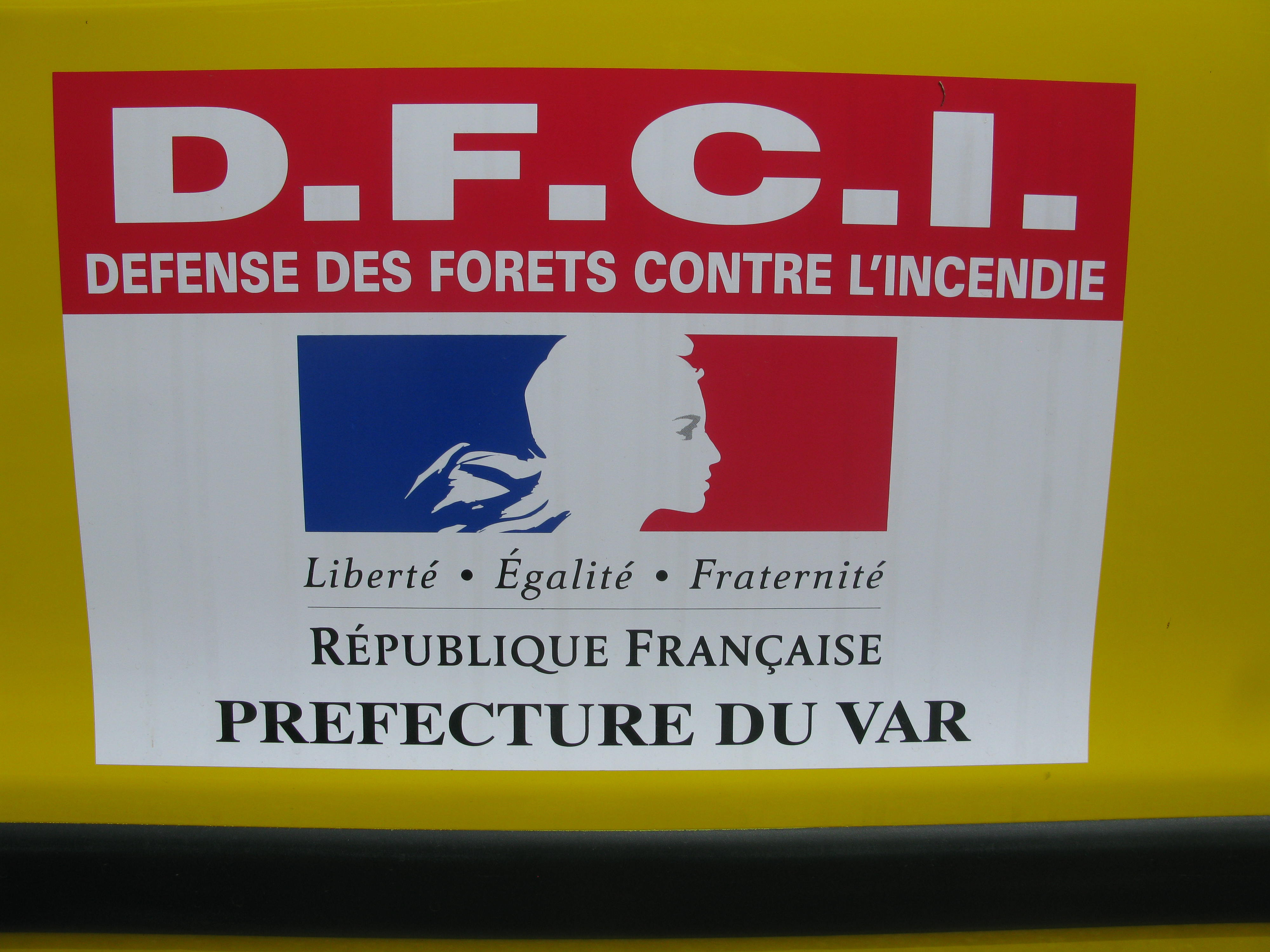
Logo de portière des véhicules DFCI État de la DDTM du Var en 2011.
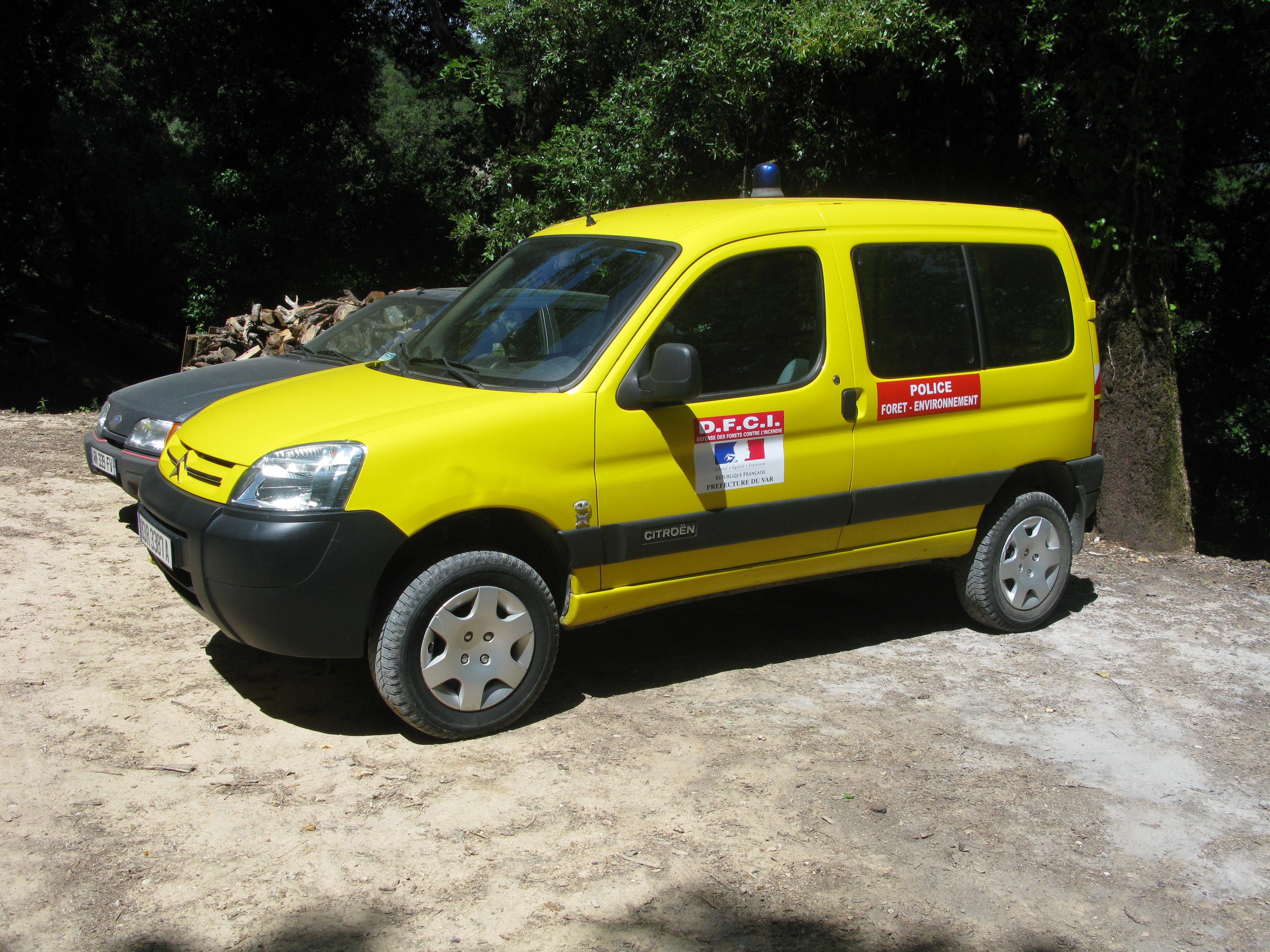
Véhicule 4x4 de patrouille de prévention État Citroën Berlingo de la DDTM du Var en 2011.
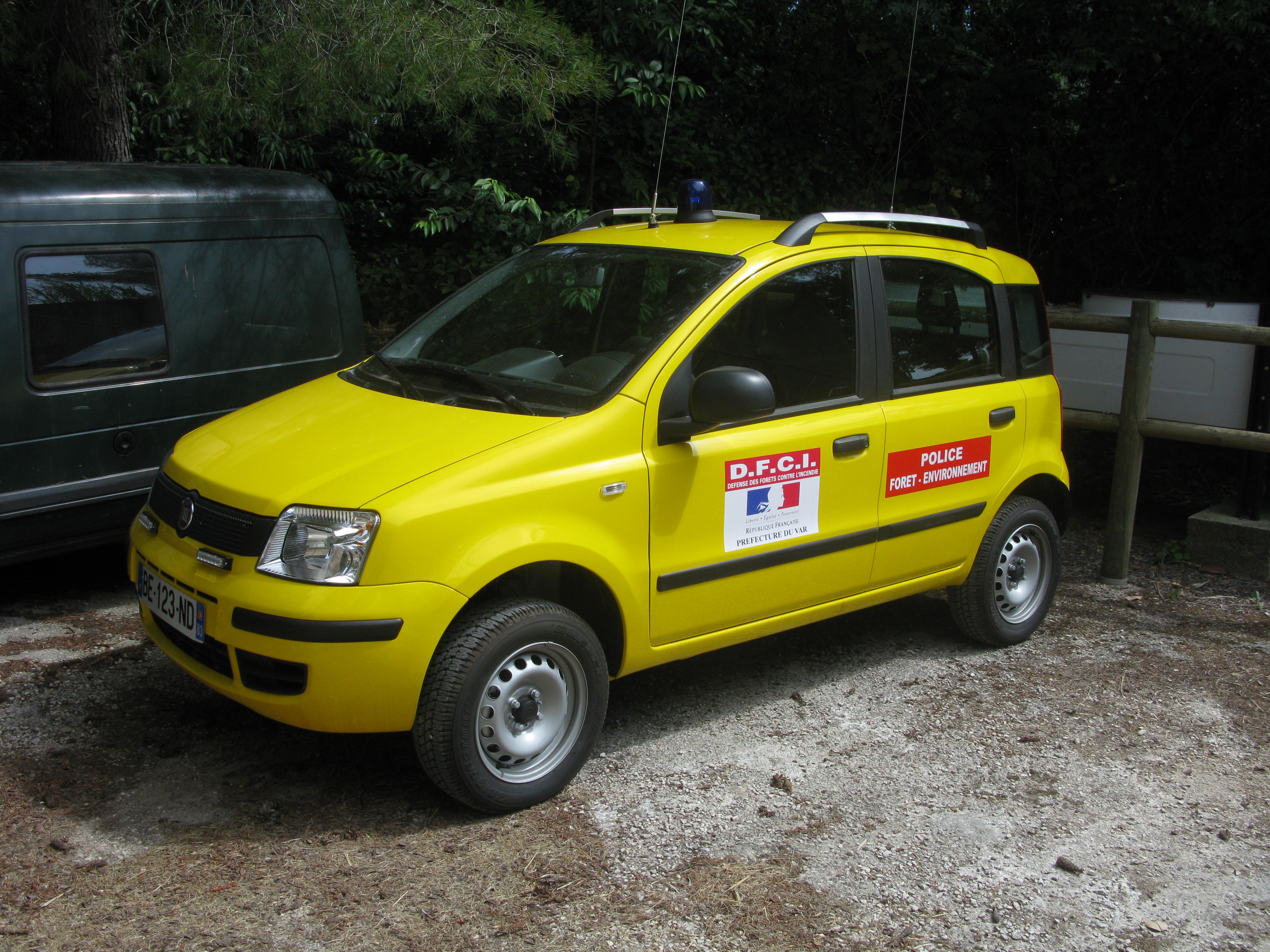
Véhicule 4x4 de patrouille de prévention État Fiat Panda de la DDTM du Var en 2011.

### ONF DFCI

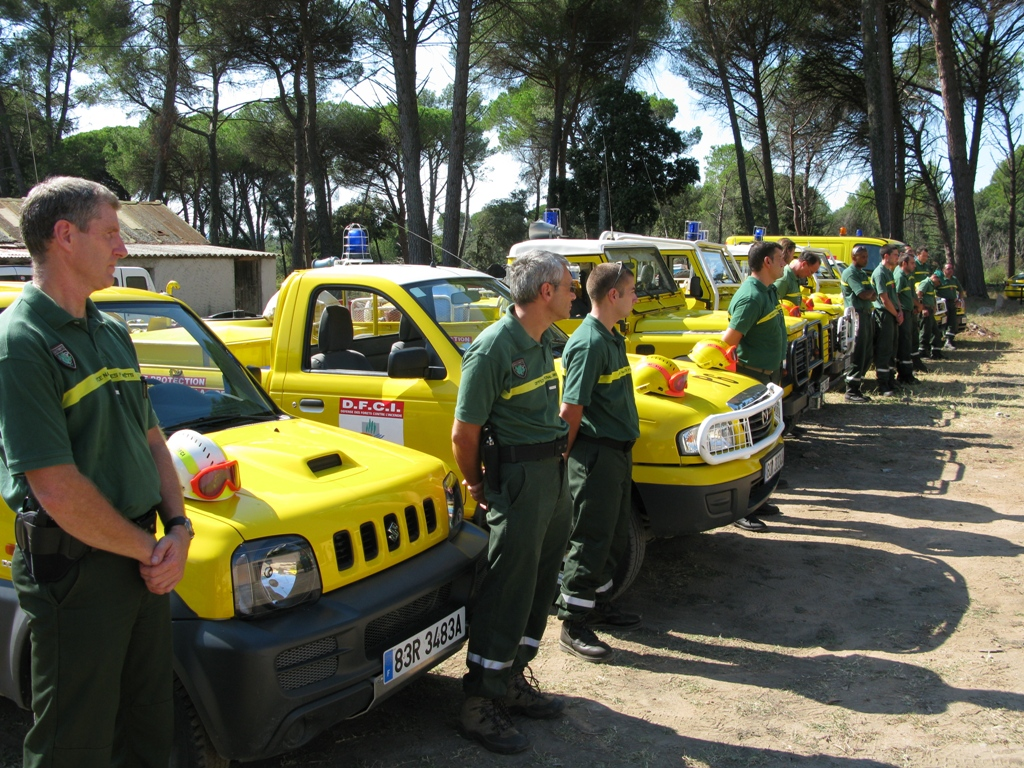
Sous-officiers et Auxiliaires de Protection de la Forêt Méditerranéenne (APFM) de l'Office national des forêts en tenue DFCI prêts au départ des patrouilles en été devant la base DFCI de la Colle du Rouet (Var).
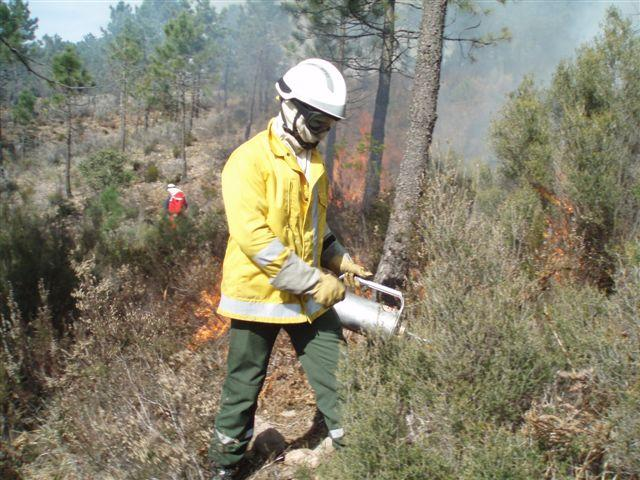
Brûlage dirigé en forêt domaniale de l'Estérel conduit par les personnels APFM de l'Office national de forêts en 2010.
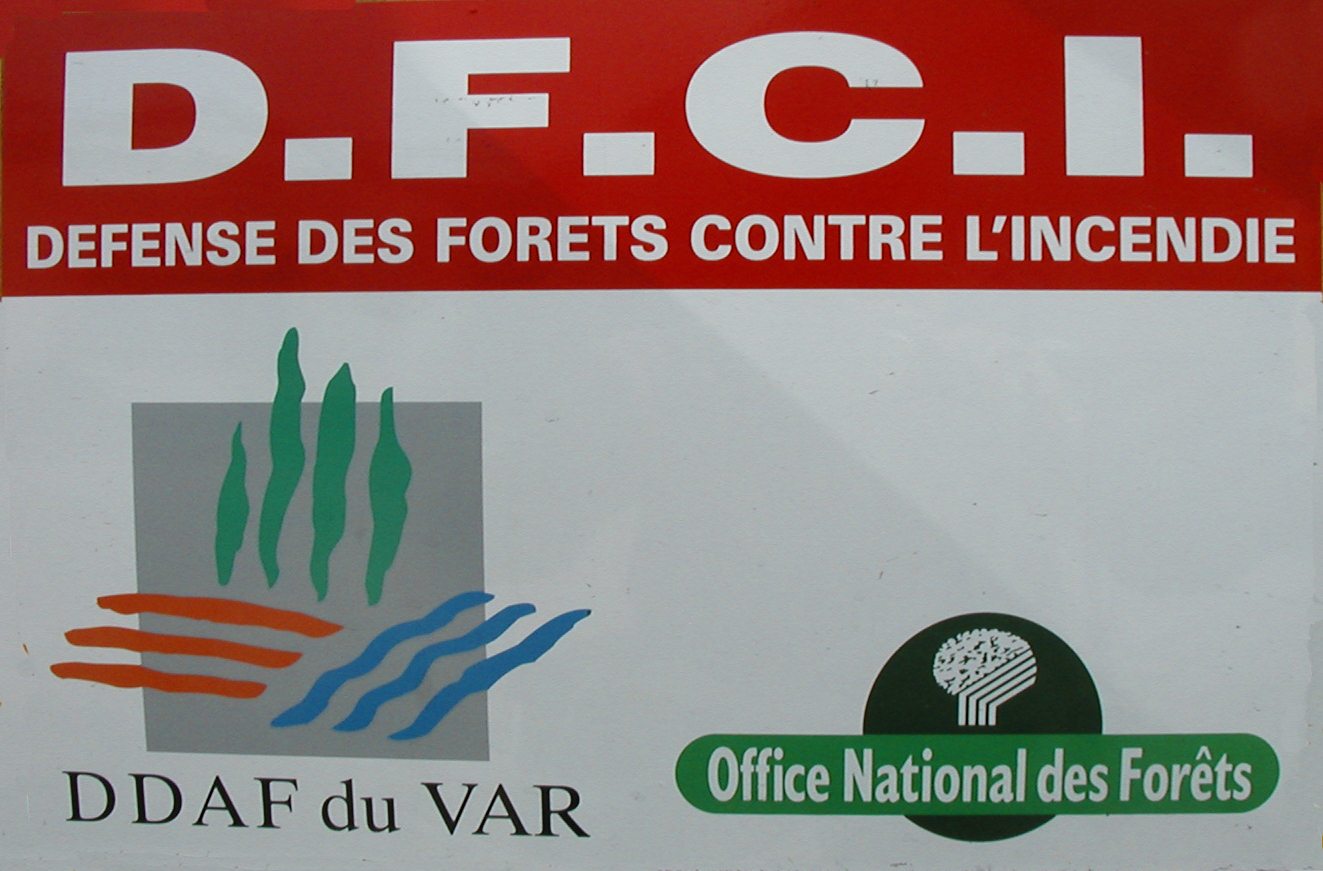
Logo de portière des véhicules DFCI de l'État (DDAF) affectés à l'ONF jusqu'en 2009.
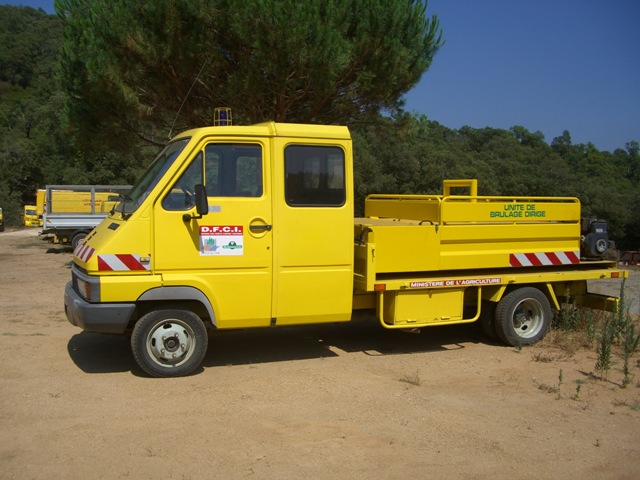
Camion-citerne feu de forêt 1000 l. Renault Master B40 de la cellule de brûlages dirigés des APFM du Var en 2007.
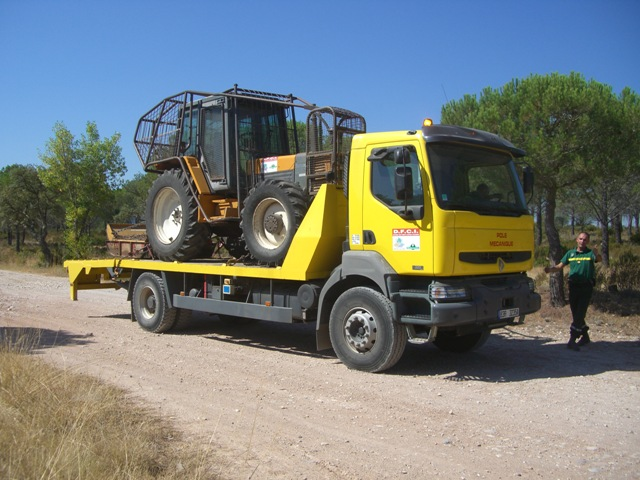
Porte-char Renault et tracteur de l'État (DDAF) affectés à l'ONF du Var en 2007.
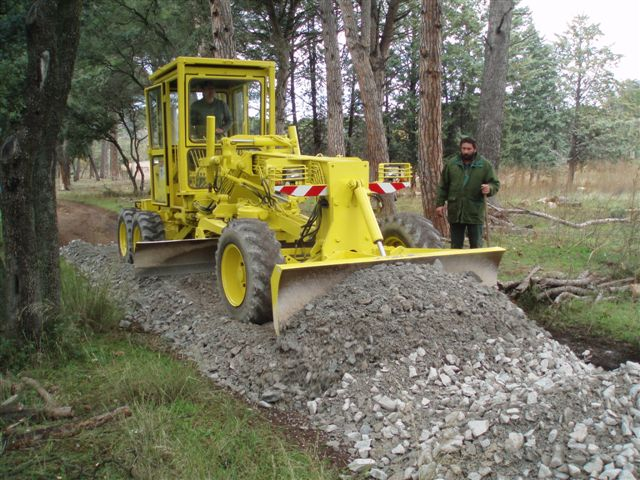
Niveleuse de l'État (DDAF) affectée à l'ONF du var en 2008.
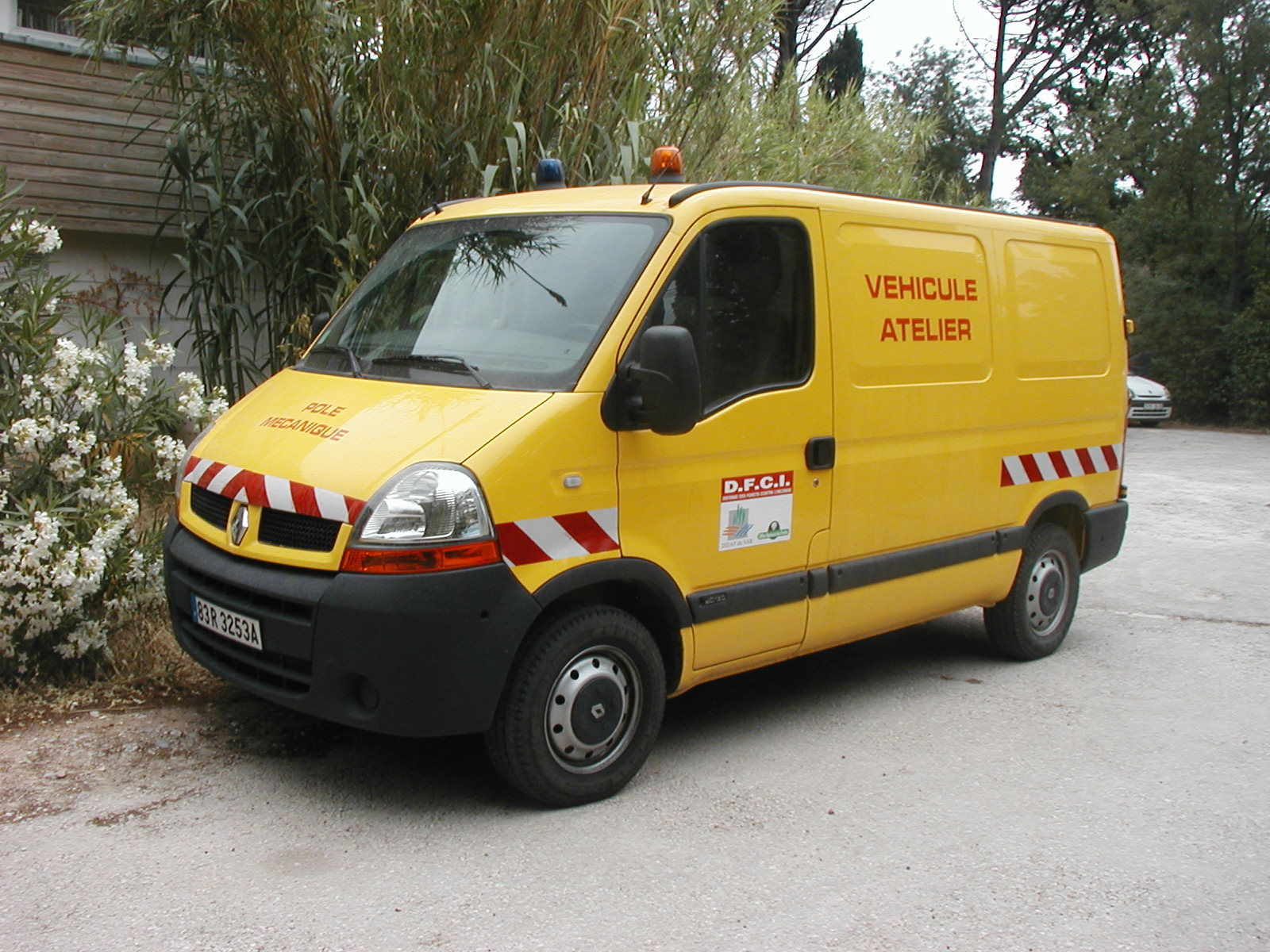
Véhicule atelier APFM Renault de l'ONF du Var en 2006.
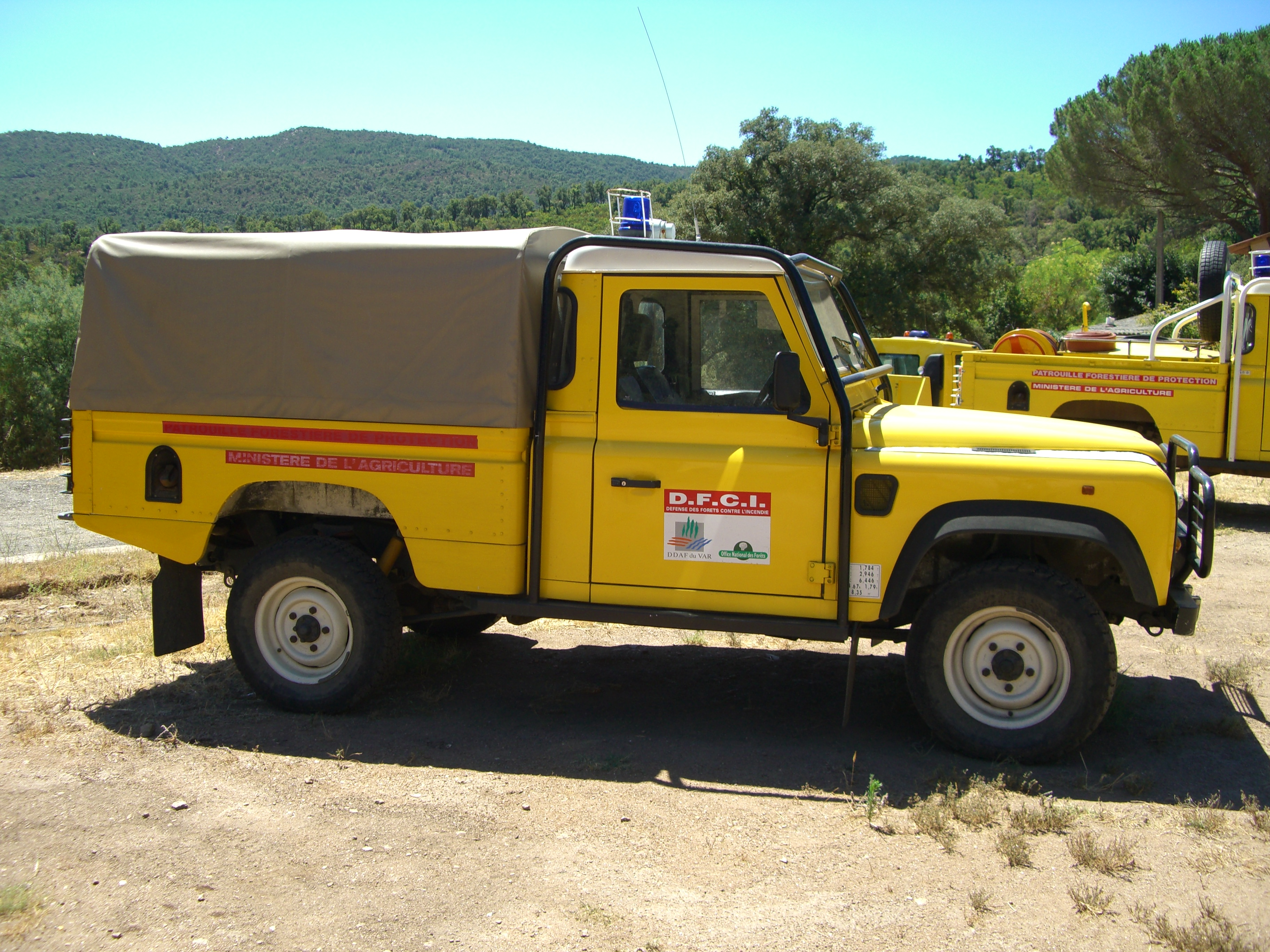
Véhicule 4 × 4 de logistique Landrover 110 de l'ONF du Var en 2006.
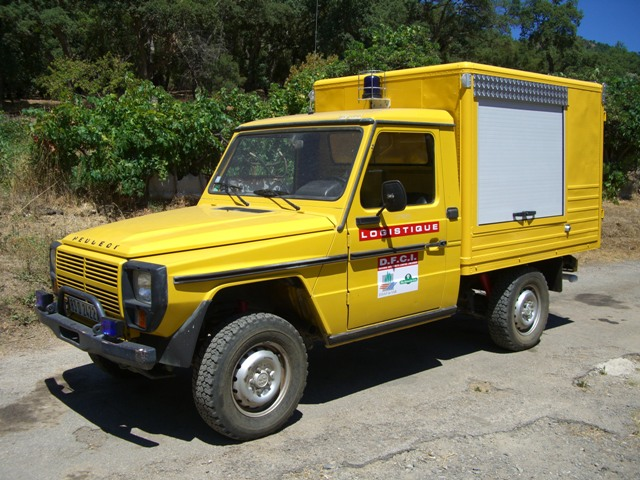
Véhicule 4 × 4 de logistique Peugeot P4 de l'ONF du Var en 2006.
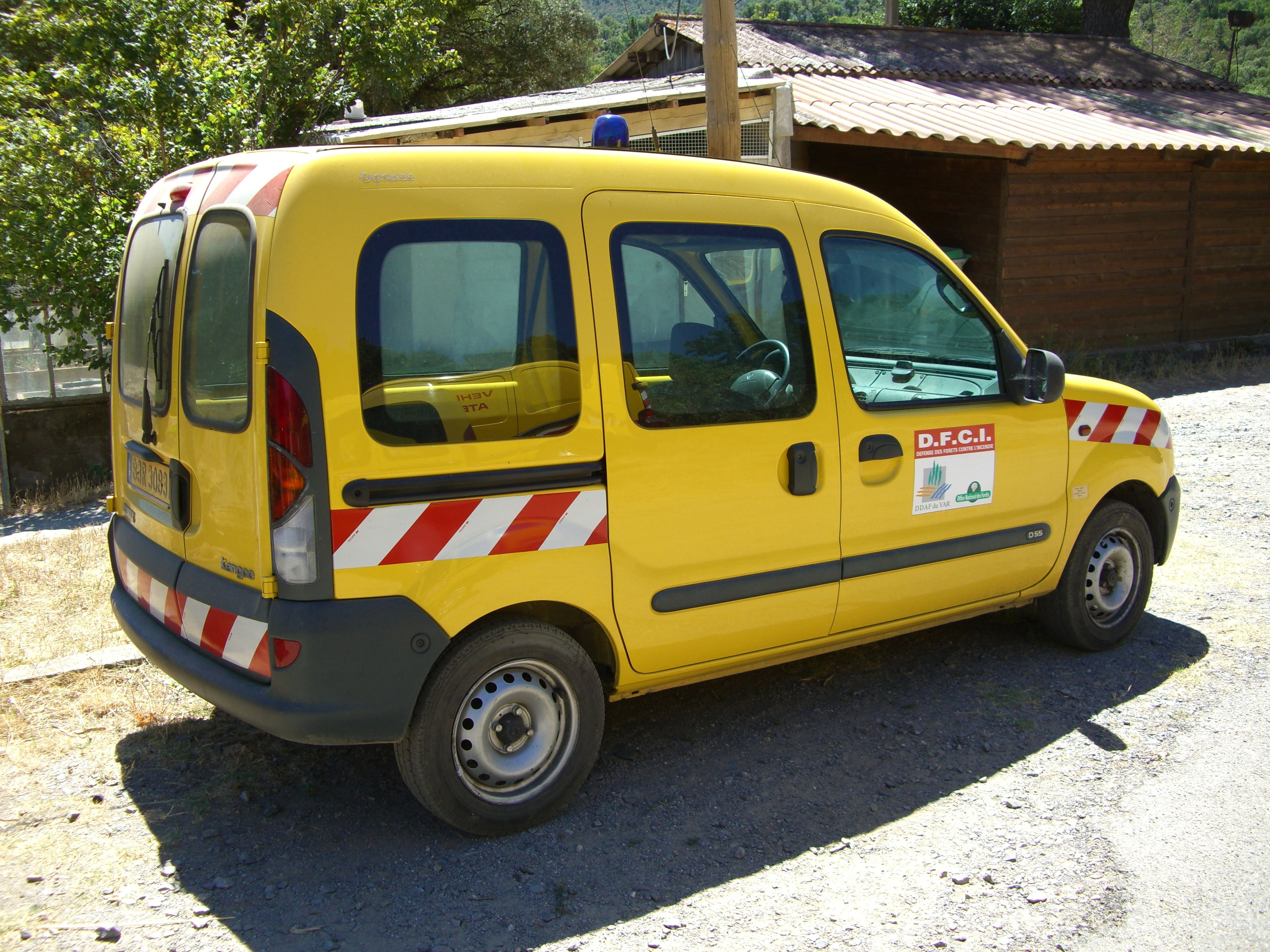
Véhicule 4 × 4 de liaison Renault Kangoo de l'ONF du Var en 2006.
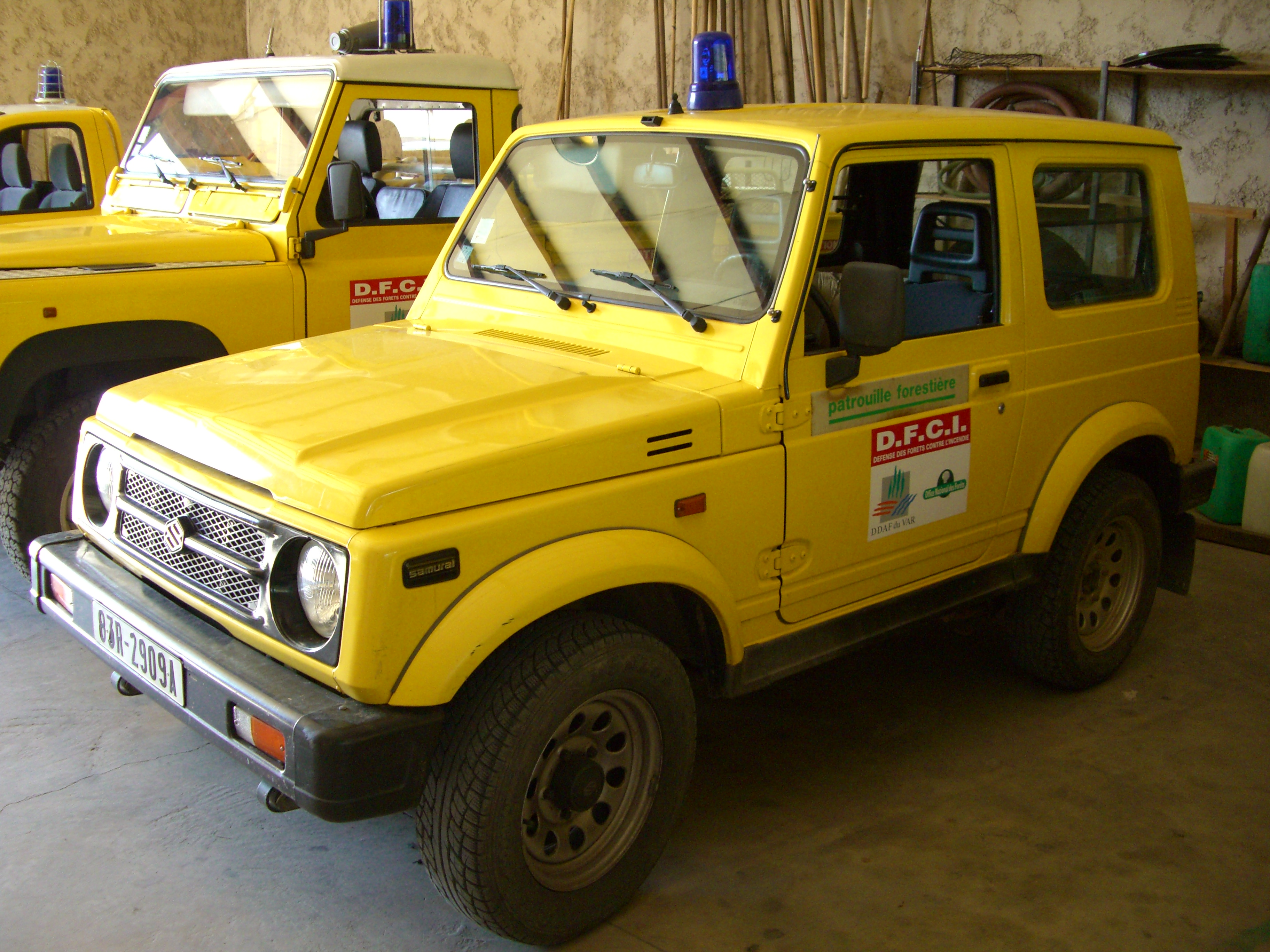
Véhicule 4 × 4 de liaison Suzuki Santana de l'ONF du Var en 2006.
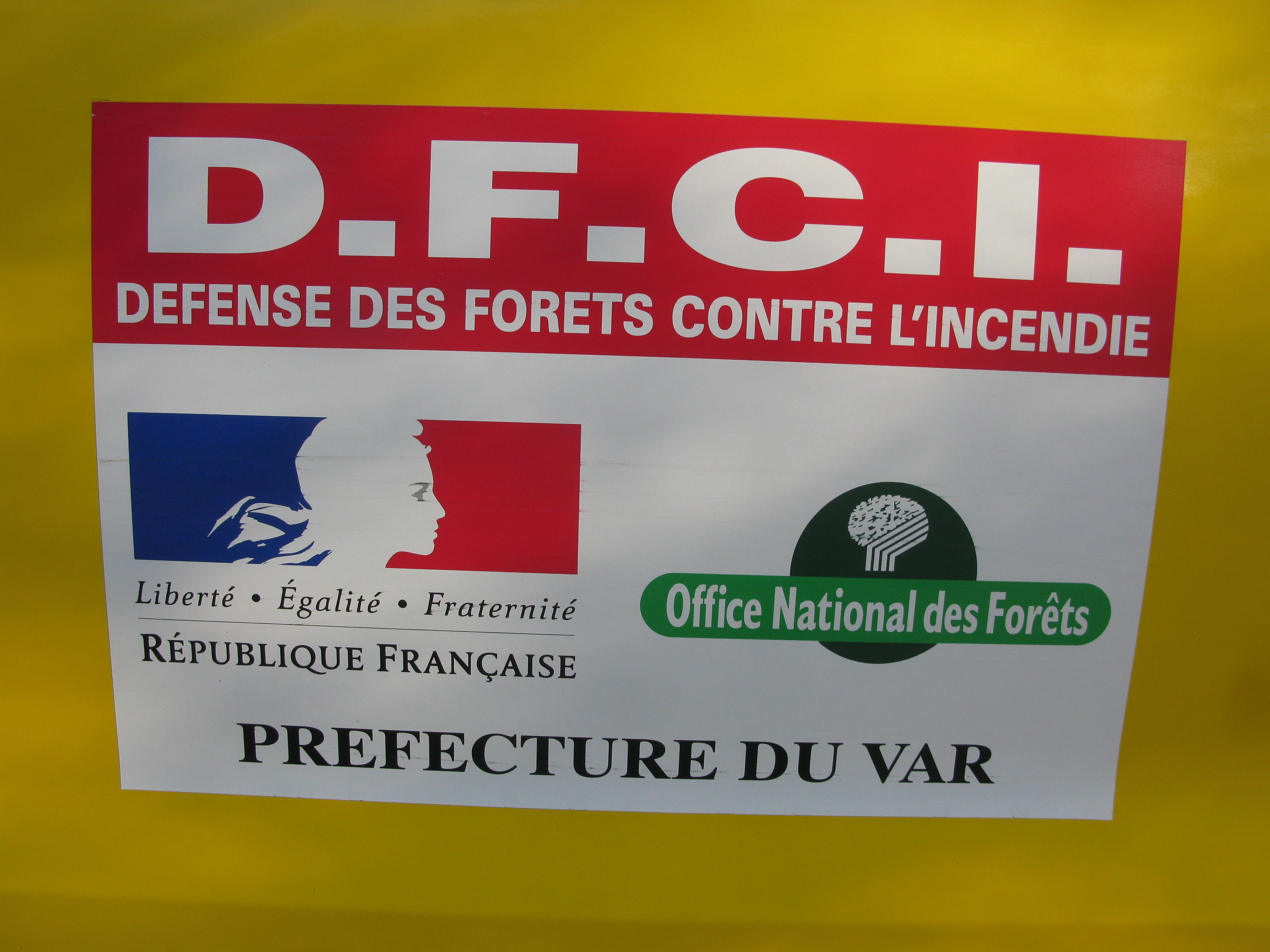
Logo de portière des véhicules DFCI de l'État (DDT) affectés à l'ONF en 2011.
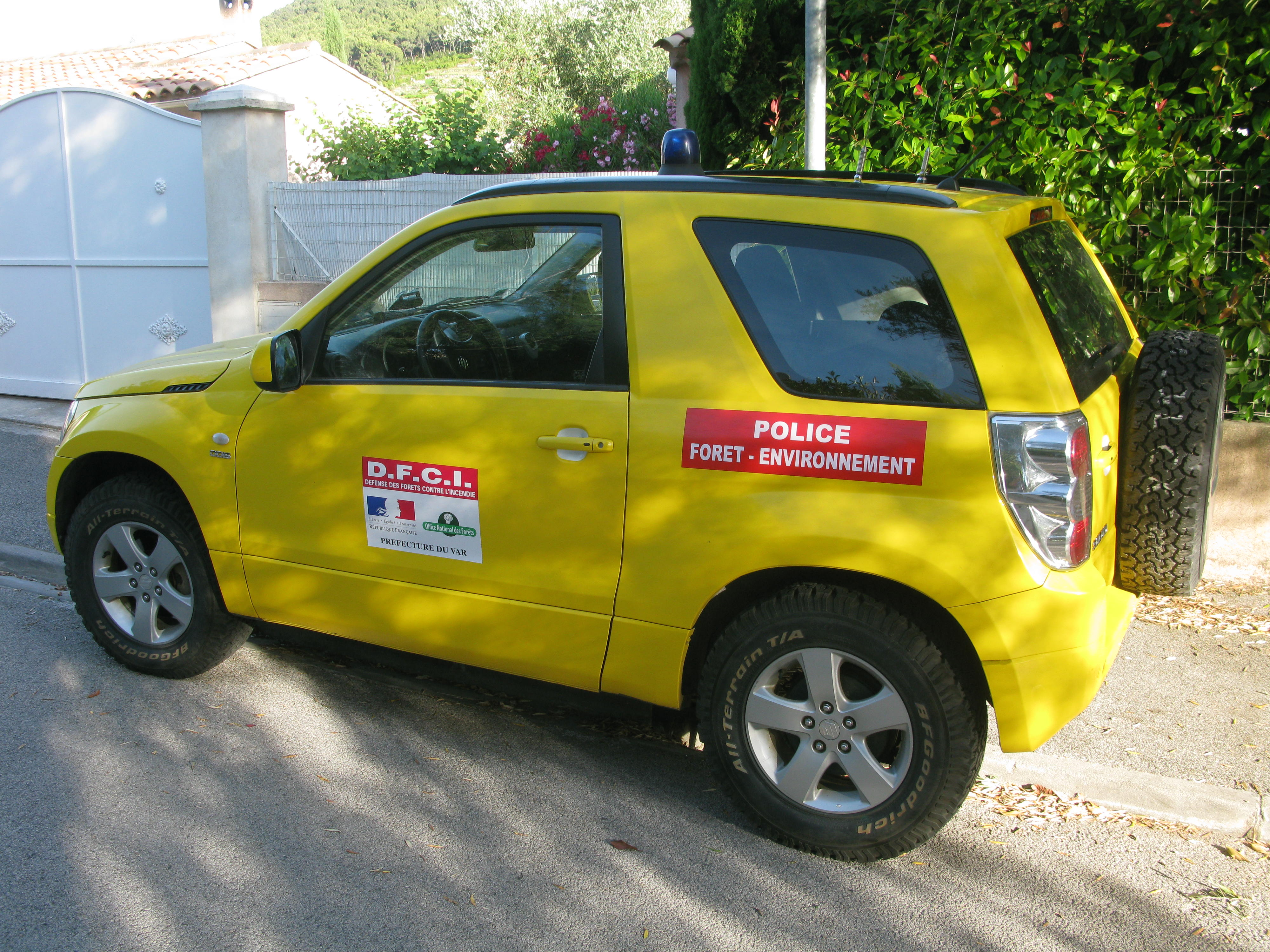
Véhicule 4 × 4 de liaison Nissan Terrano de l'ONF du Var en 2011.
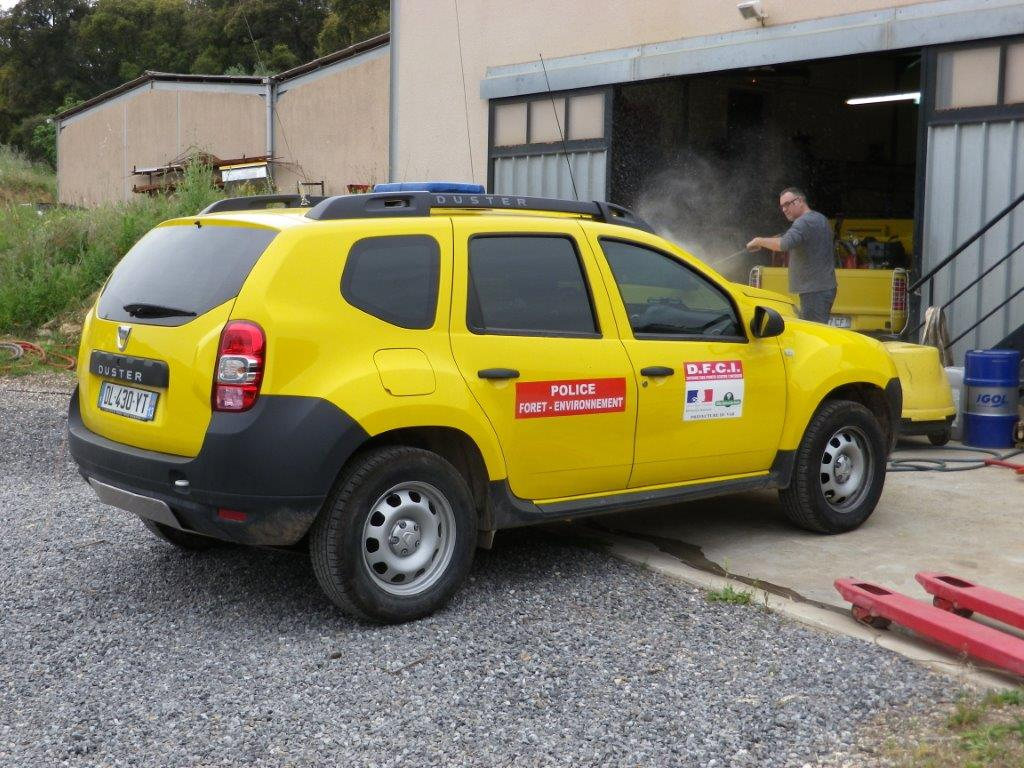
Véhicule 4 × 4 de liaison Duster de l'ONF du Var en 2016.
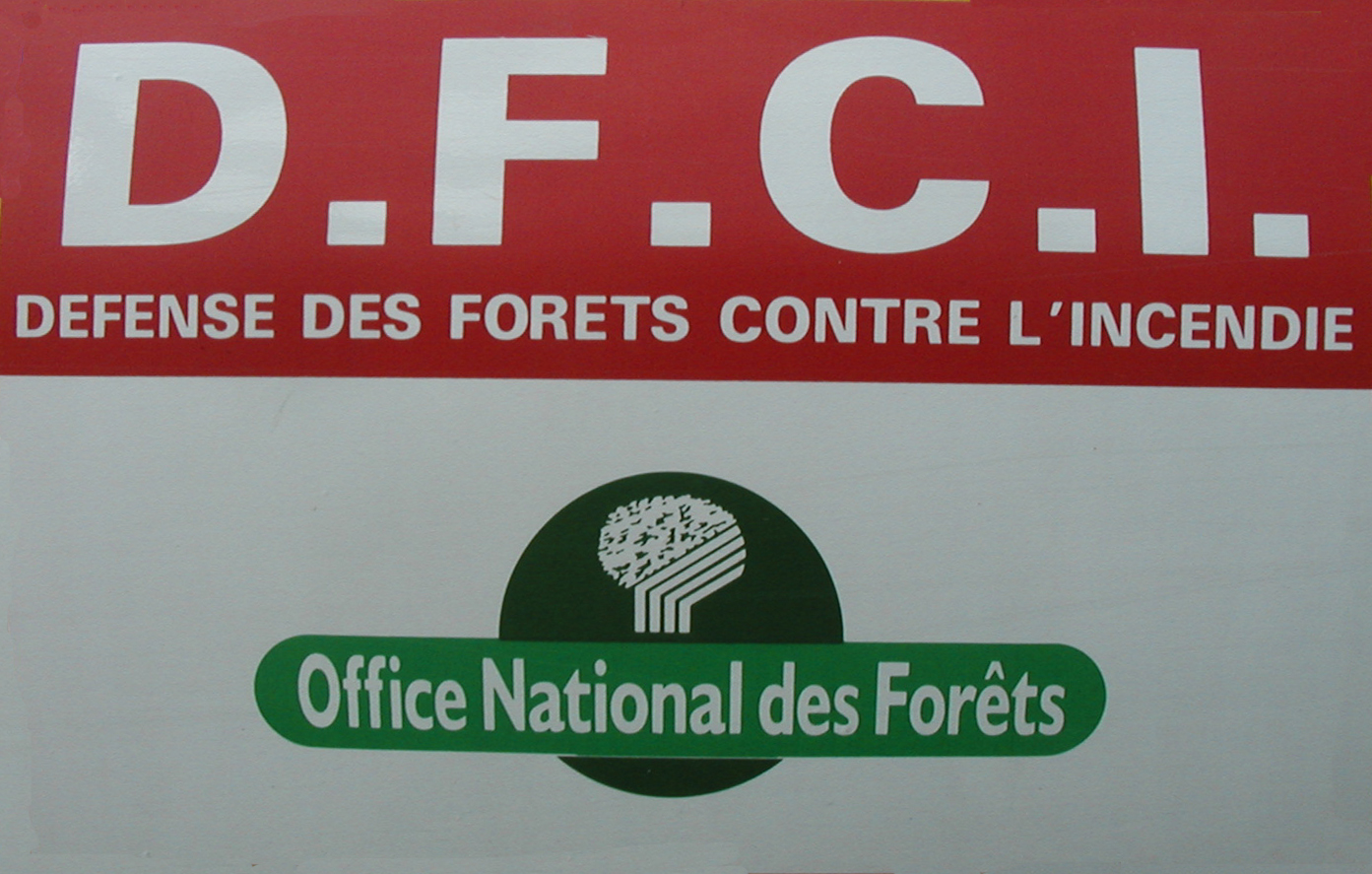
Logo de portière des véhicules de l'ONF en 2009.
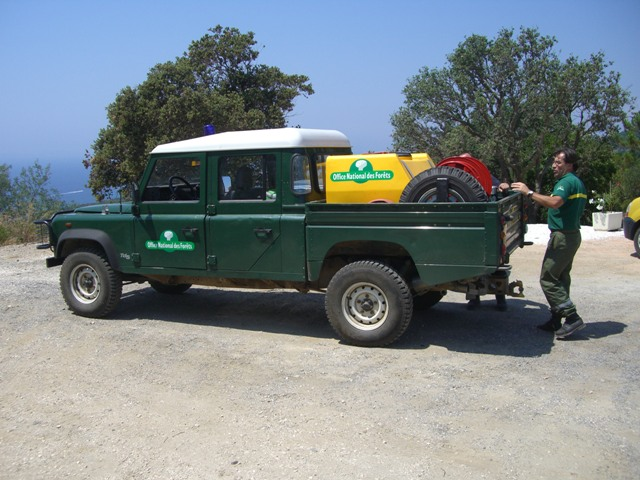
Camion-citerne feu de forêt léger de patrouille de prévention Landrover 90 de l'ONF du Var en 2007.
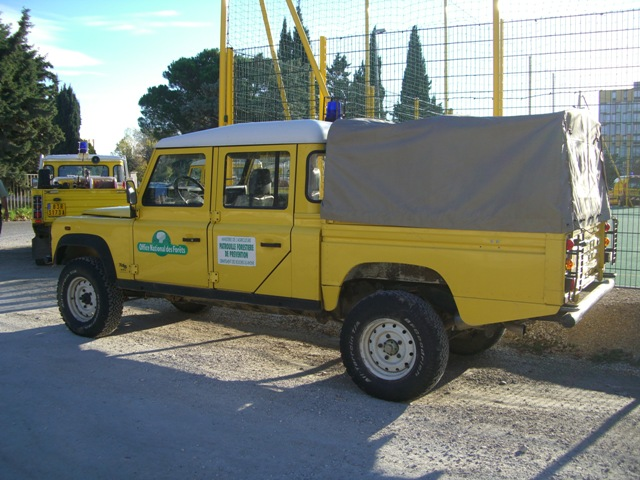
Véhicule 4 × 4 de logistique Landrover 110 des APFM de l'ONF des Bouches-du-Rhône en 2006.
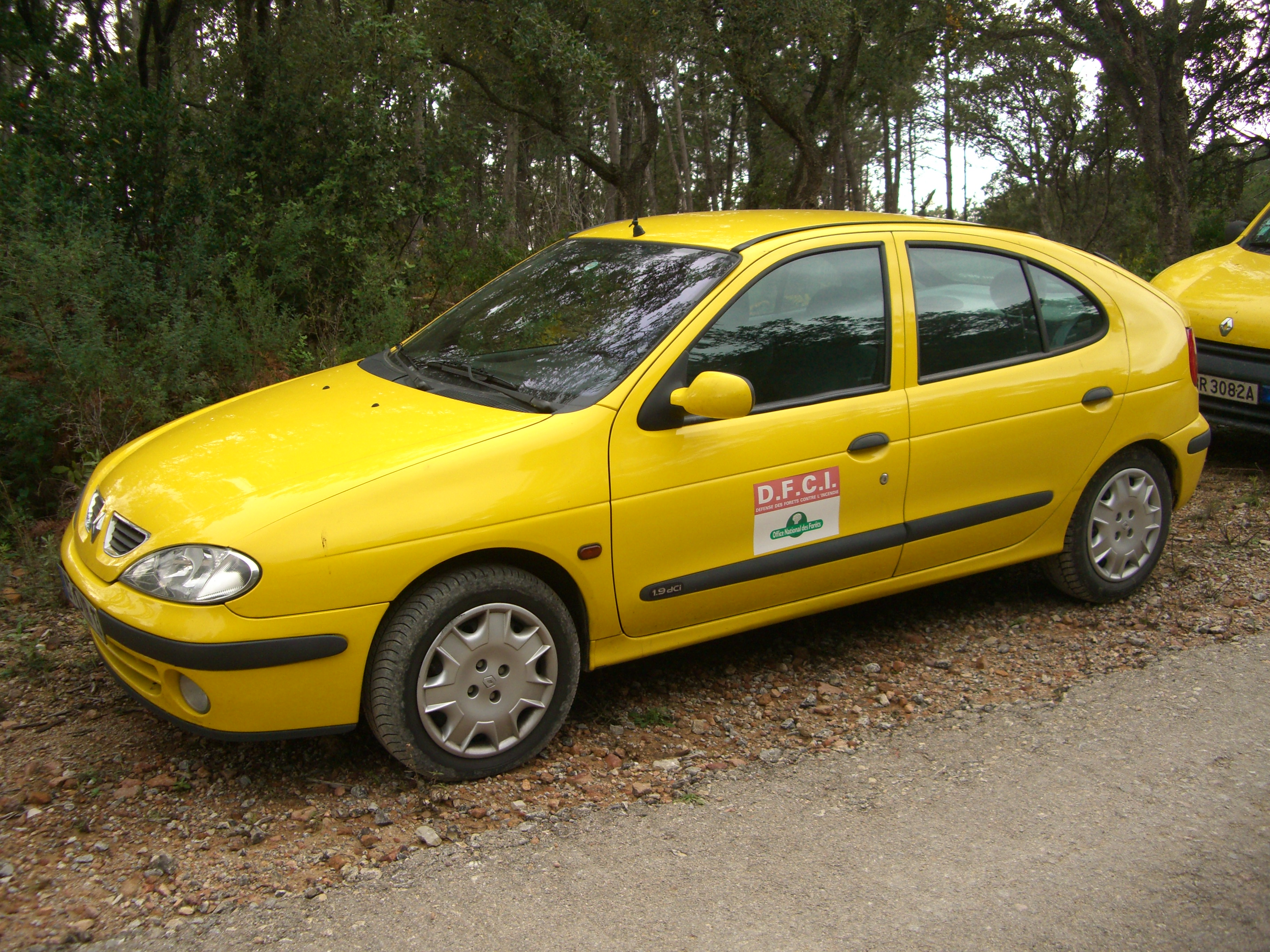
Véhicule de liaison Renault Mégane de la Mission zonale DFCI ONF en 2006.
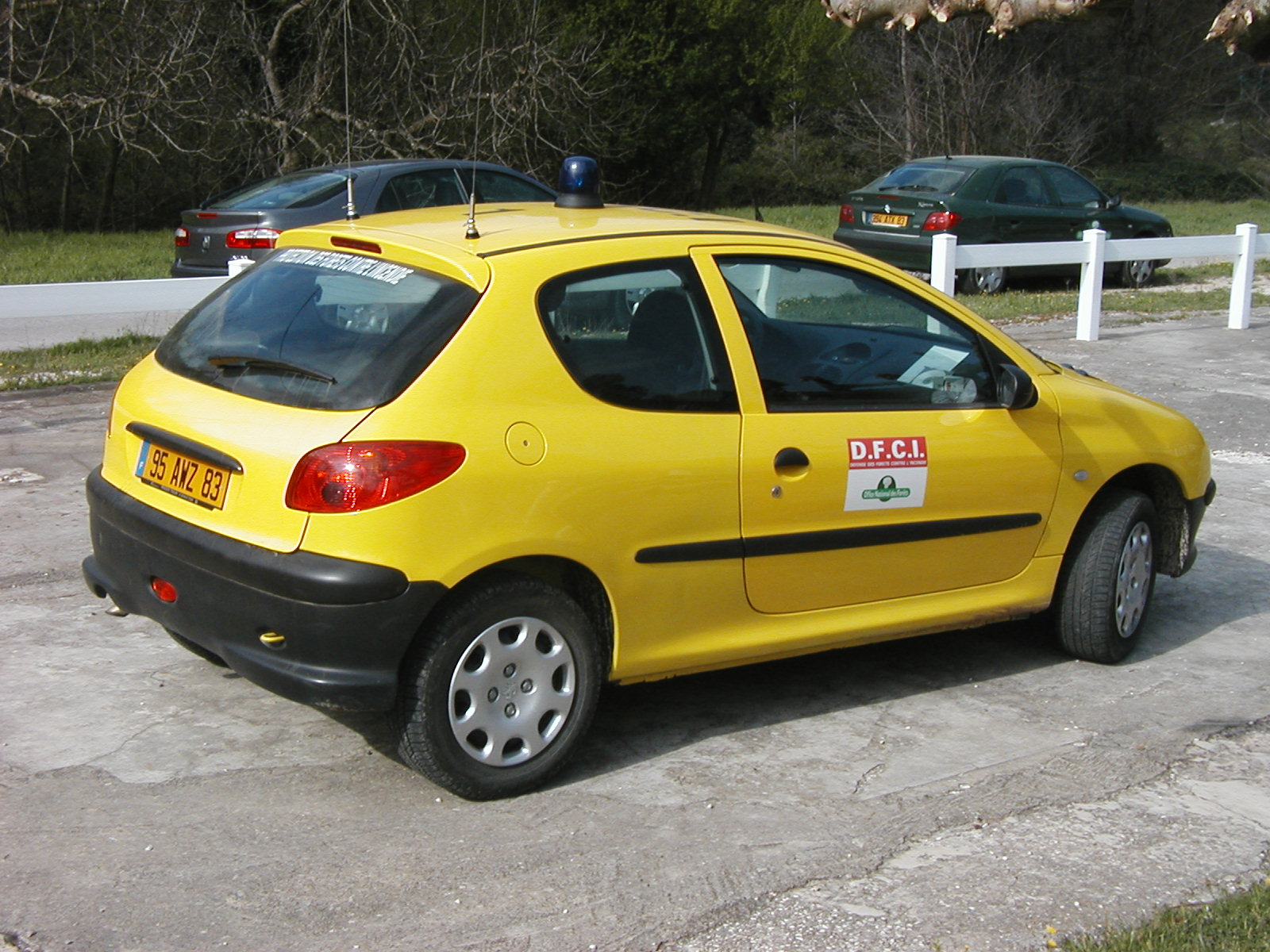
Véhicule de liaison Peugeot 106 de l'ONF du Var en 2006.

### Forestiers-sapeurs

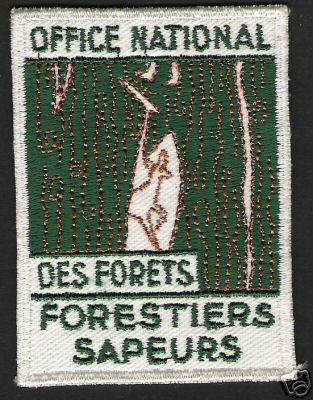
Écusson d'épaule brodé utilisé par les Forestiers-sapeurs de l'O.N.F. avant 1989.
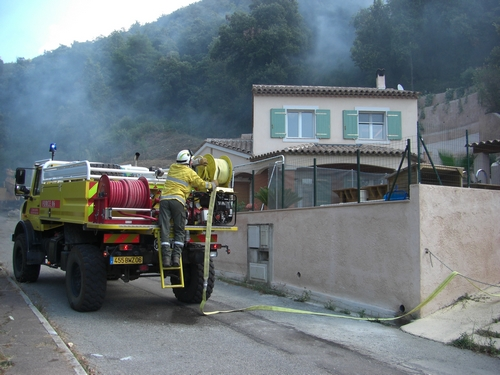
Camion-citerne feu de forêt moyen 2000 l. de lutte Forestier-Sapeur Mercedes du Conseil Général des Alpes Maritimes (Force 06) en 2013.
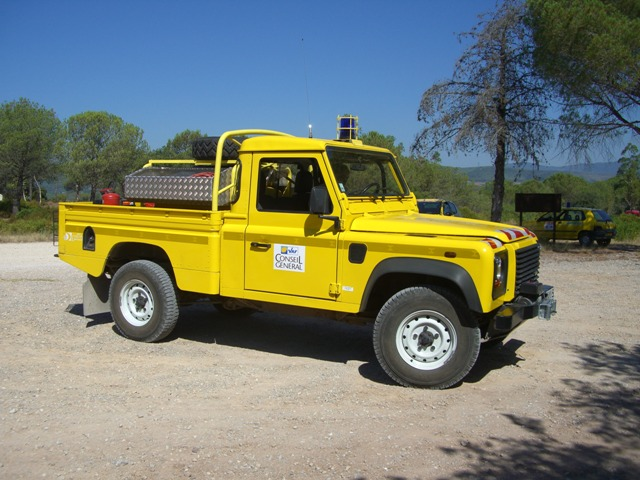
Camion-citerne feu de forêt léger six cents litres de patrouille de prévention Forestier-Sapeur Landrover Defender du Conseil Général du Var en 2007.
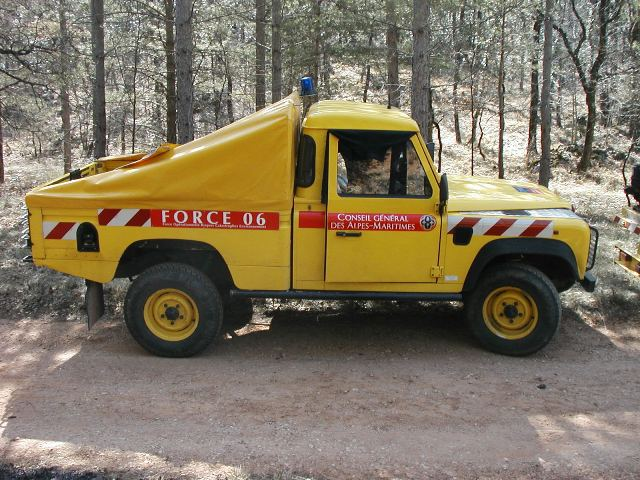
Véhicule 4x4 de logistique Forestier-Sapeur Landrover du Conseil Général des Alpes Maritimes (Force 06) en 2006.
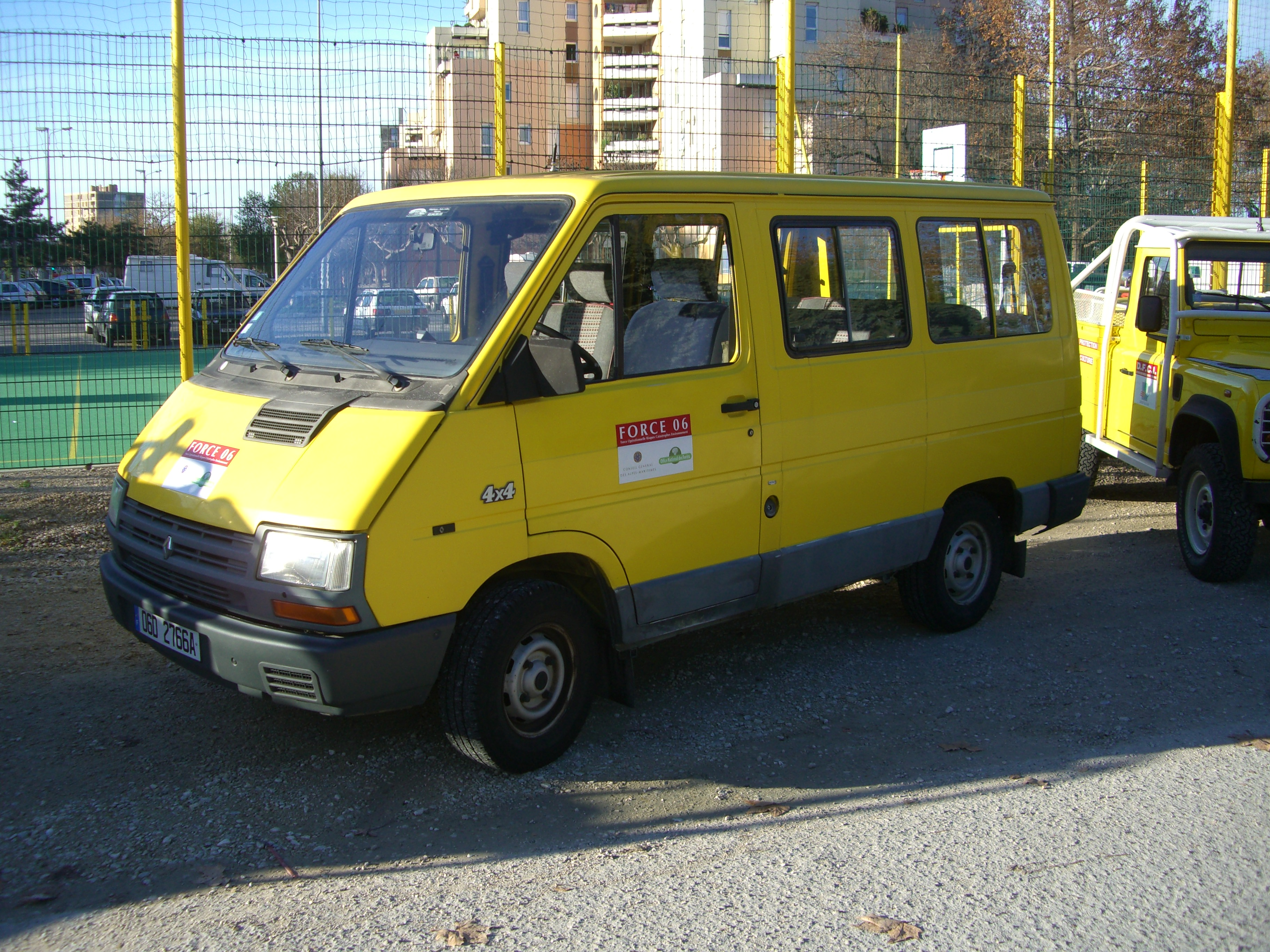
Véhicule utilitaire Renault Trafic Forestier-Sapeur Landrover Defender du Conseil Général des Alpes Maritimes (Force 06) en 2006.